# Kerti virágok
A kertekben termesztett megszámlálhatatlan virág mindannyiunk gyönyörködtetésére szolgál.
Némelyek azonosak a vadon is található fajokkal, de sok fajuk távoli tájakról származik. A tavasztól őszig tartó színpompás virágzásról a sok megfelelő fajta kiválasztása gondoskodik.
A virágzás időpontja fajtáktól és az időjárástól függően változik akár egy-két hónapnyit is.
Jelmagyarázat
A külön  nem jelölt növények évelők.
É: évelő, több évig is a helyén maradó, évenként újra virágzó növény.
E: egyéves, magról tavasszal kelő, nyáron virágzó, ősszel elpusztuló növény.
K: kétéves, első évben magról kel, második évben virágzik.
F: fagyérzékeny, takarással vagy zárt helyen kell teleltetni.
H: hagymás.
GY: gyöktörzses.

## Tavaszi virágok

### Február
Megjelennek a legkorábbi virágok sokszor még a hó alól kibújva.

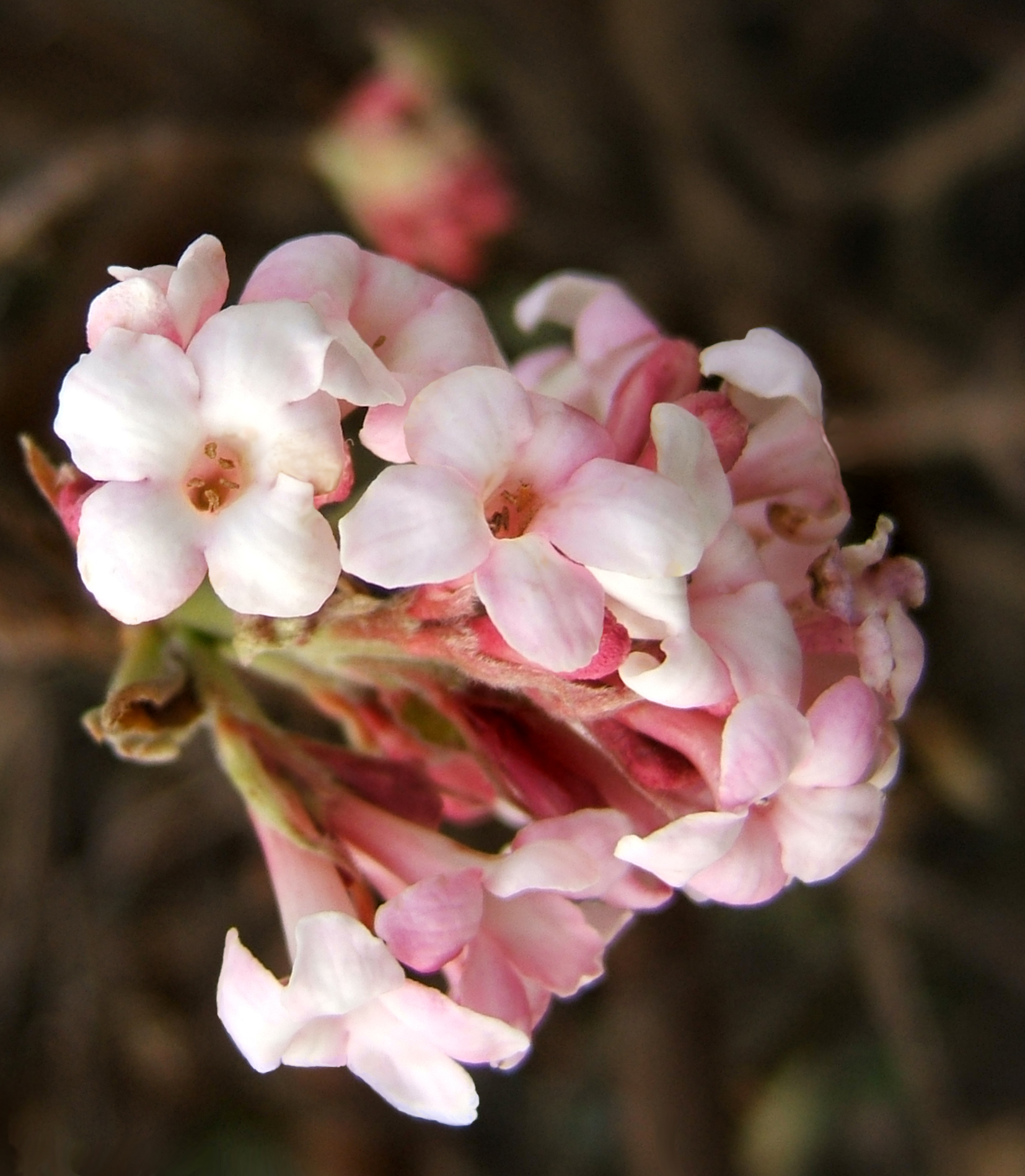
Illatos bangita
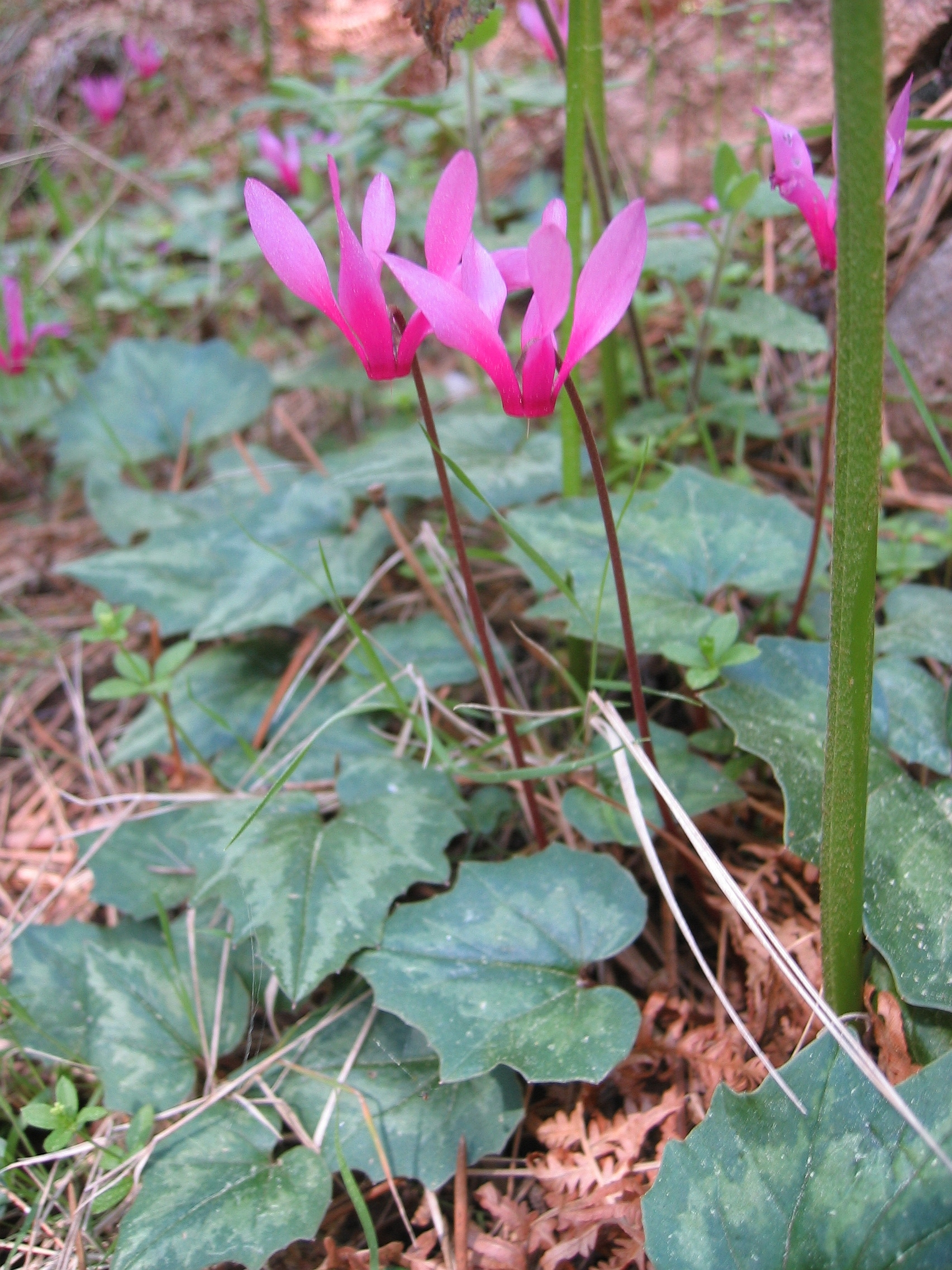
Ciklámen (GY)
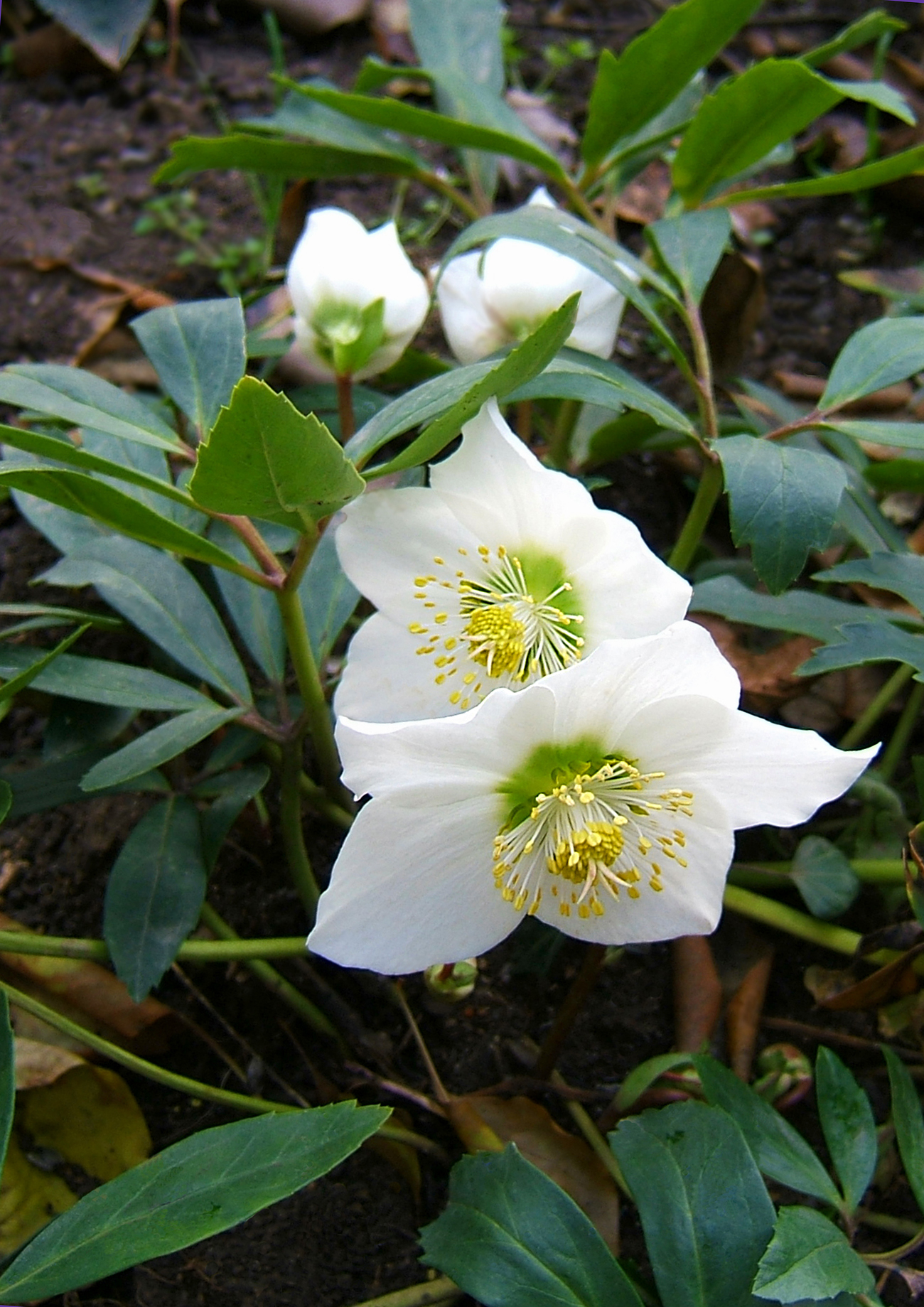
Hunyor
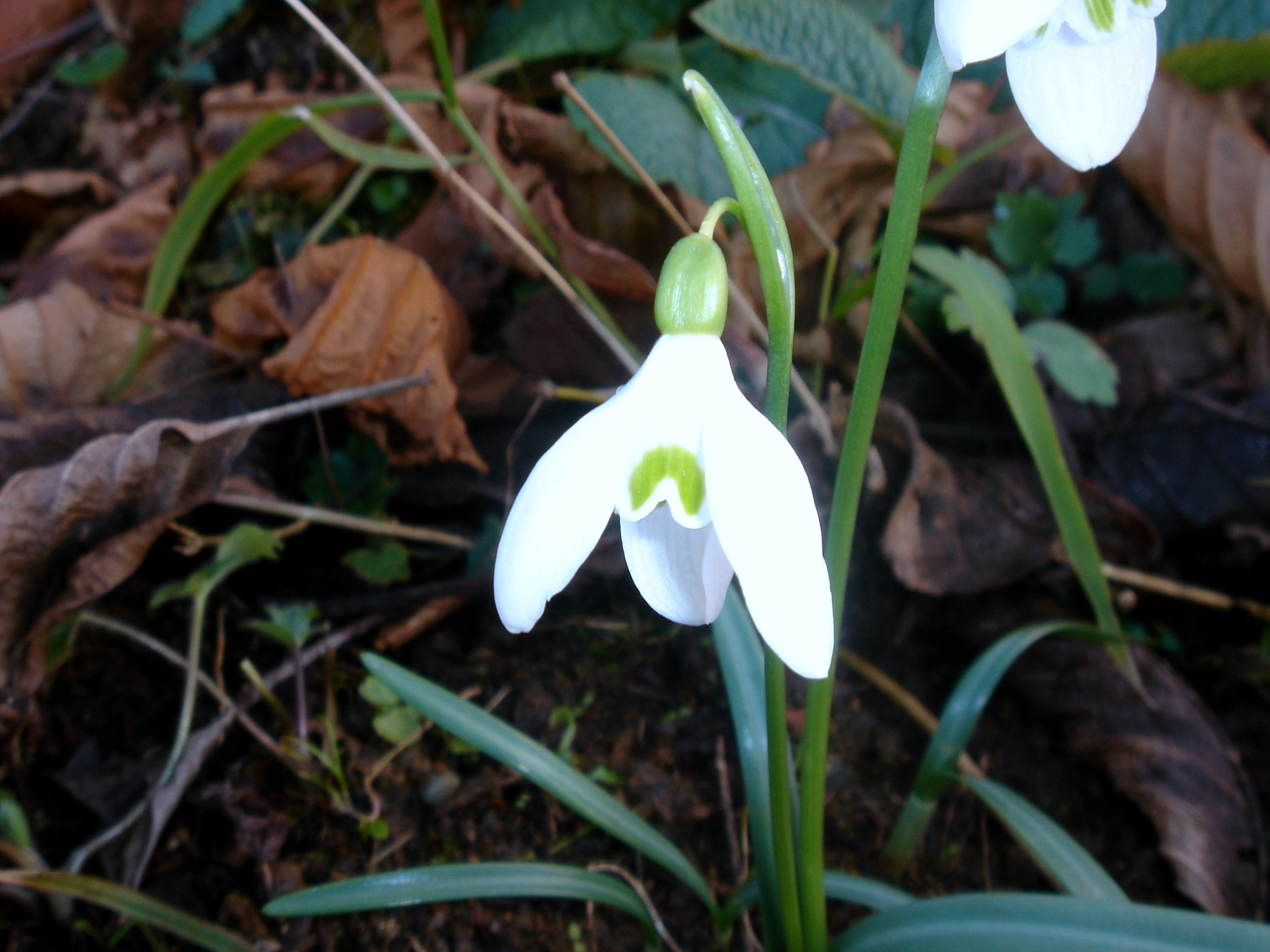
Hóvirág (H)
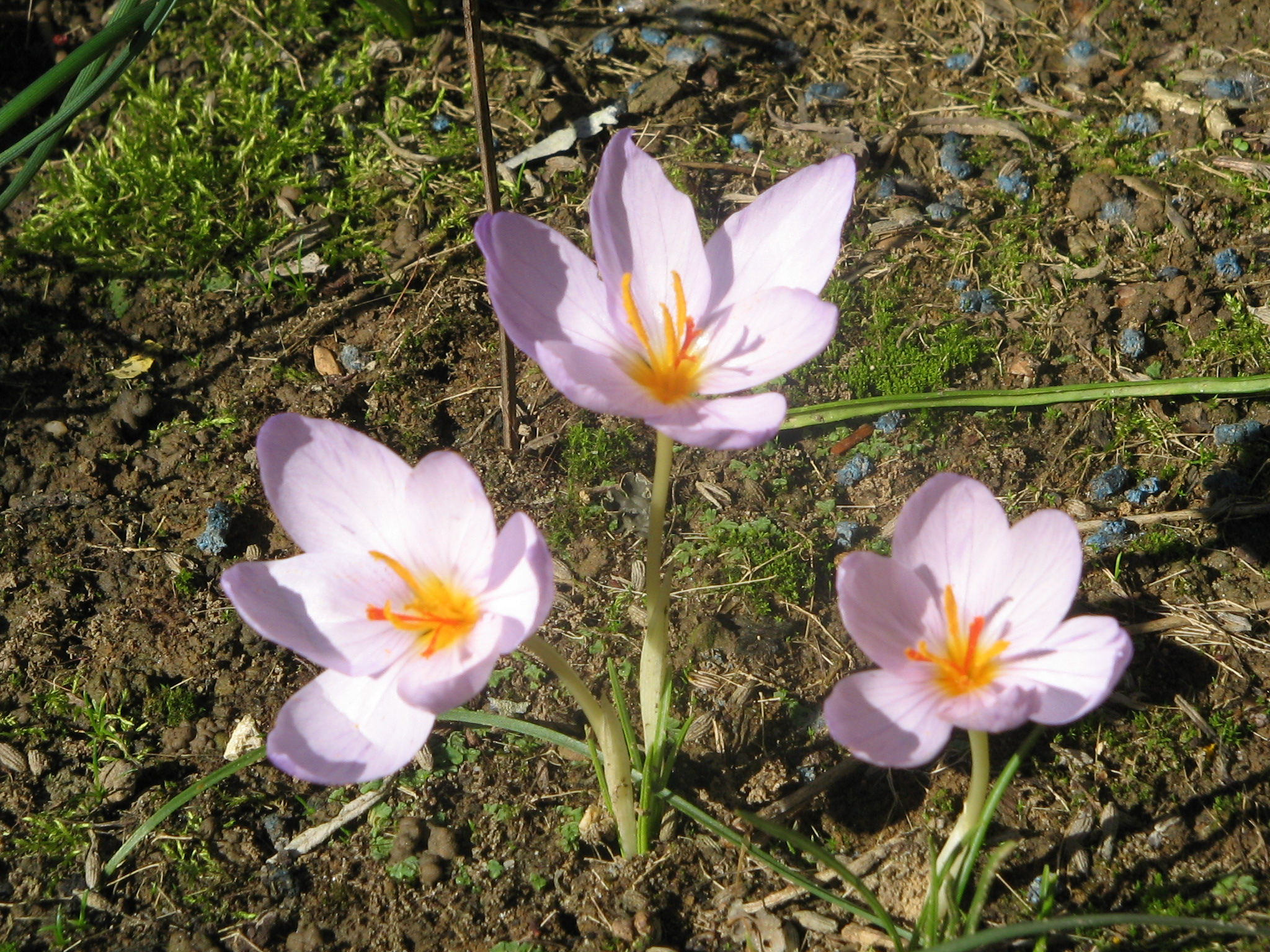
Krókusz/Sáfrány (H)
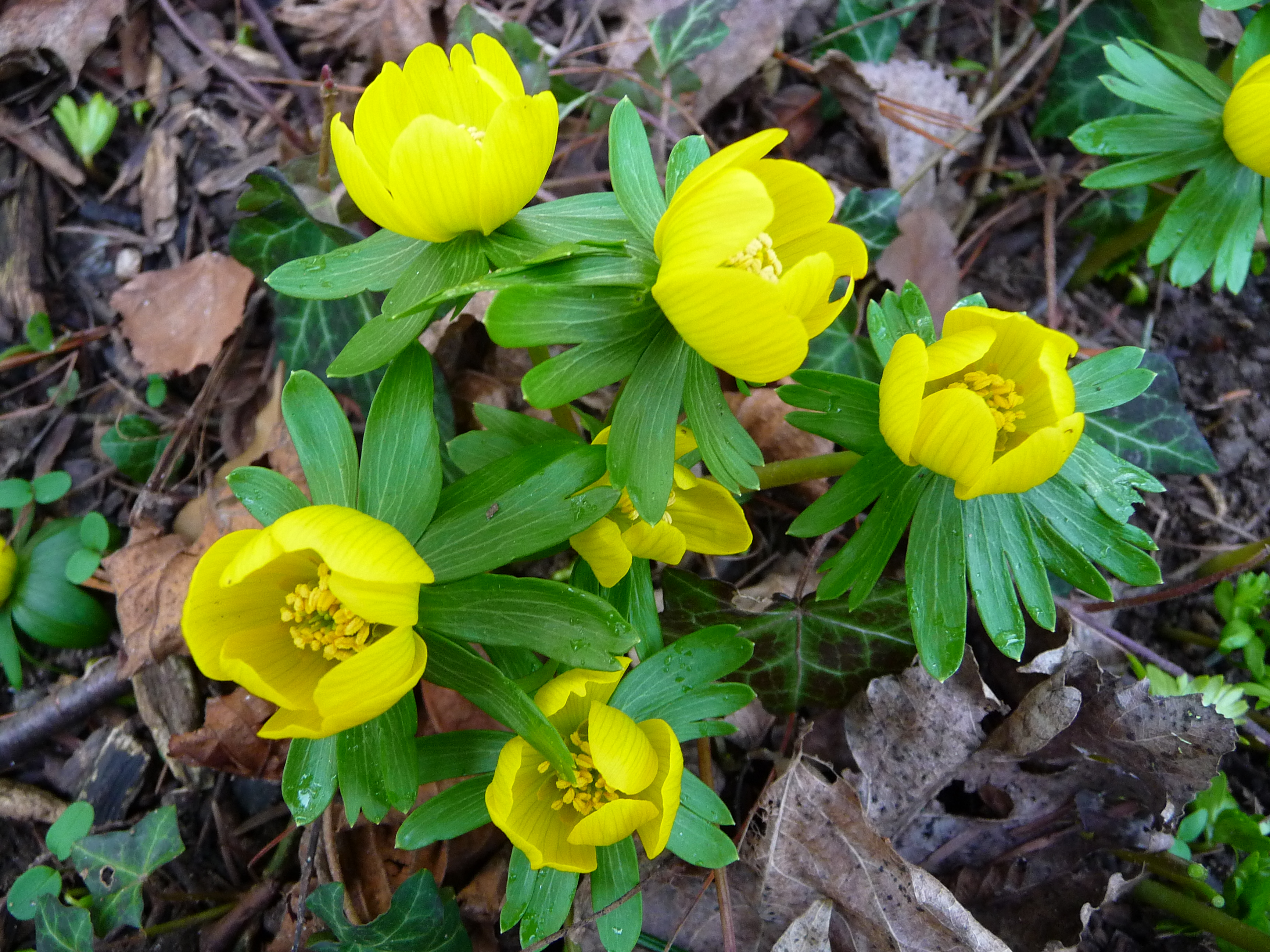
Téltemető (H)
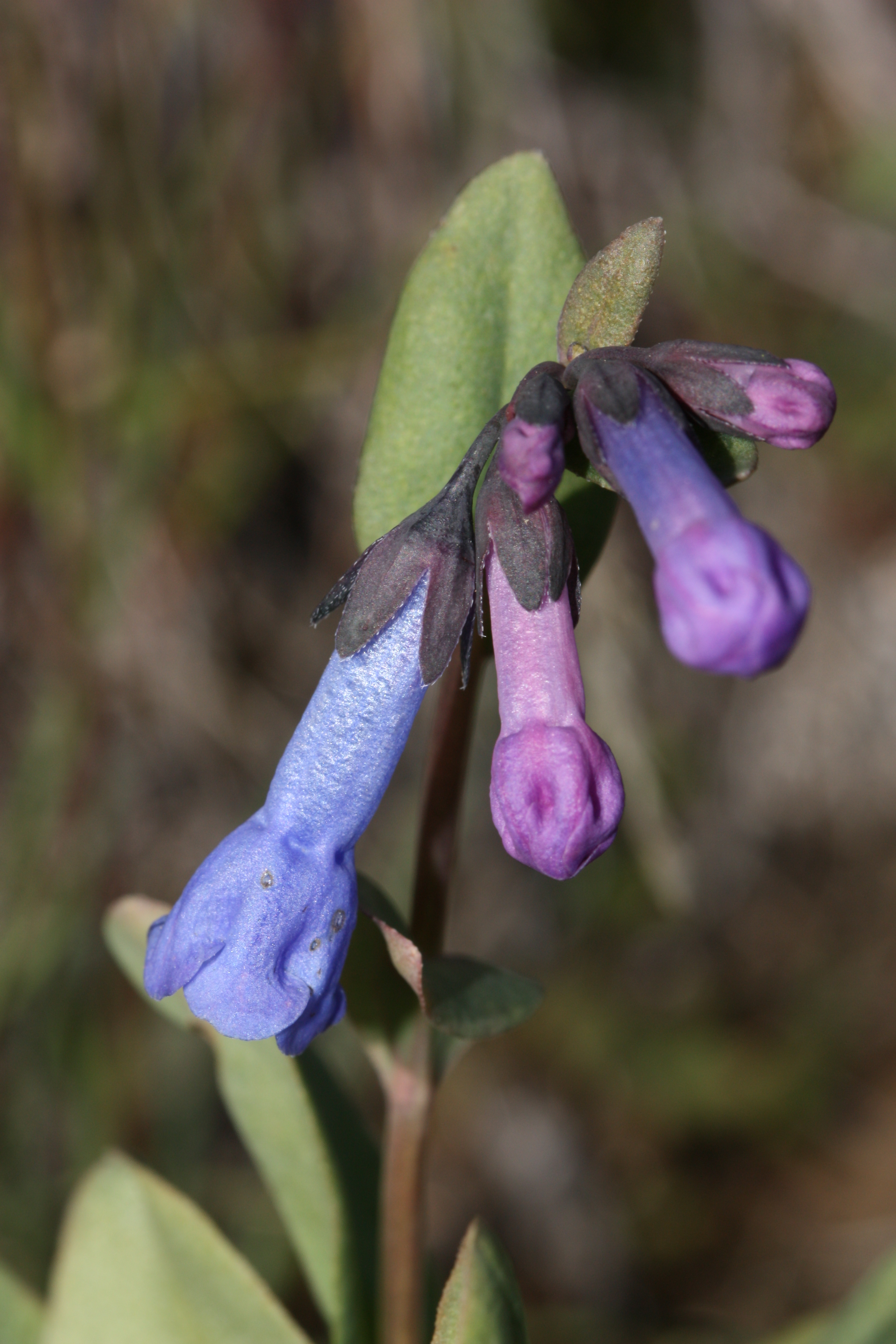
Bársonyos tüdőfű

### Március
Szinte naponta nyílnak újabb tavaszköszöntő virágok:

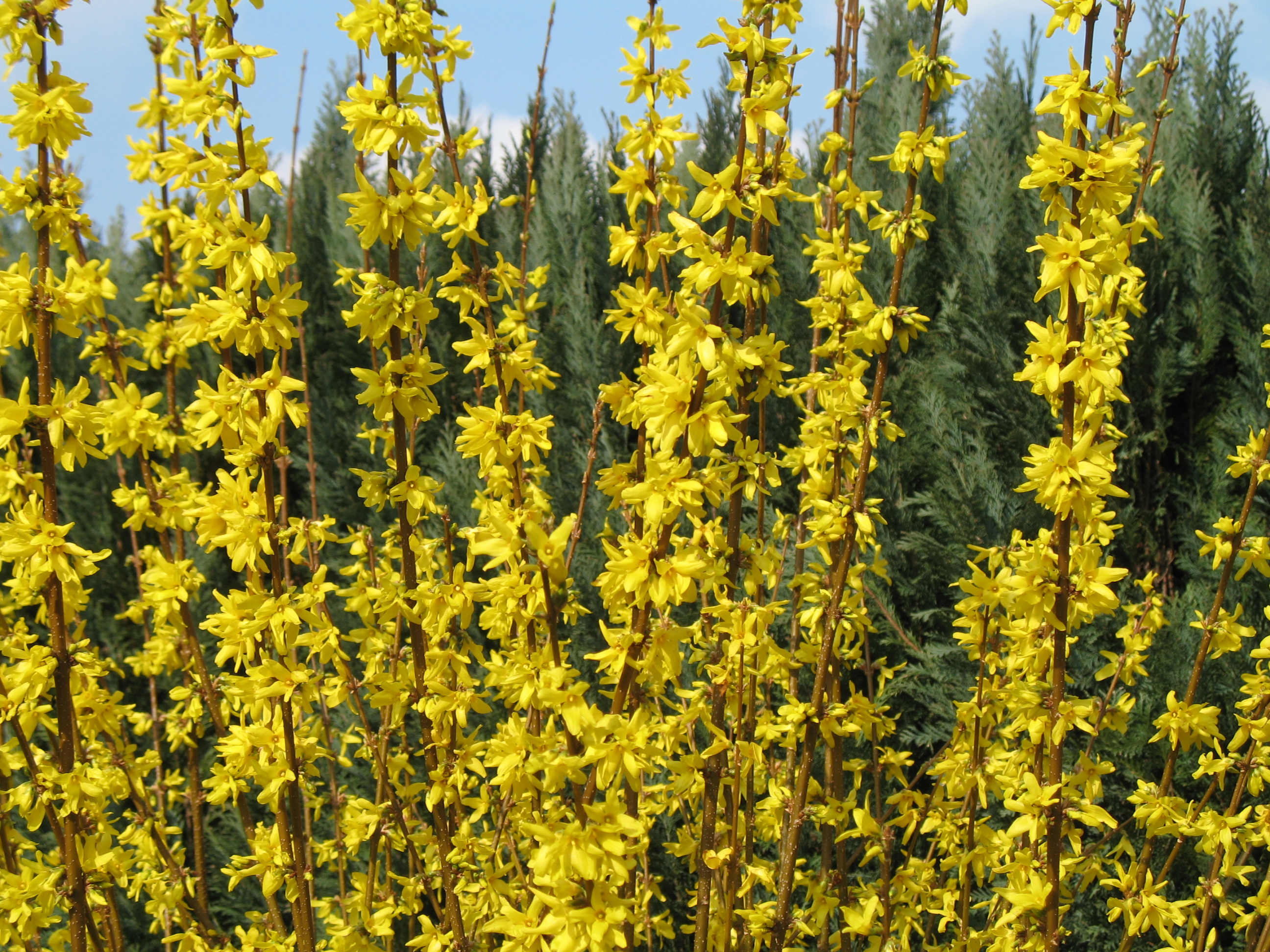
Aranyfa
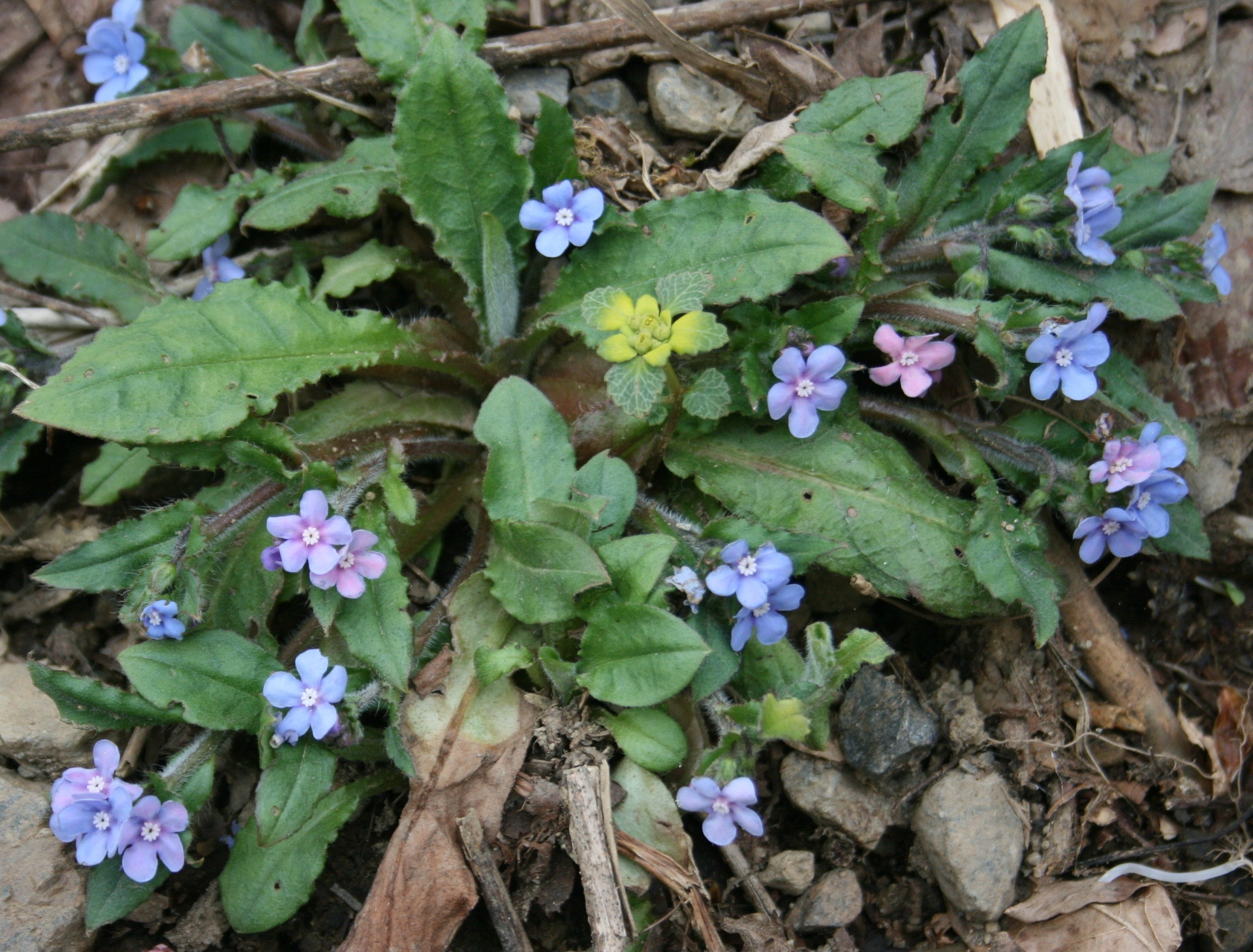
Békaszem
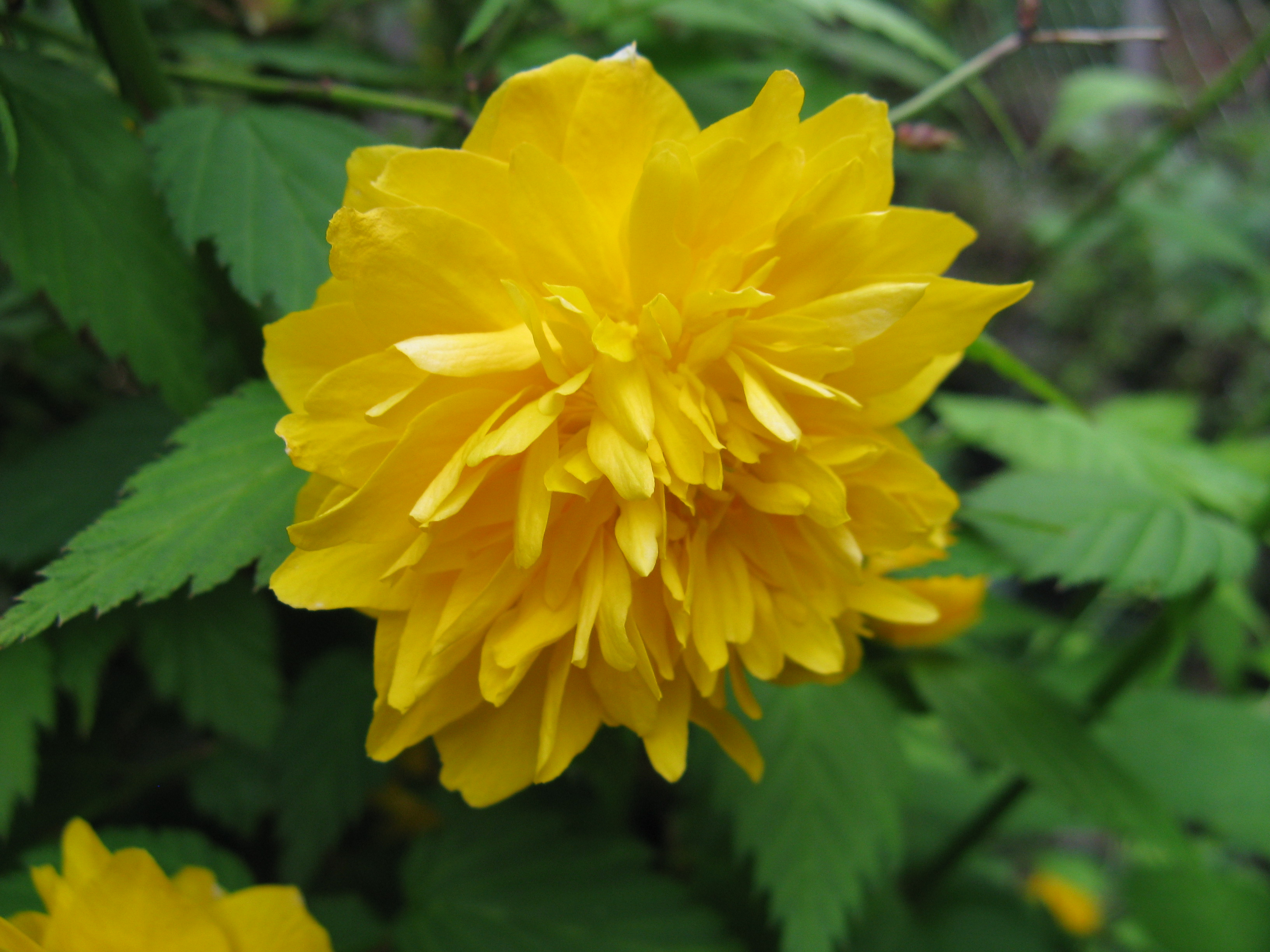
Boglárkacserje
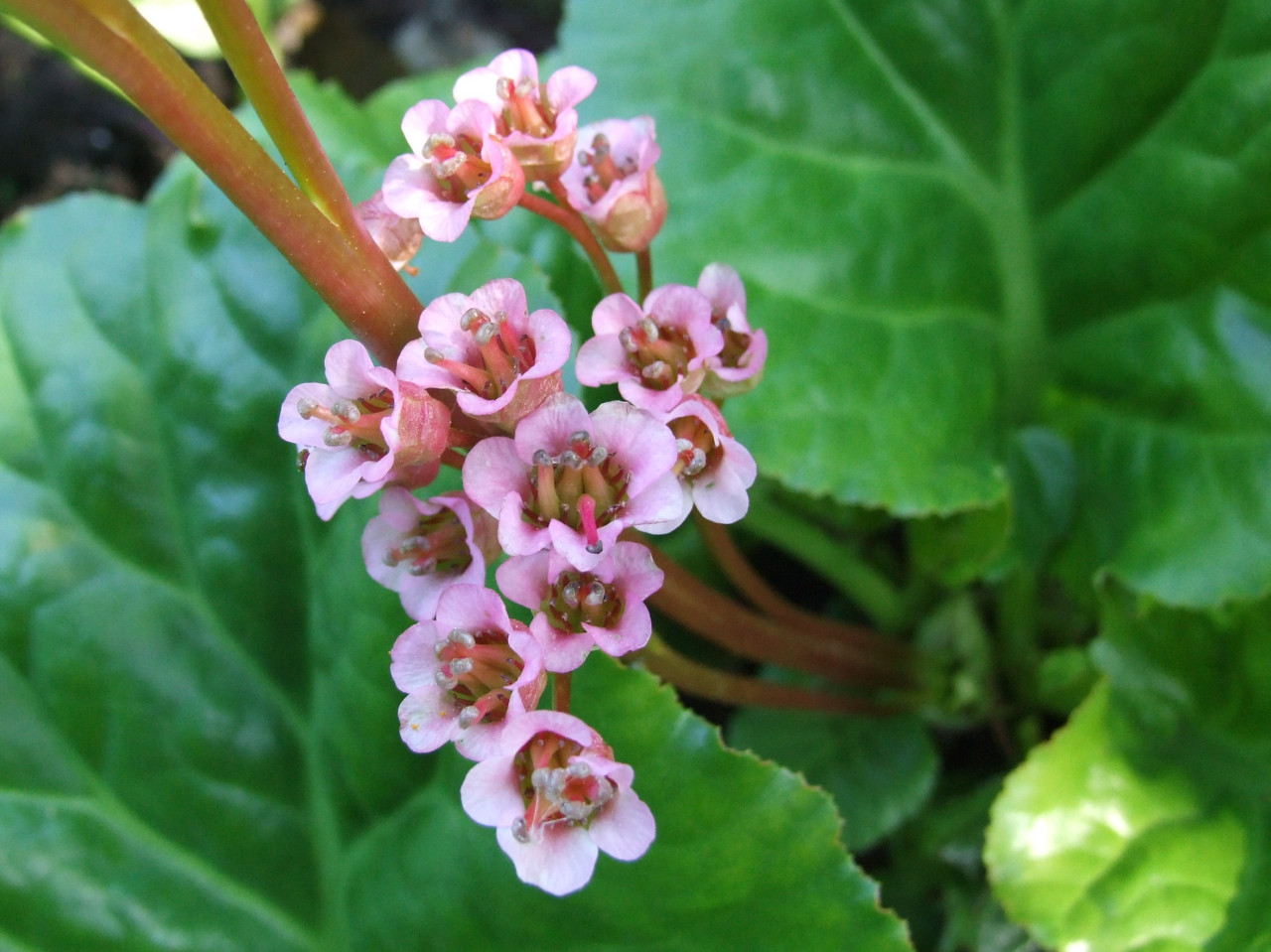
Bőrlevél
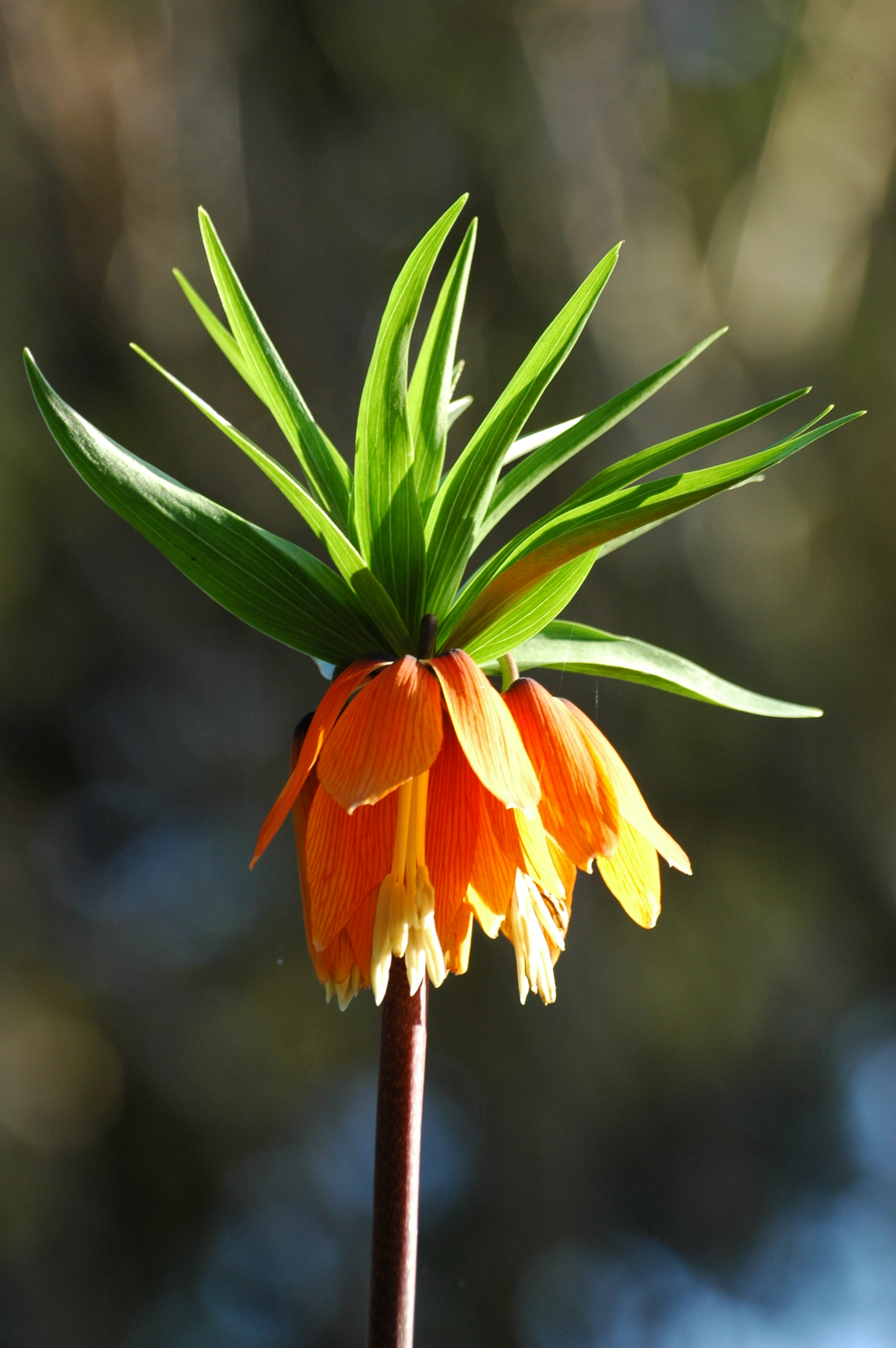
Császárkorona (H)
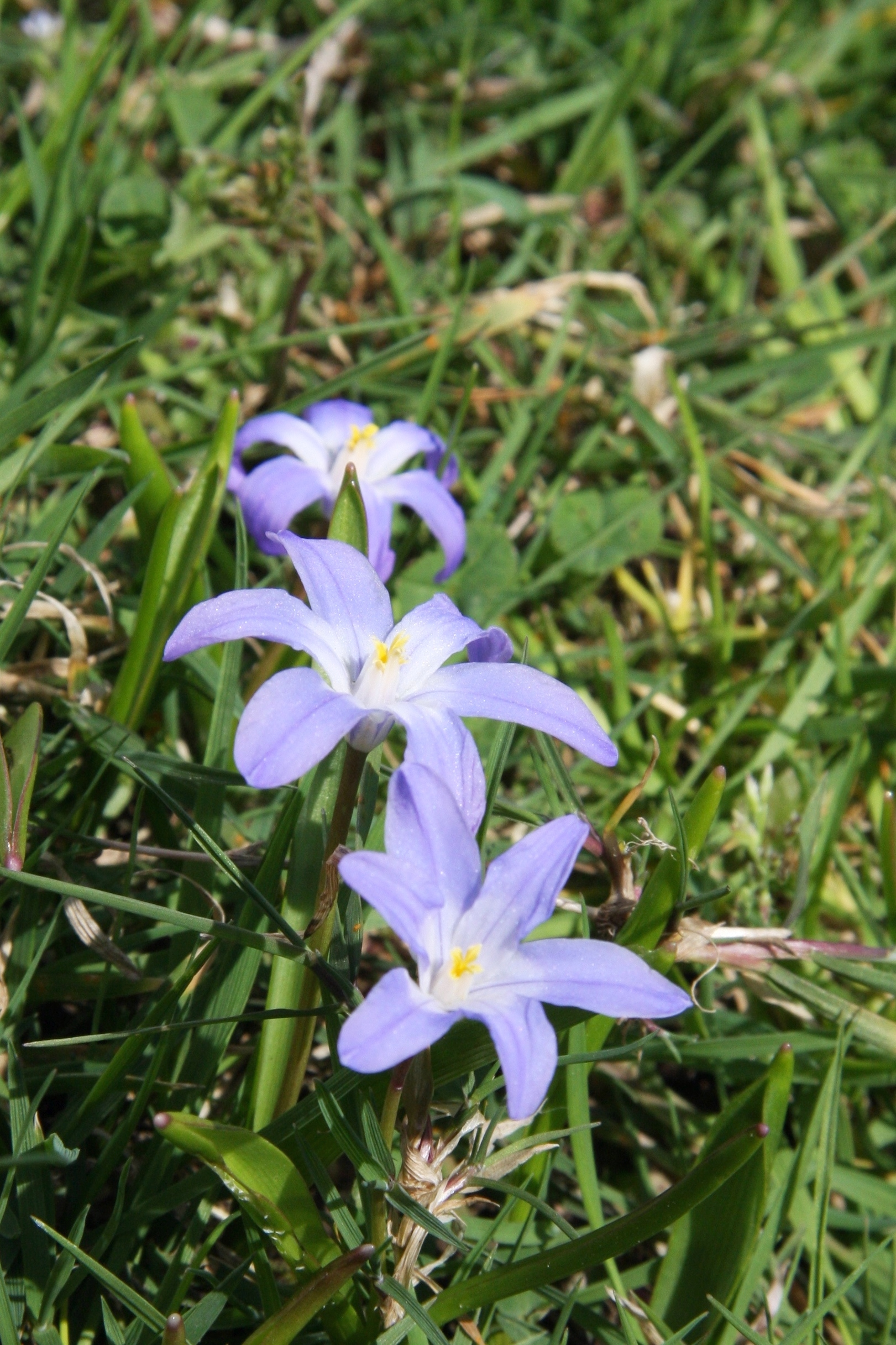
Csillagvirág (H)
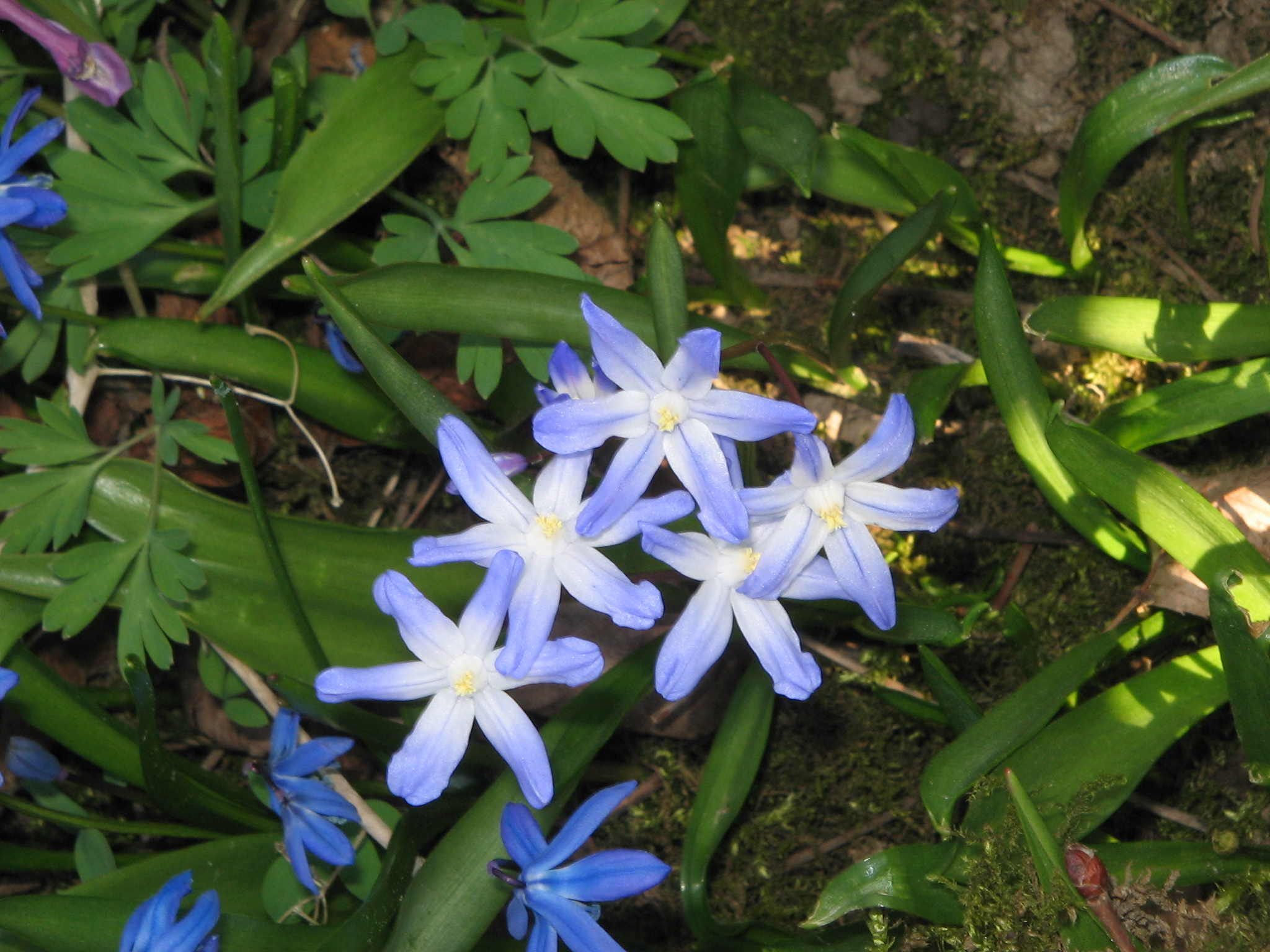
Hófény (H)
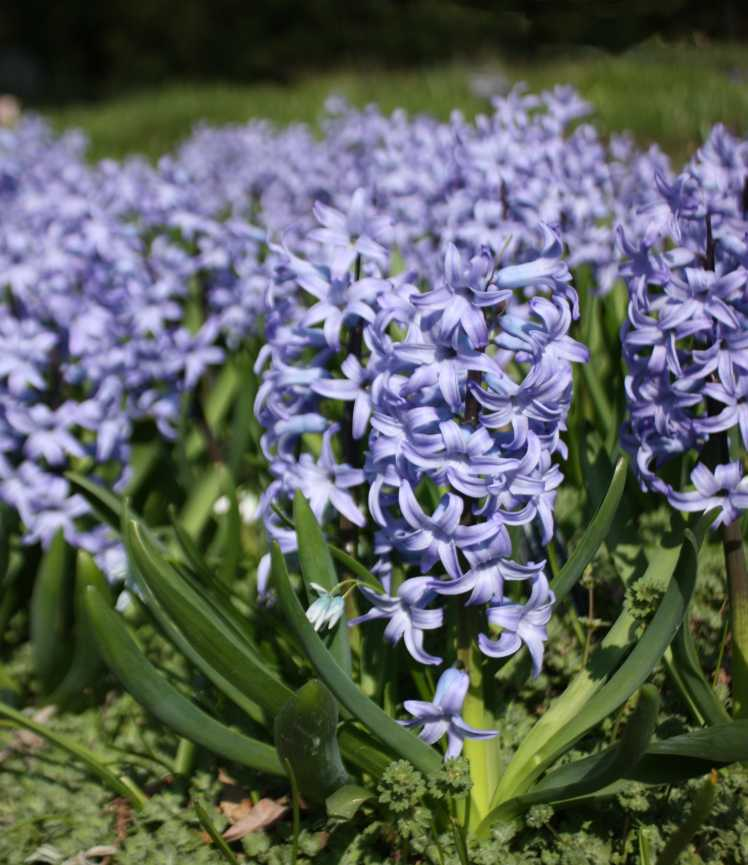
Jácint (H)
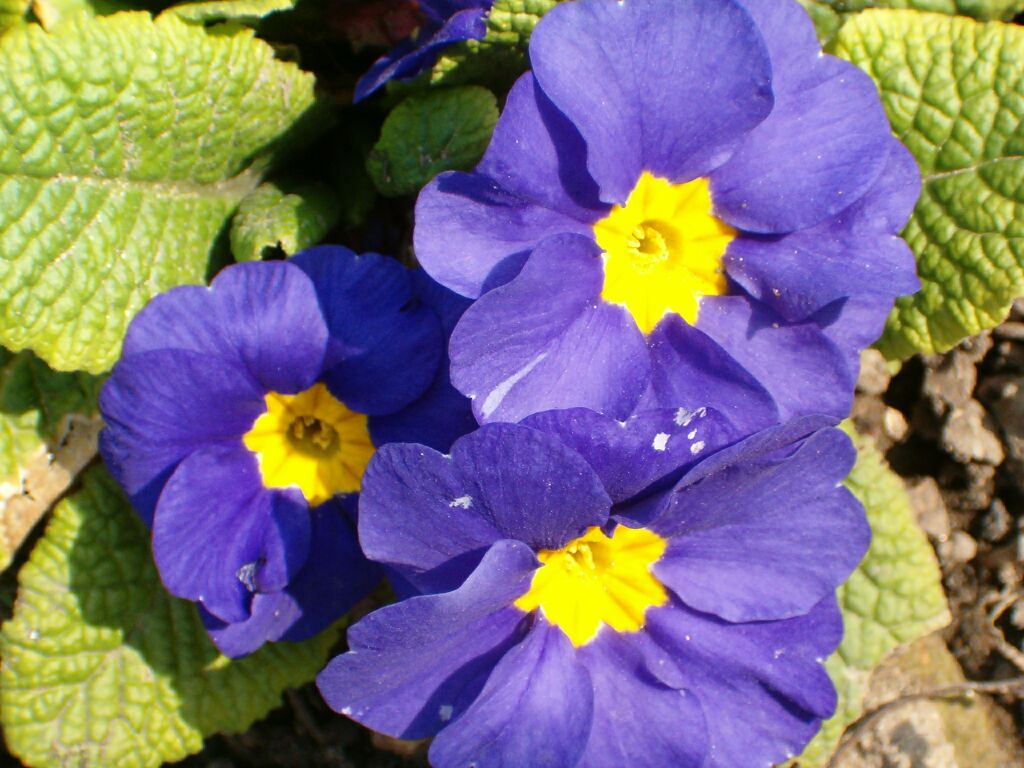
Primula/Kankalin
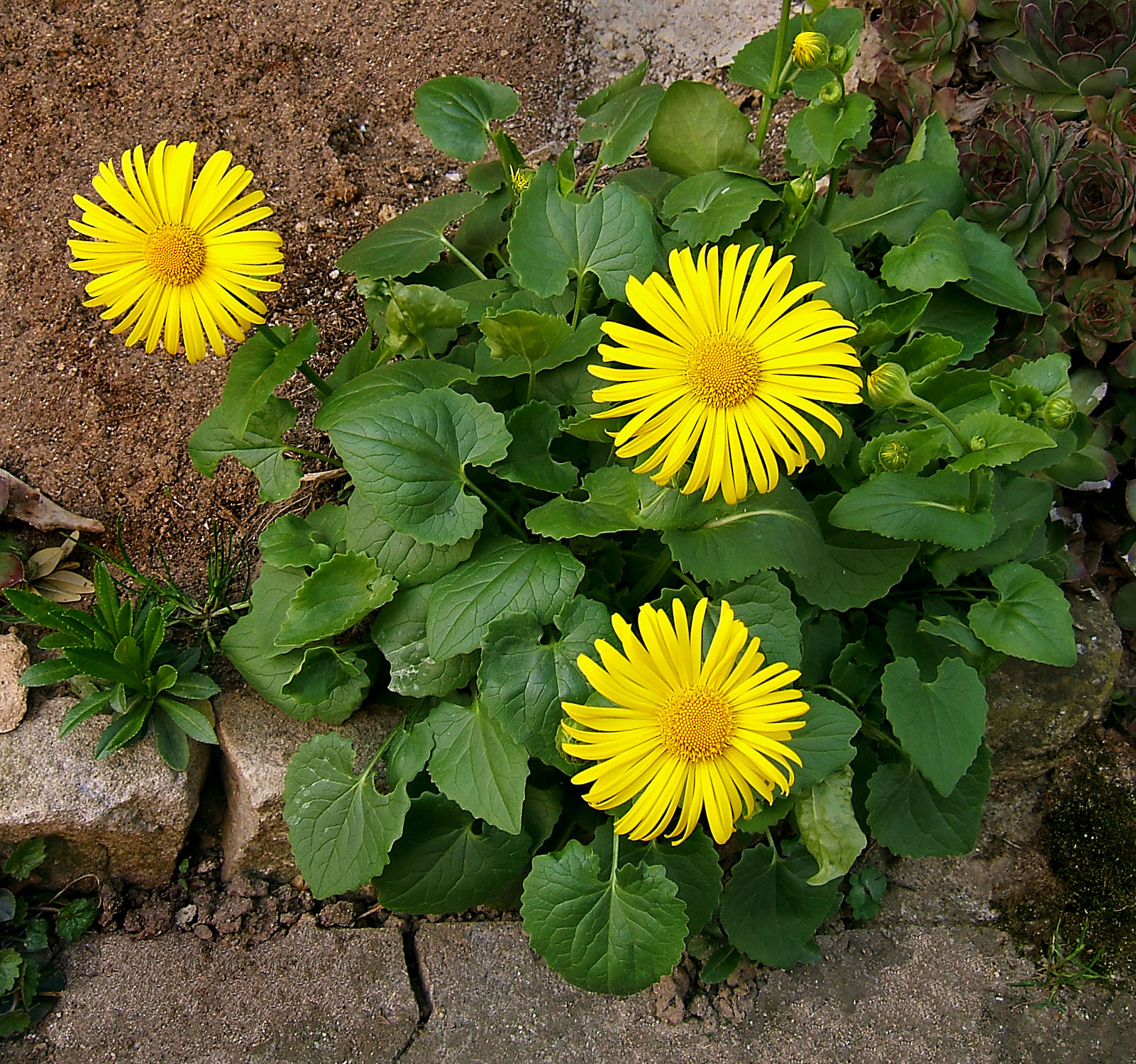
Kaukázusi zergevirág
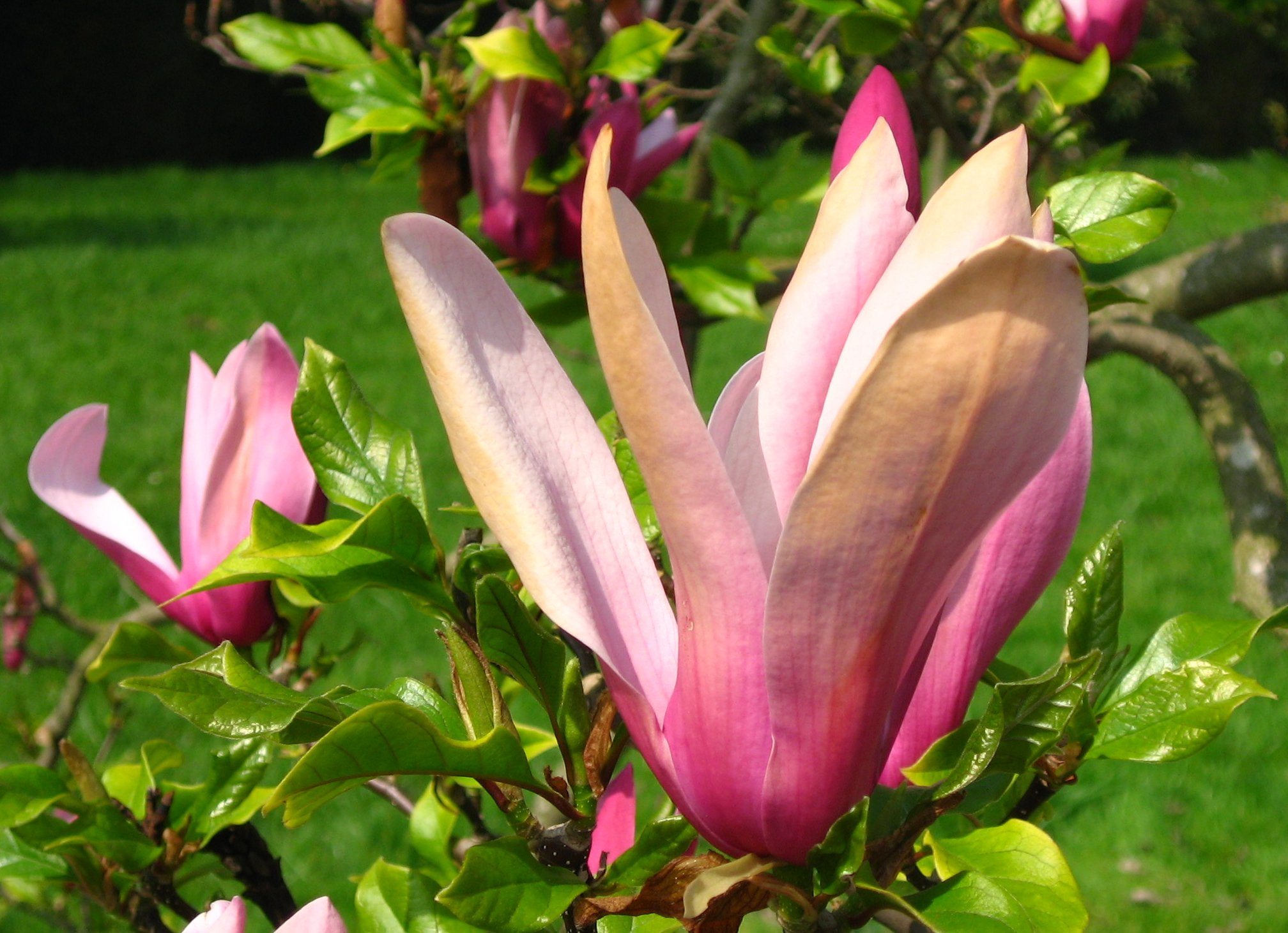
Liliomfa
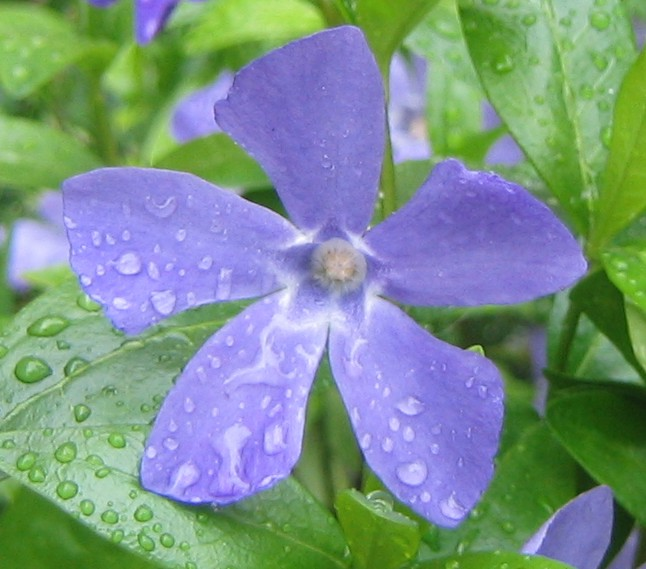
Meténg
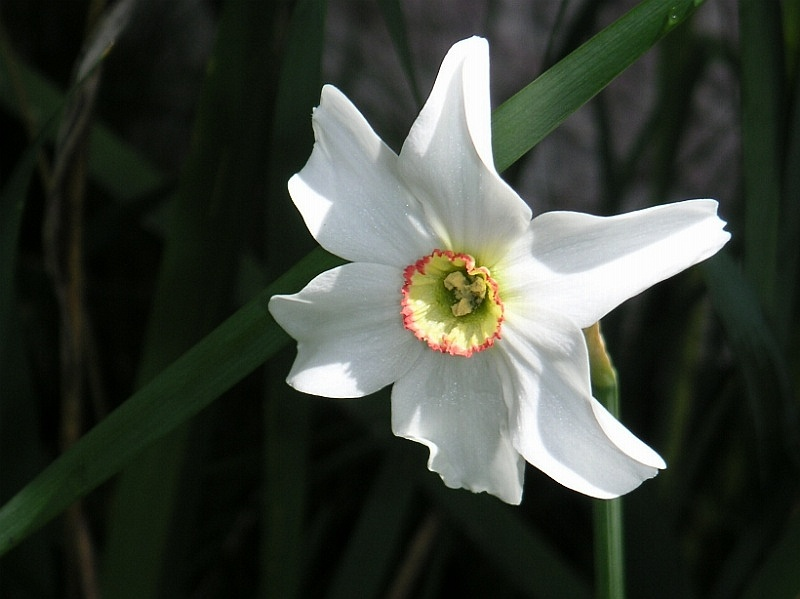
Nárcisz (H)
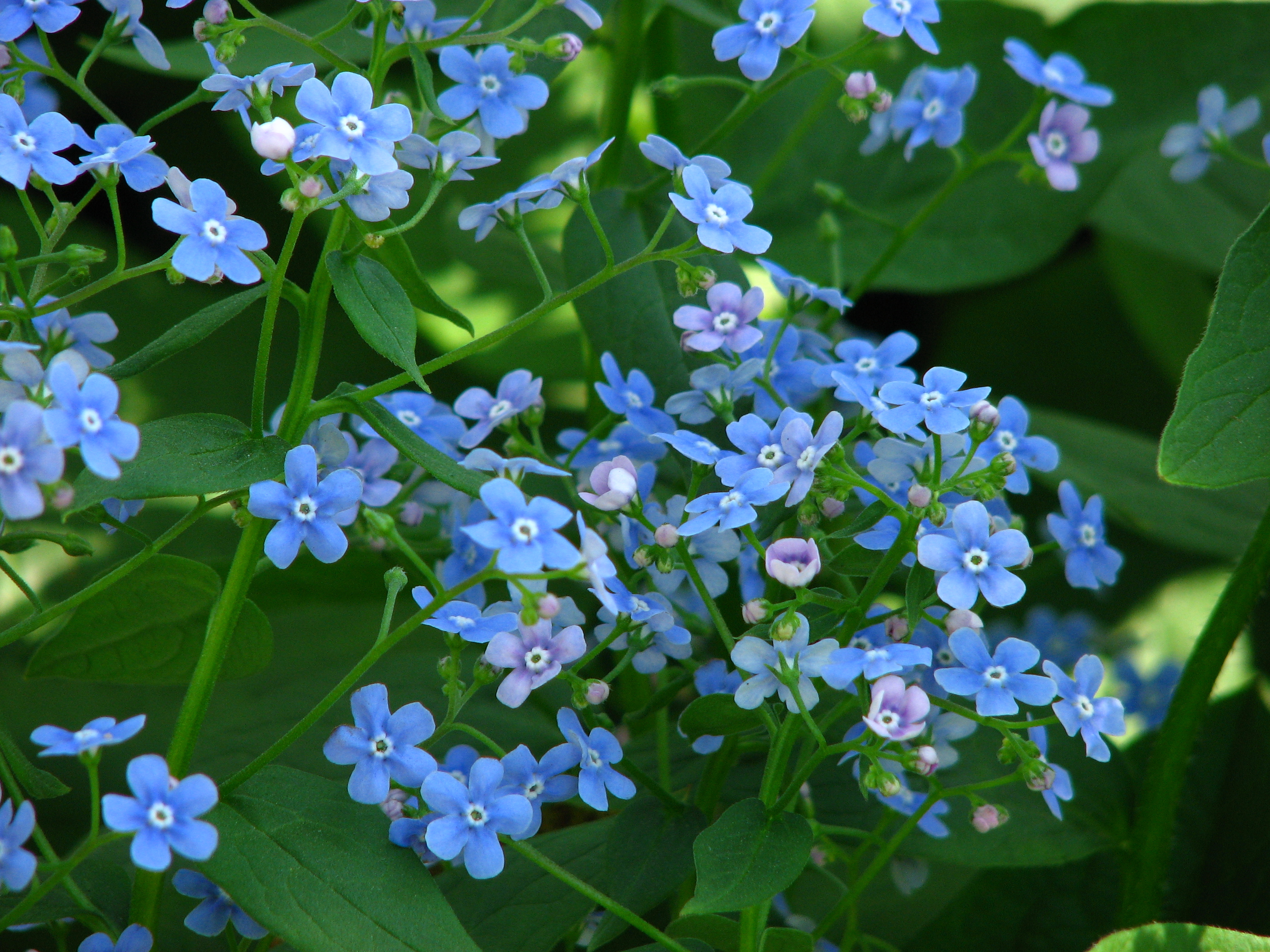
Kaukázusi-nefelejcs (K)
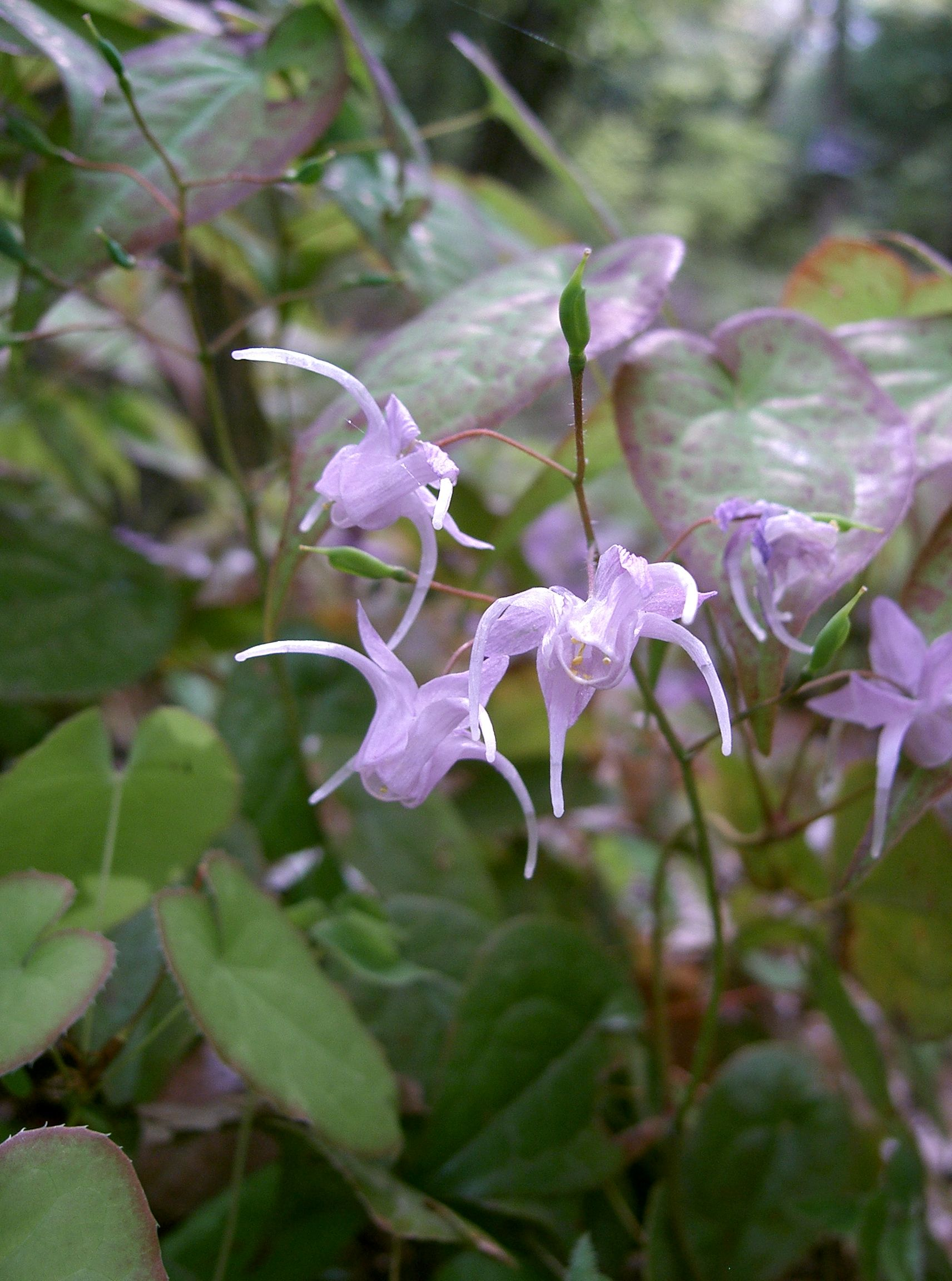
Püspökvirág
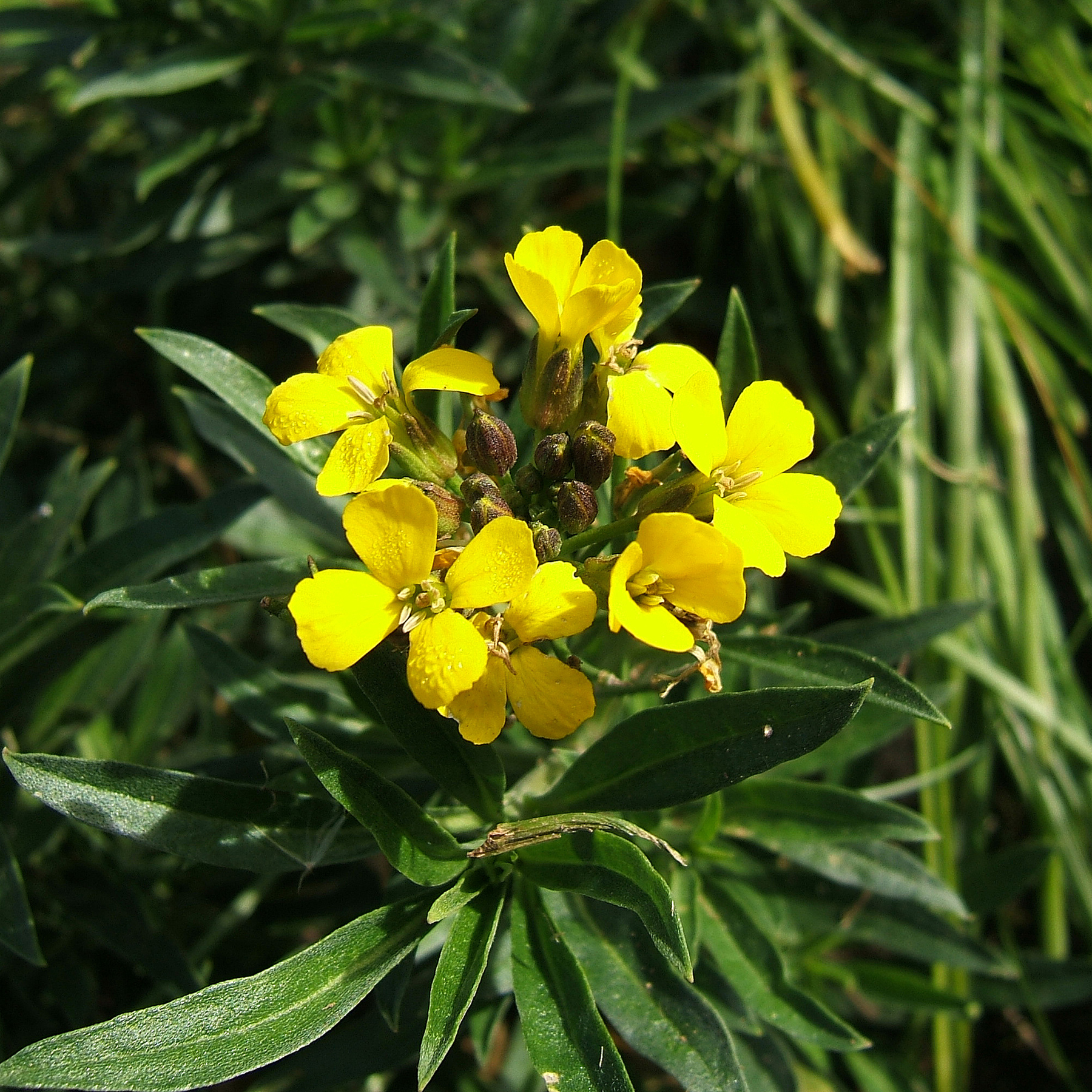
Sárga viola (K)
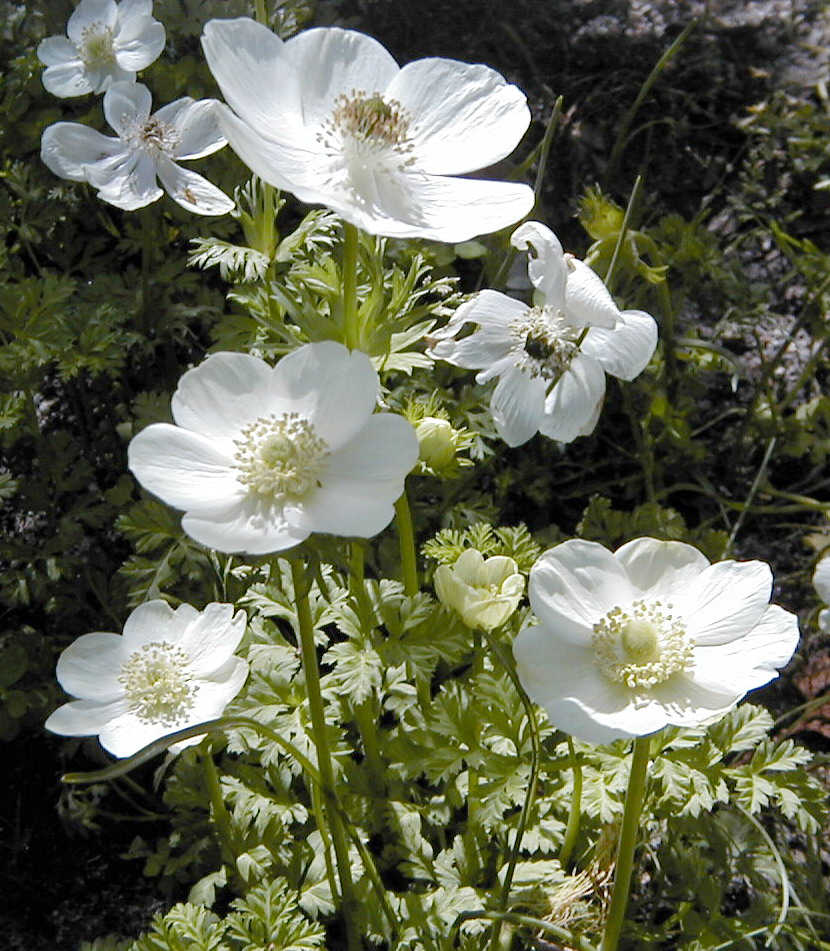
Szellőrózsa
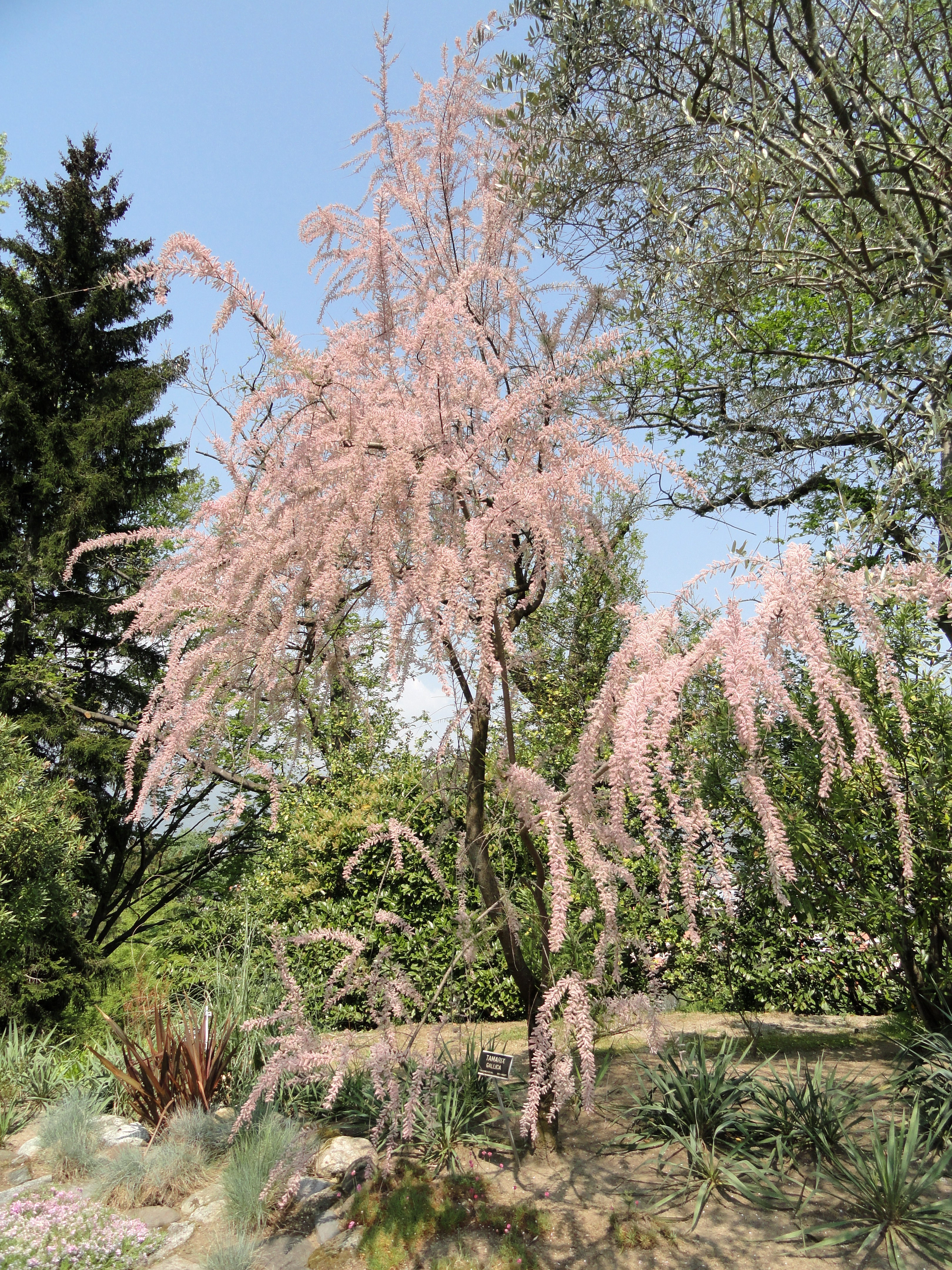
Tamariska
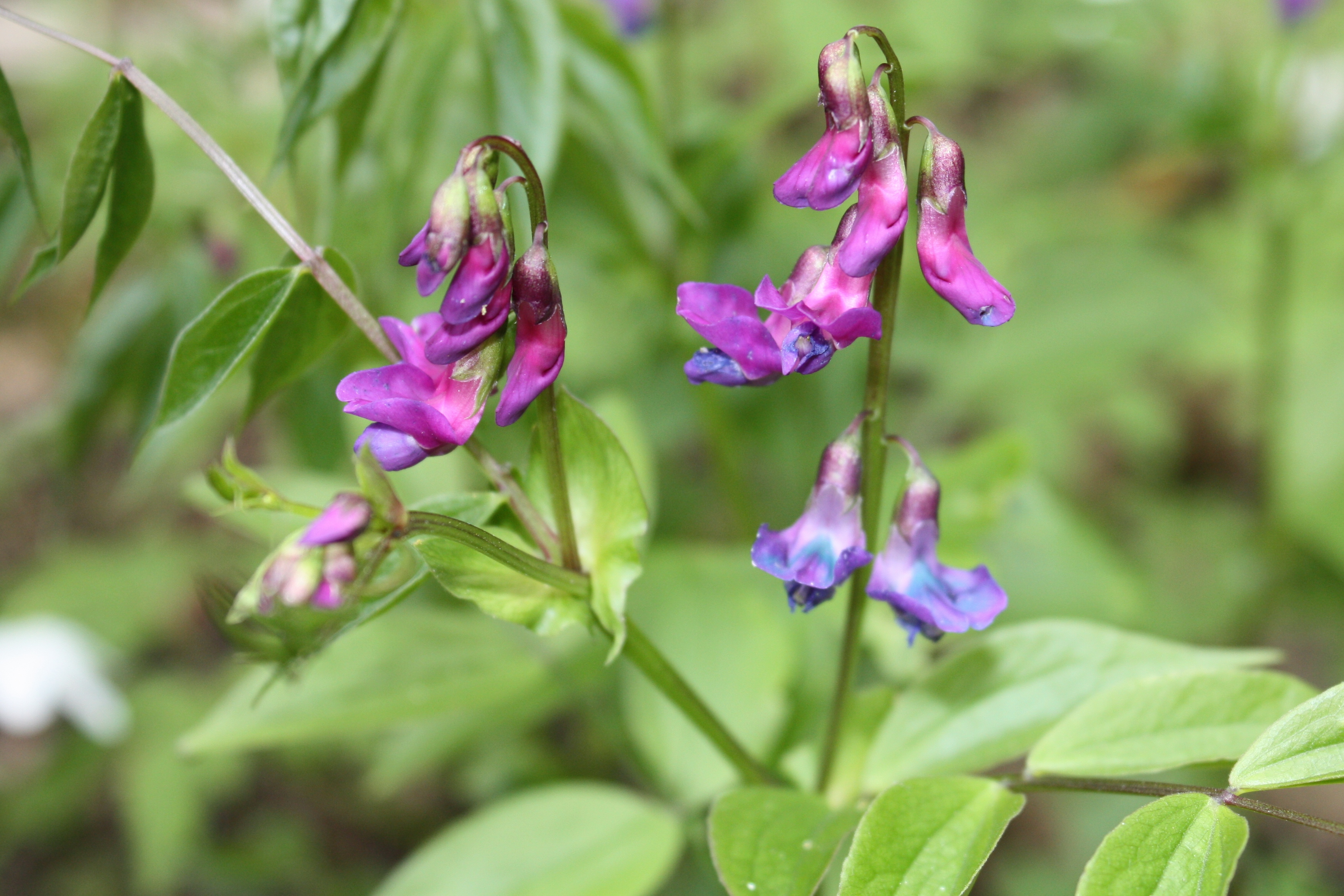
Tavaszi lednek
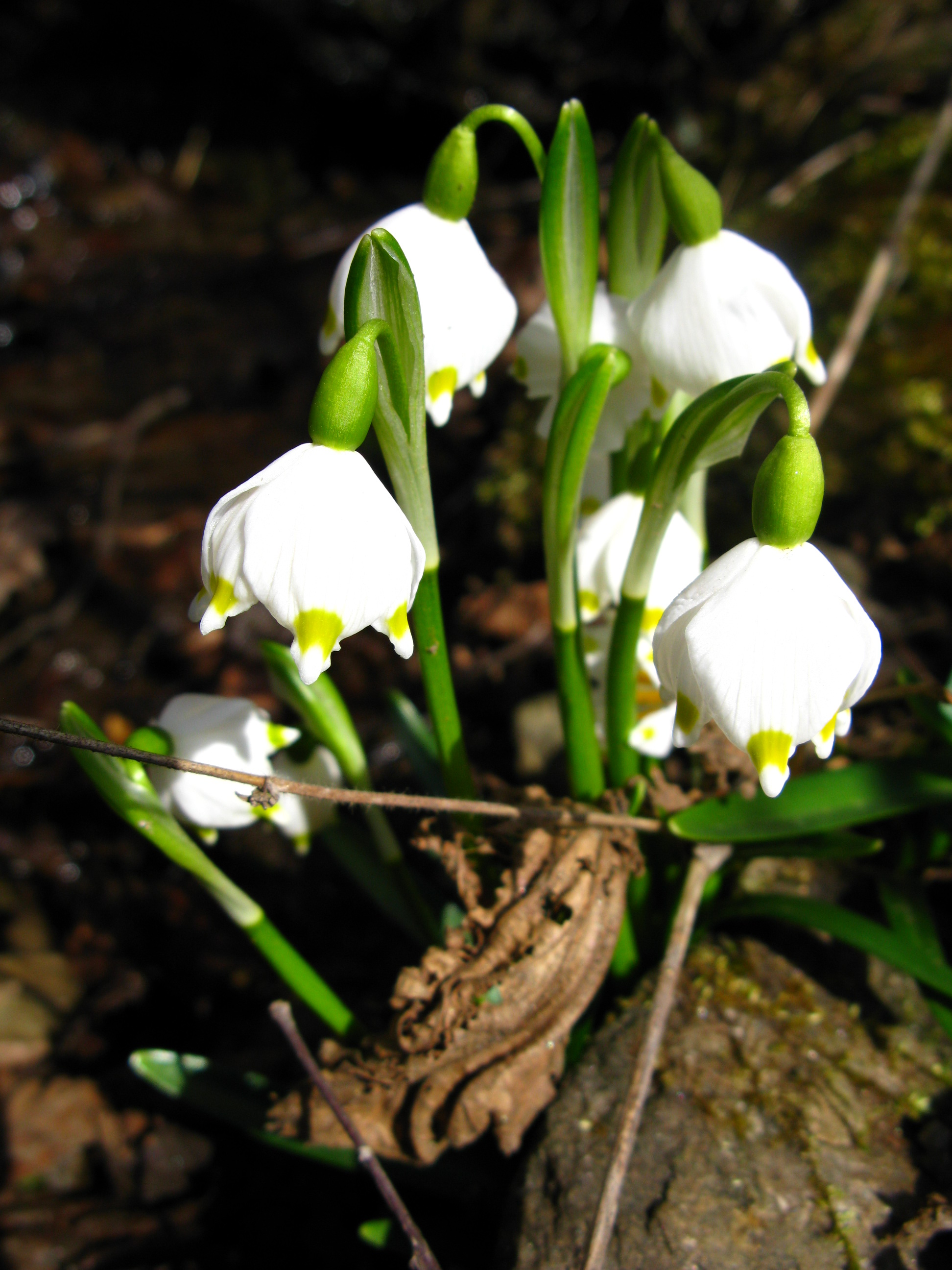
Tavaszi tőzike (H)
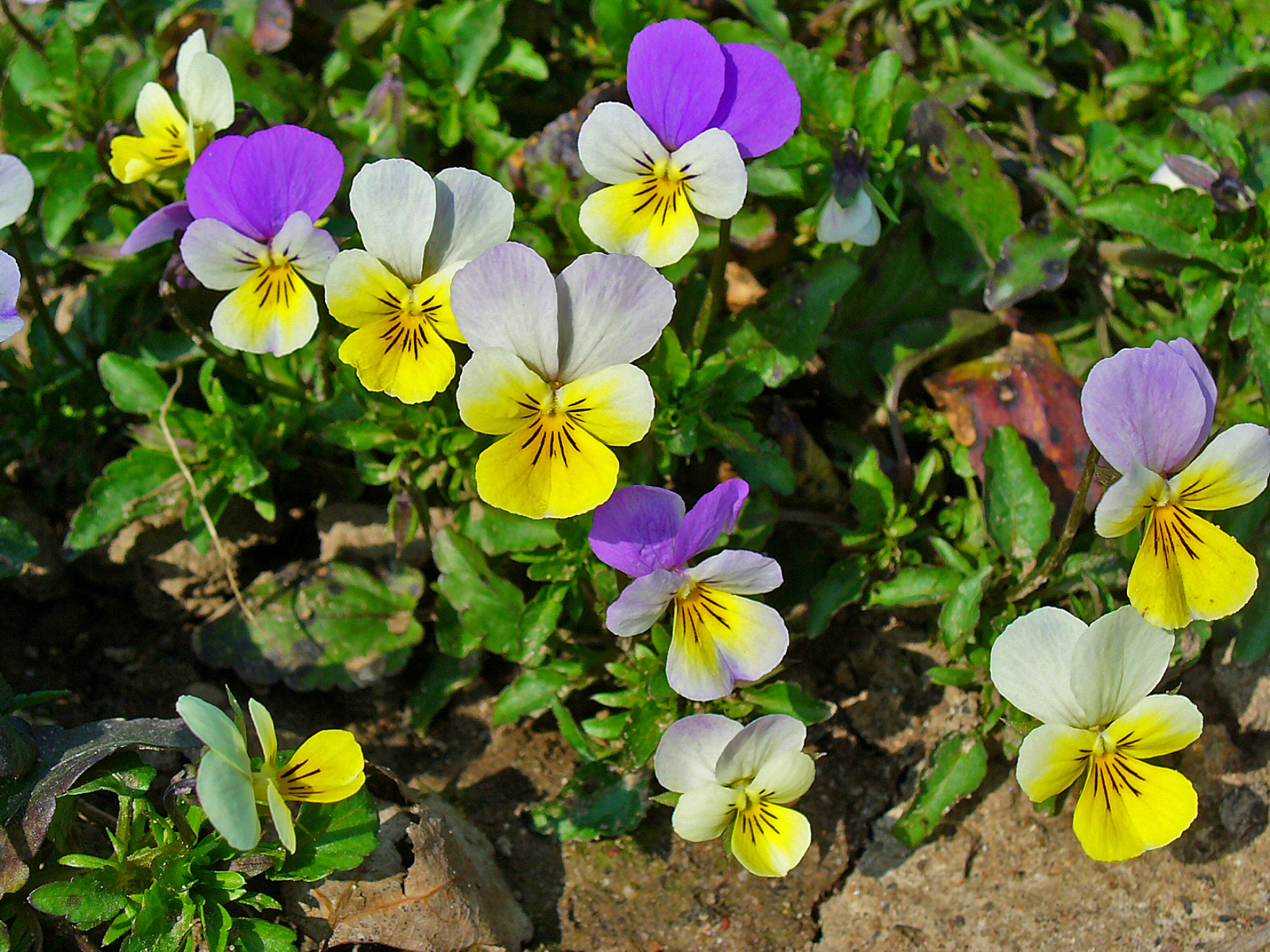
Vadárvácska (E)

### Április
A tavasz legkedveltebb virágai is szirmot bontanak:

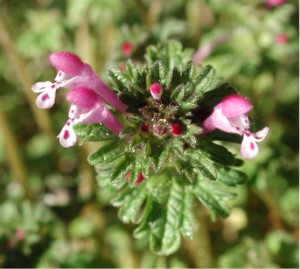
Árvacsalán
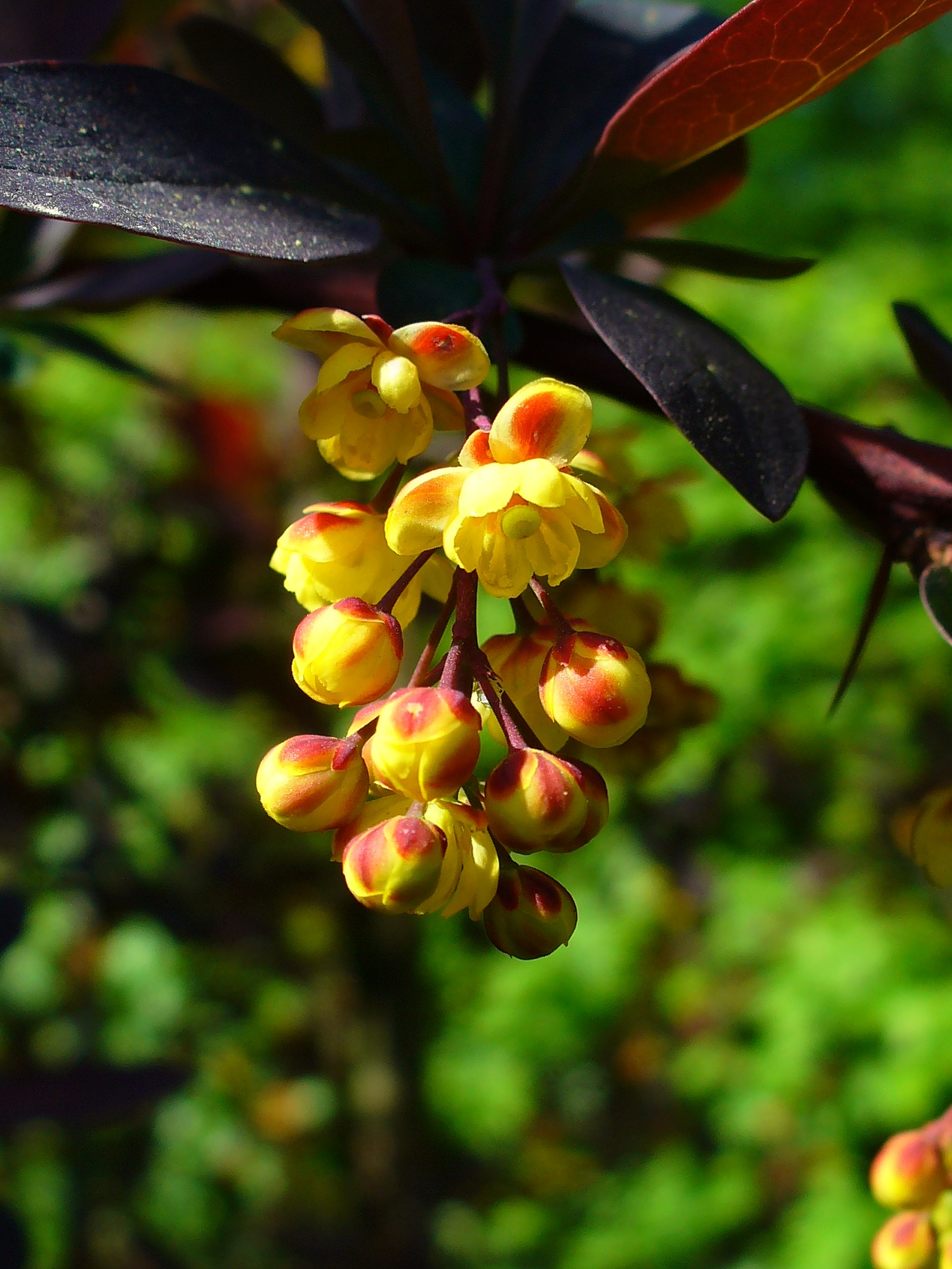
Borbolya
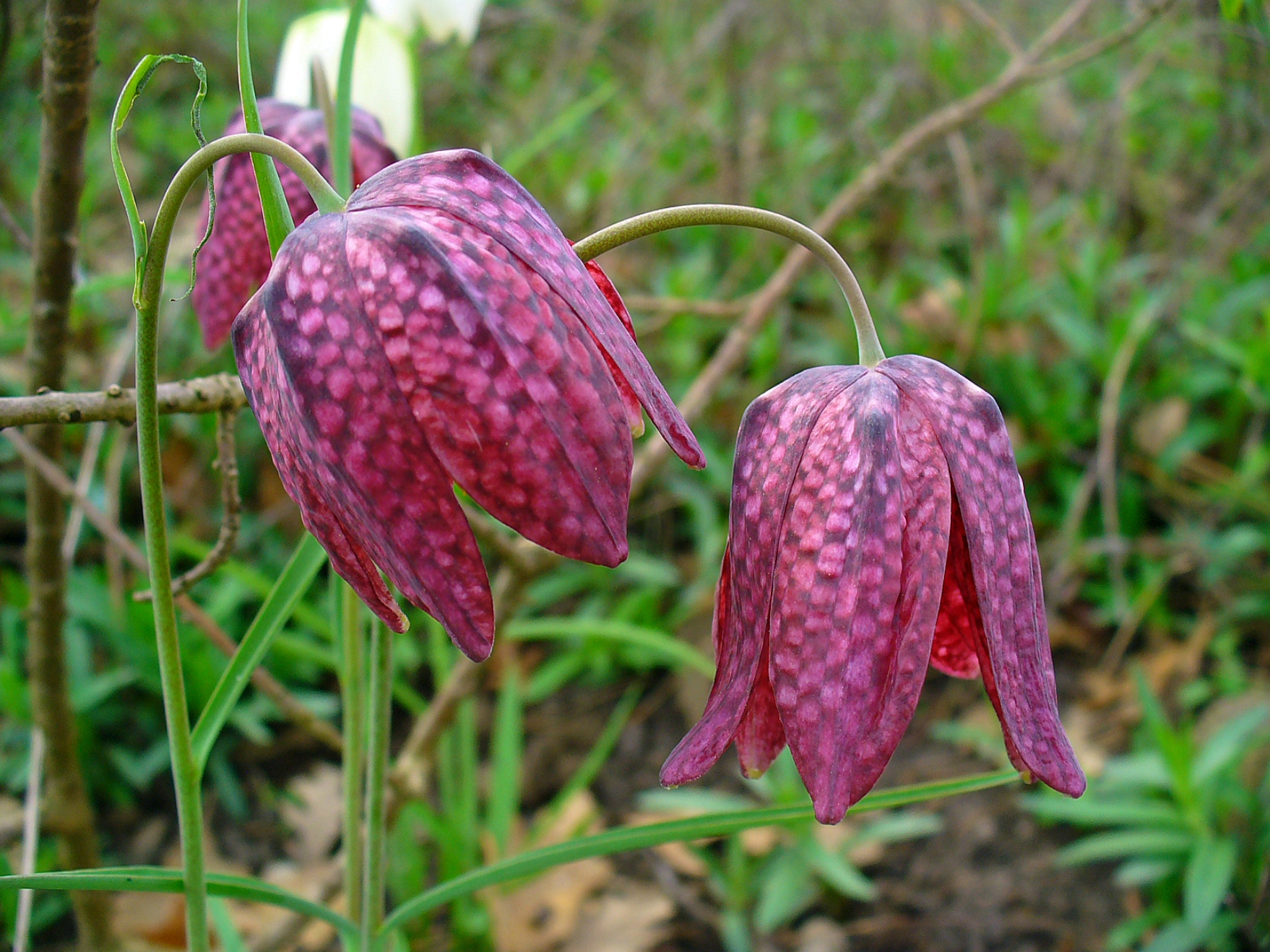
Mocsári kockásliliom (H)
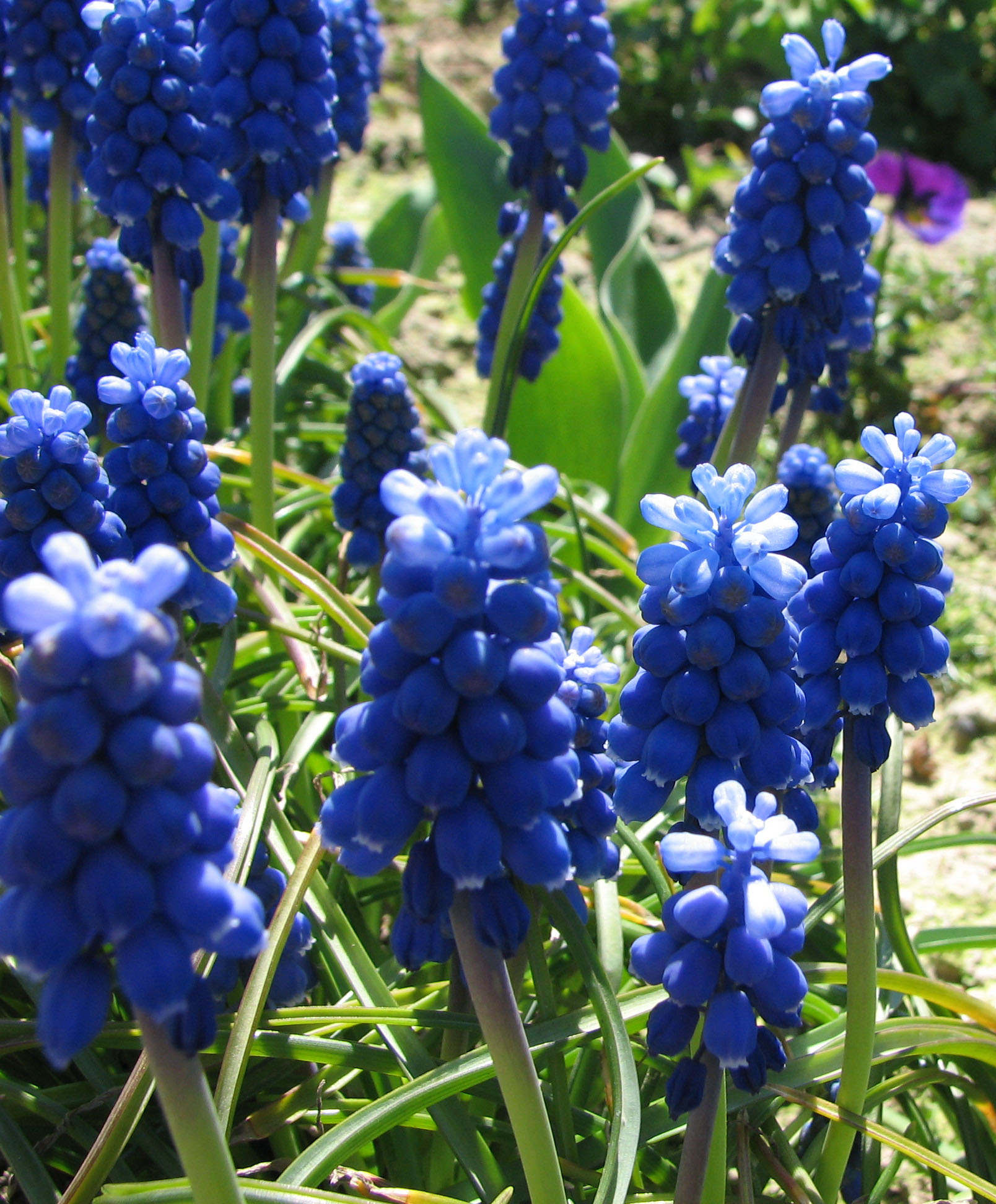
Gyöngyike
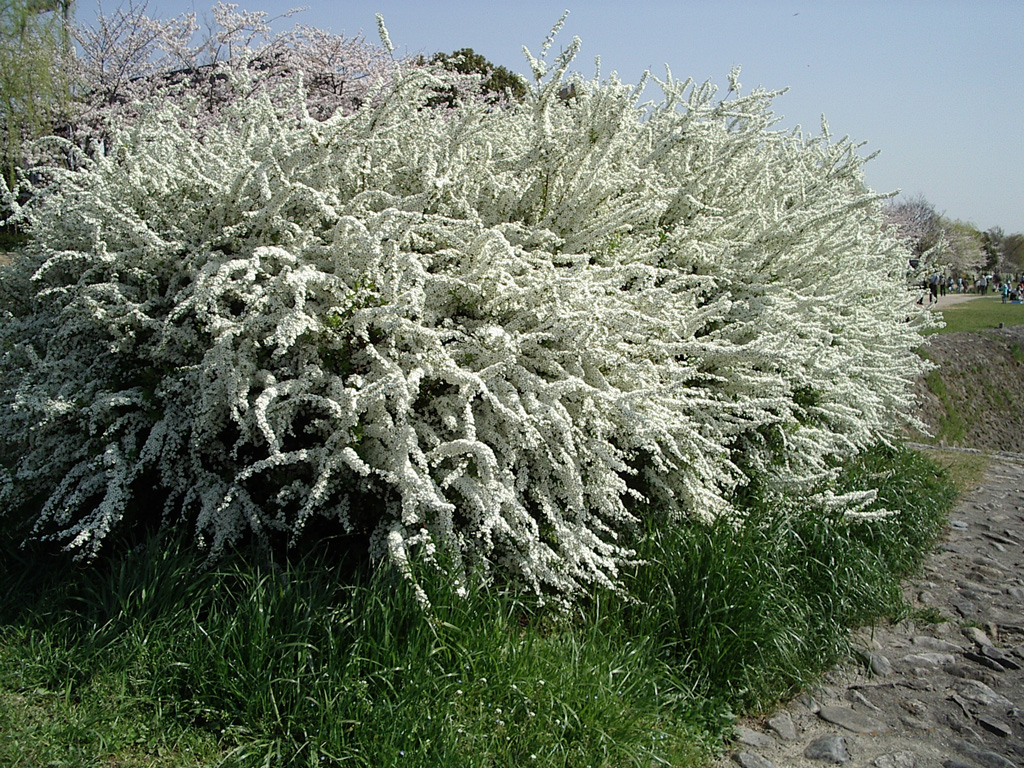
Gyöngyvessző
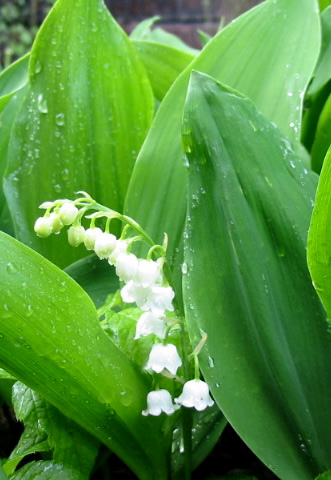
Gyöngyvirág
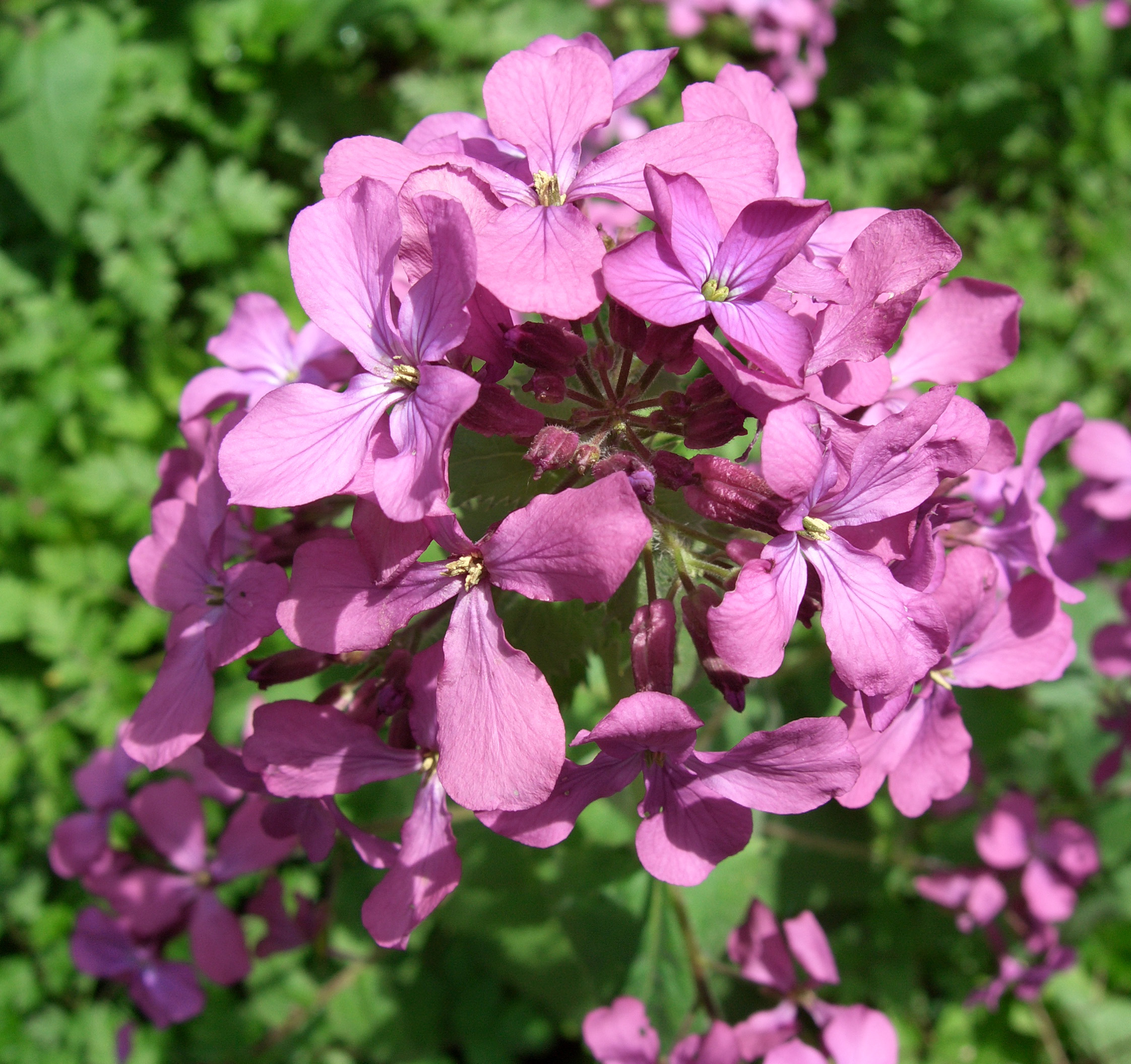
Holdviola (K)
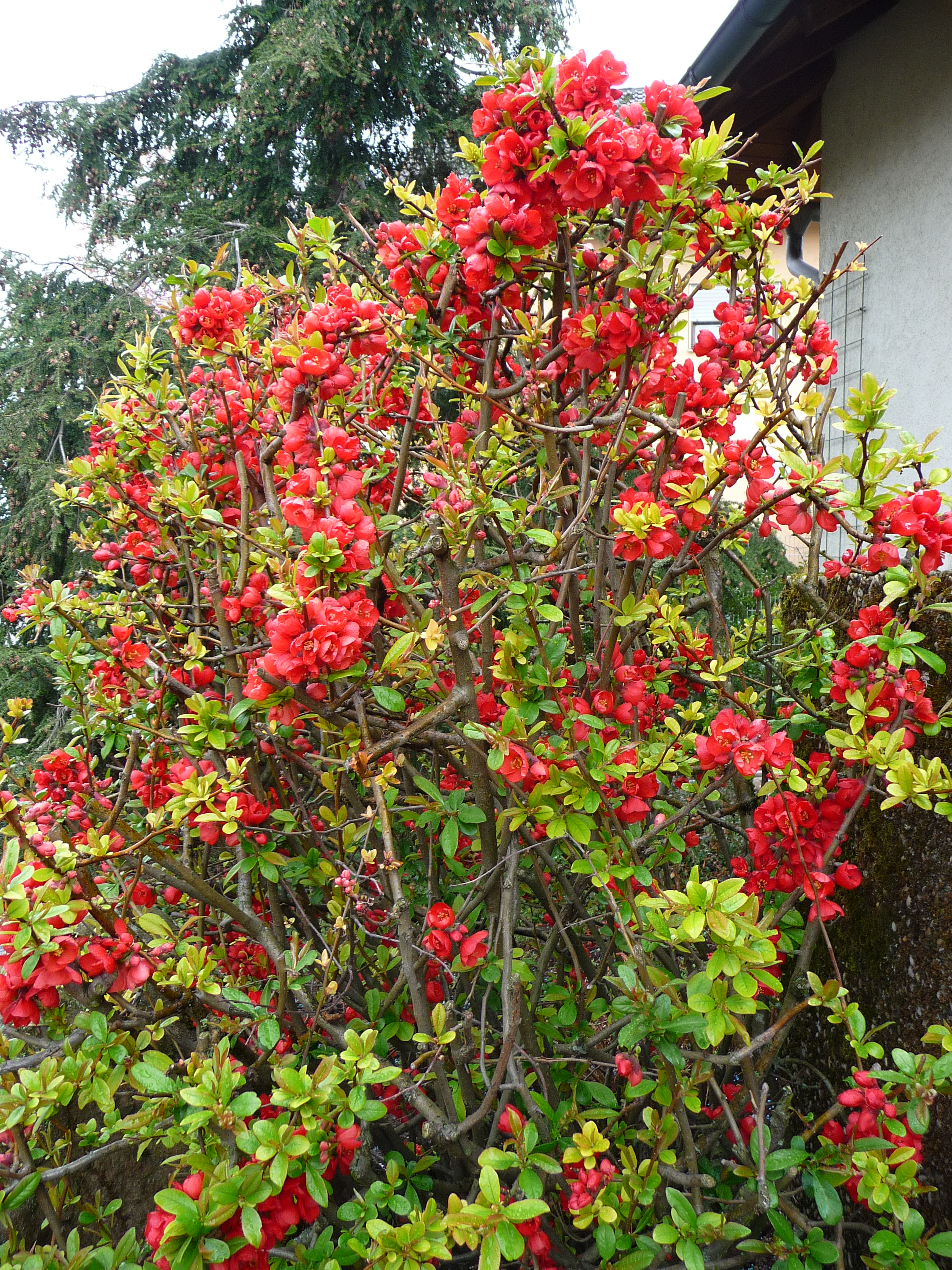
Japánbirs
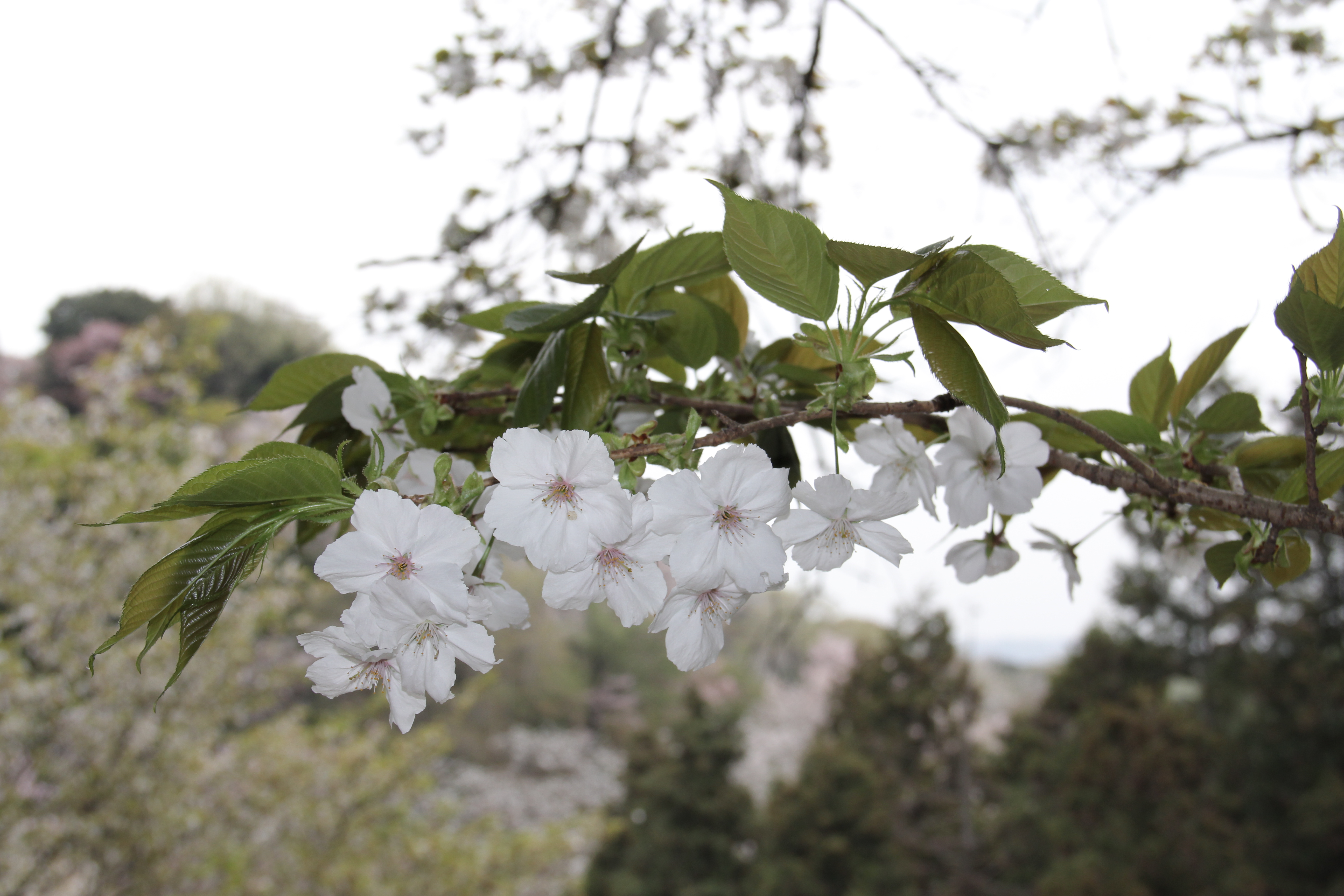
Japáncseresznye
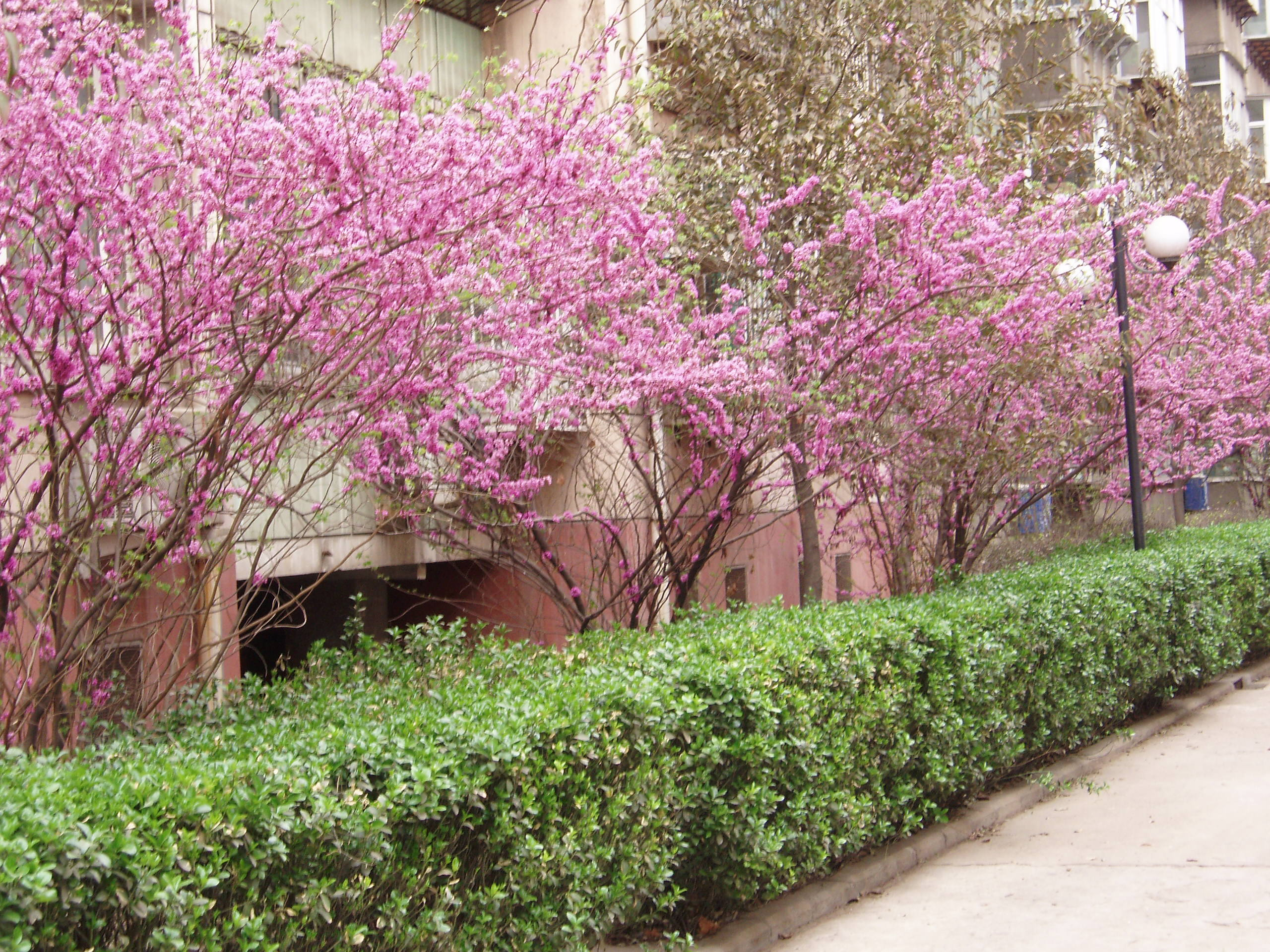
Júdásfa
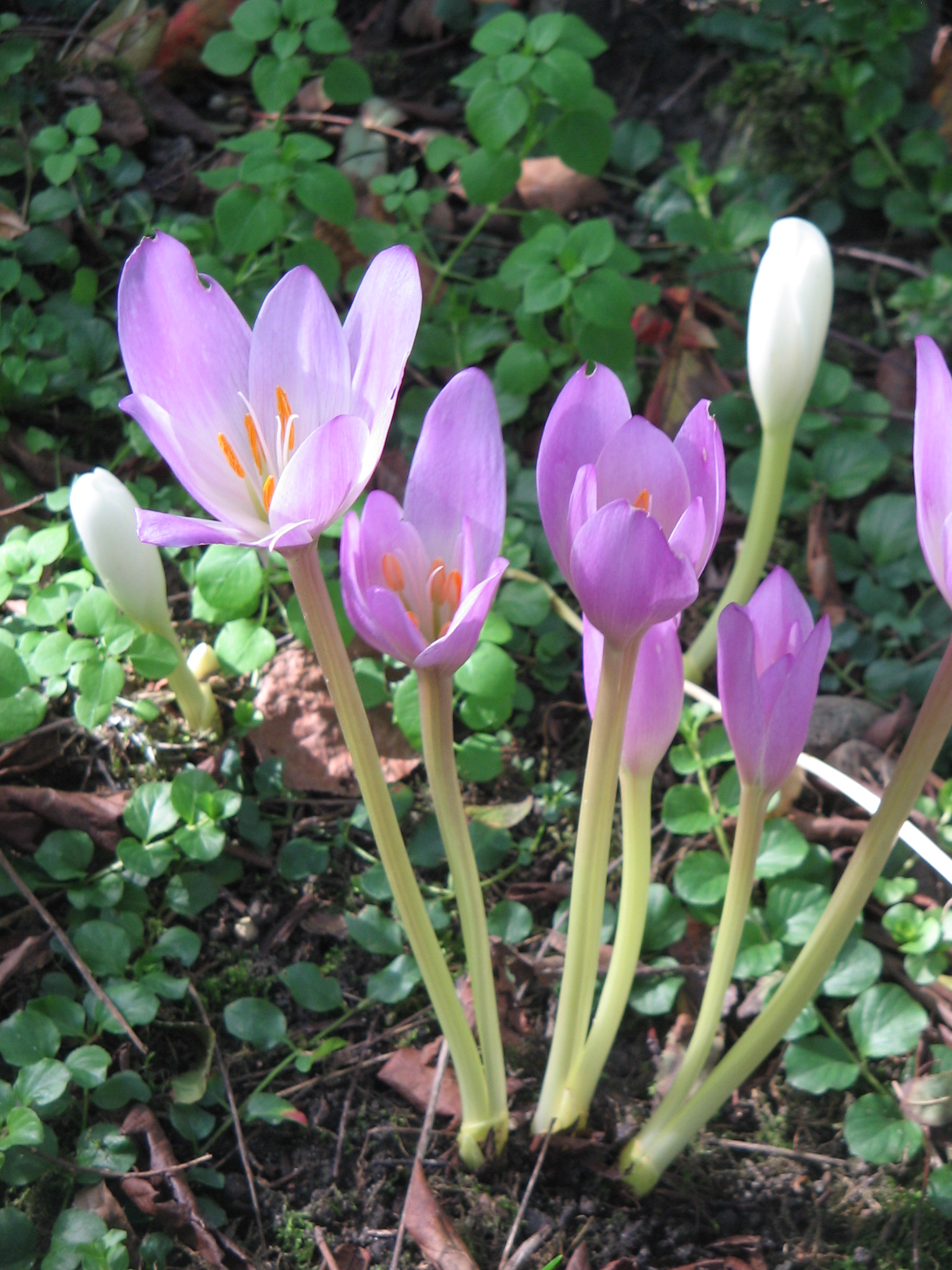
Kikerics
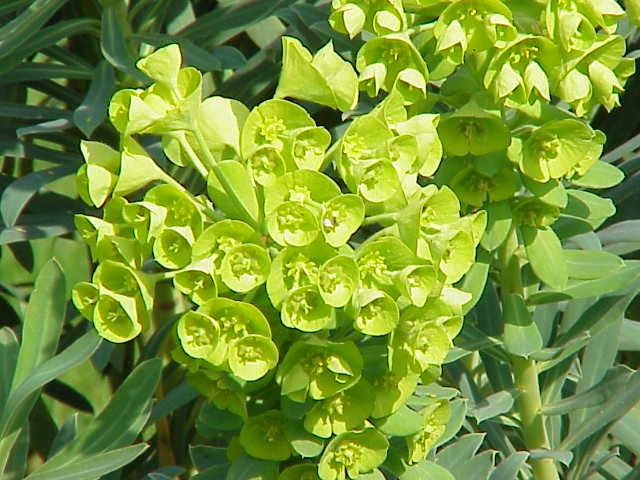
Kutyatej
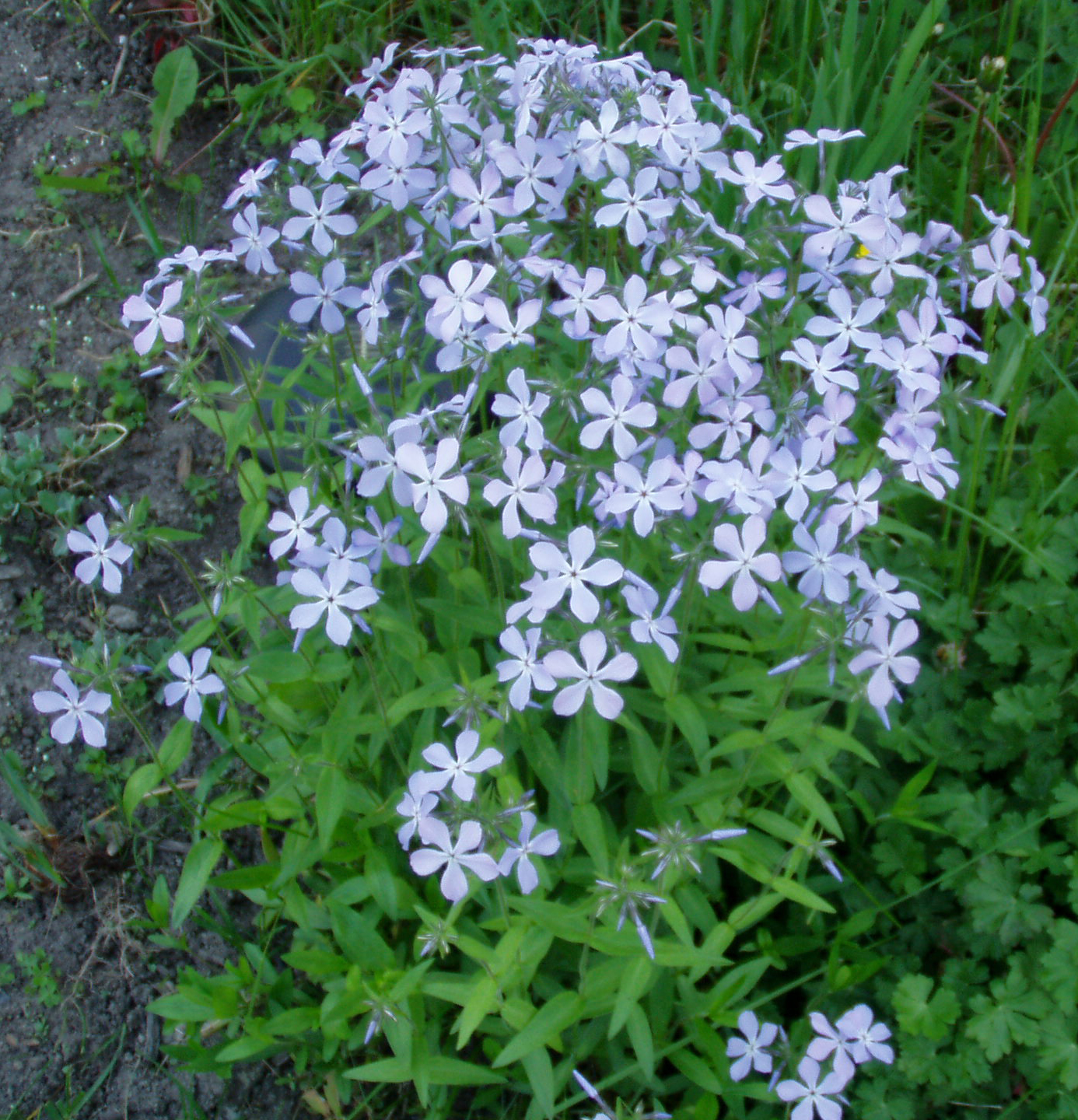
Lángvirág/Phlox
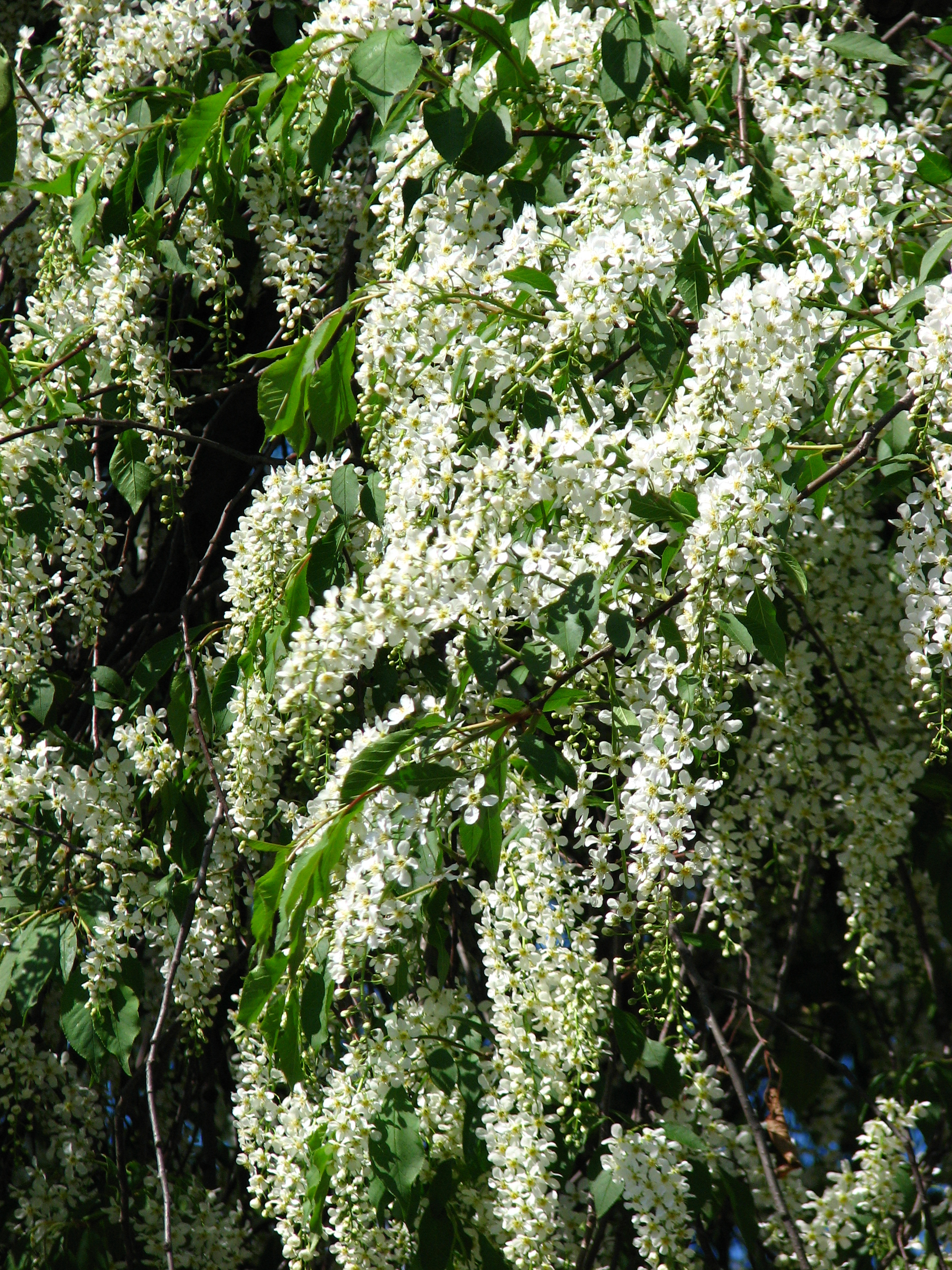
Zelnicemeggy
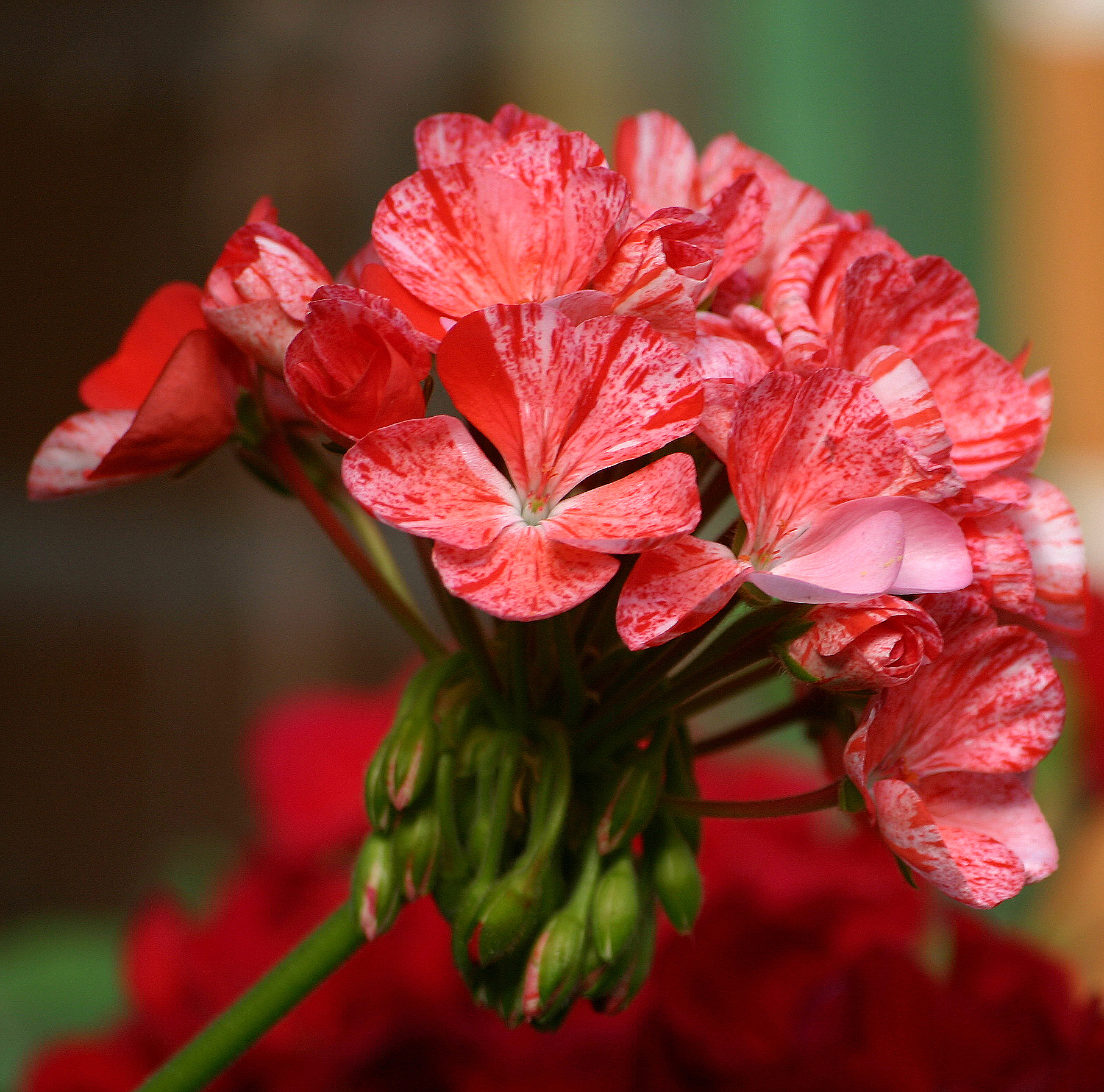
Muskátli
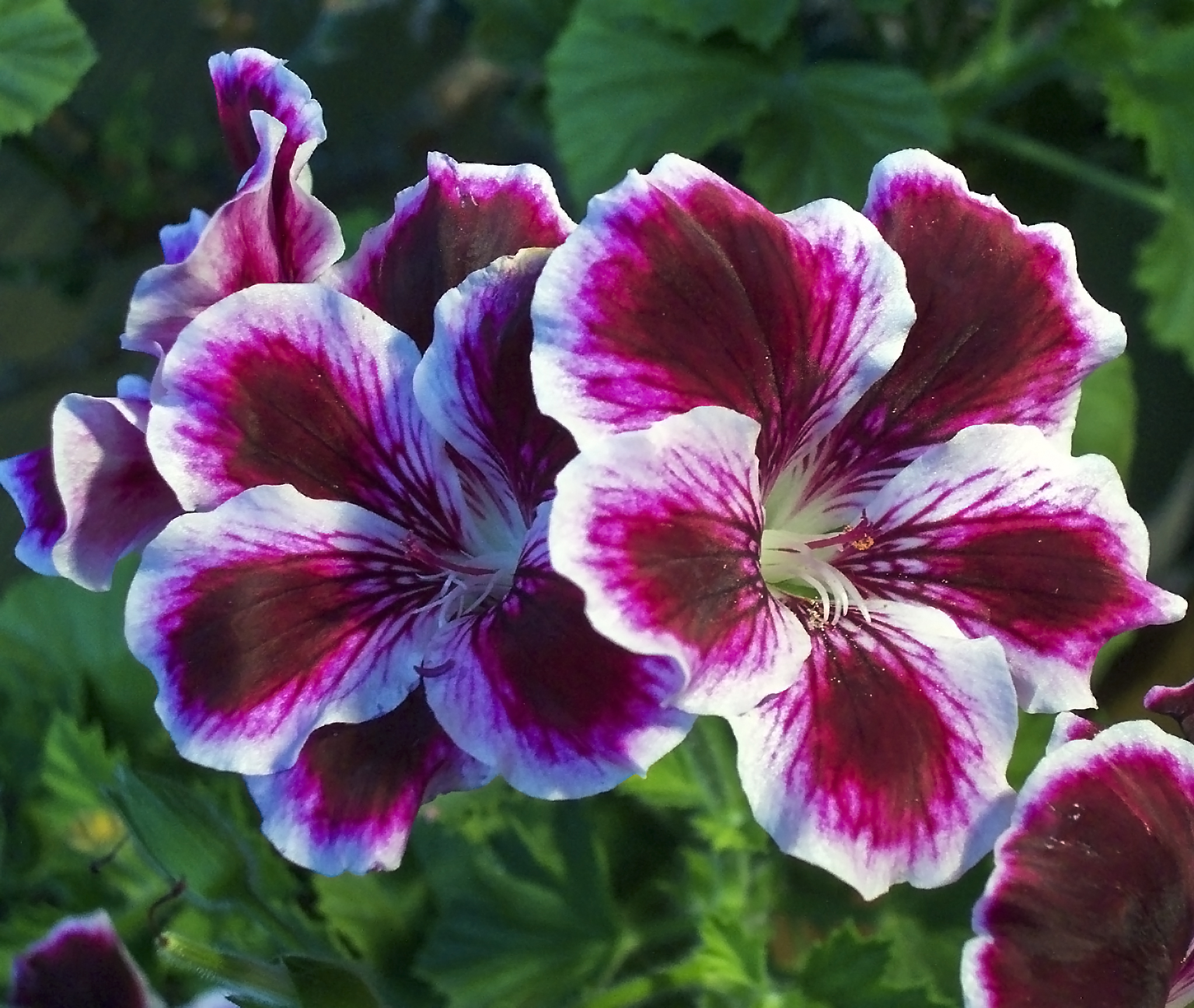
Angol muskátli
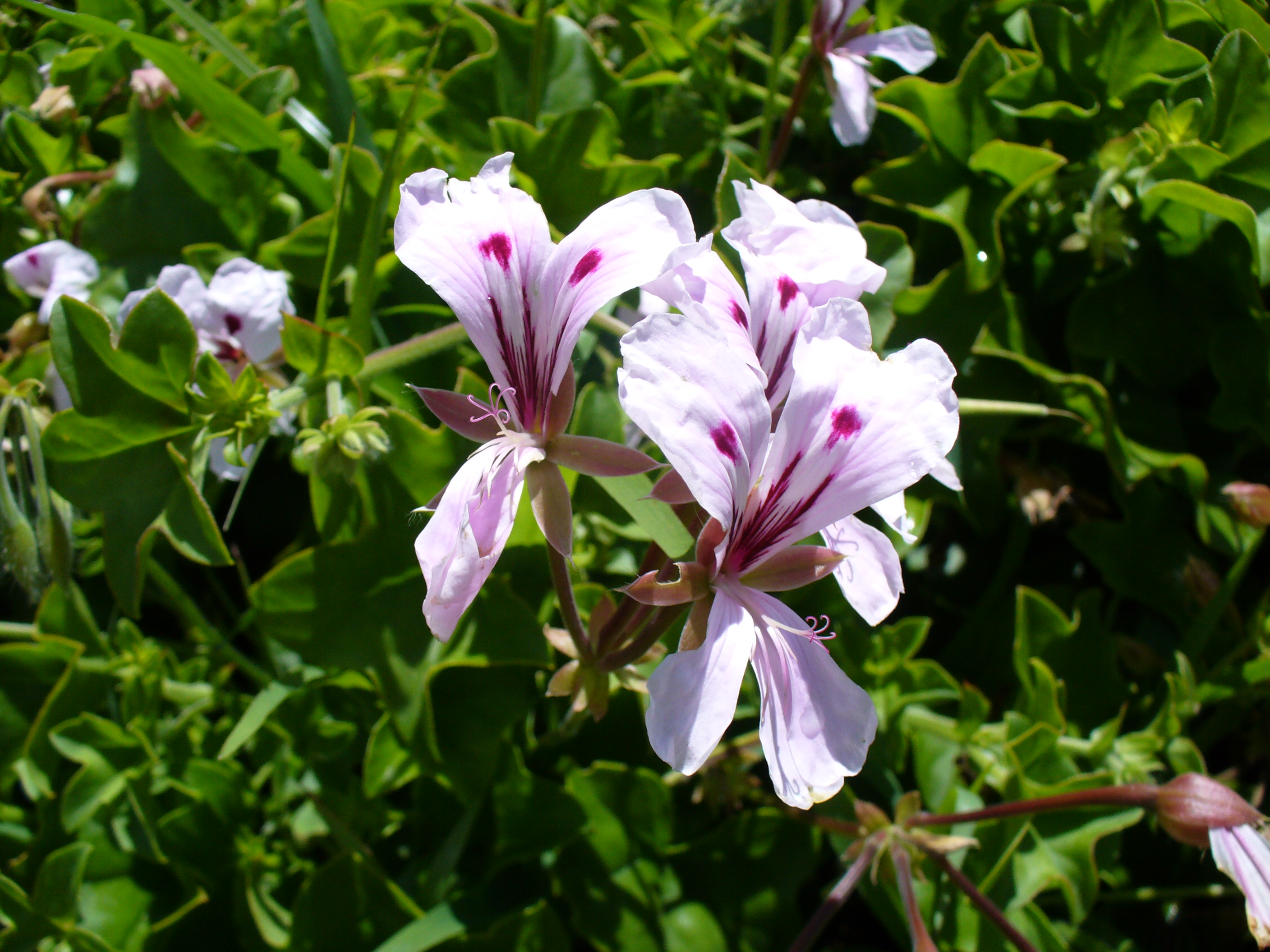
Futómuskátli
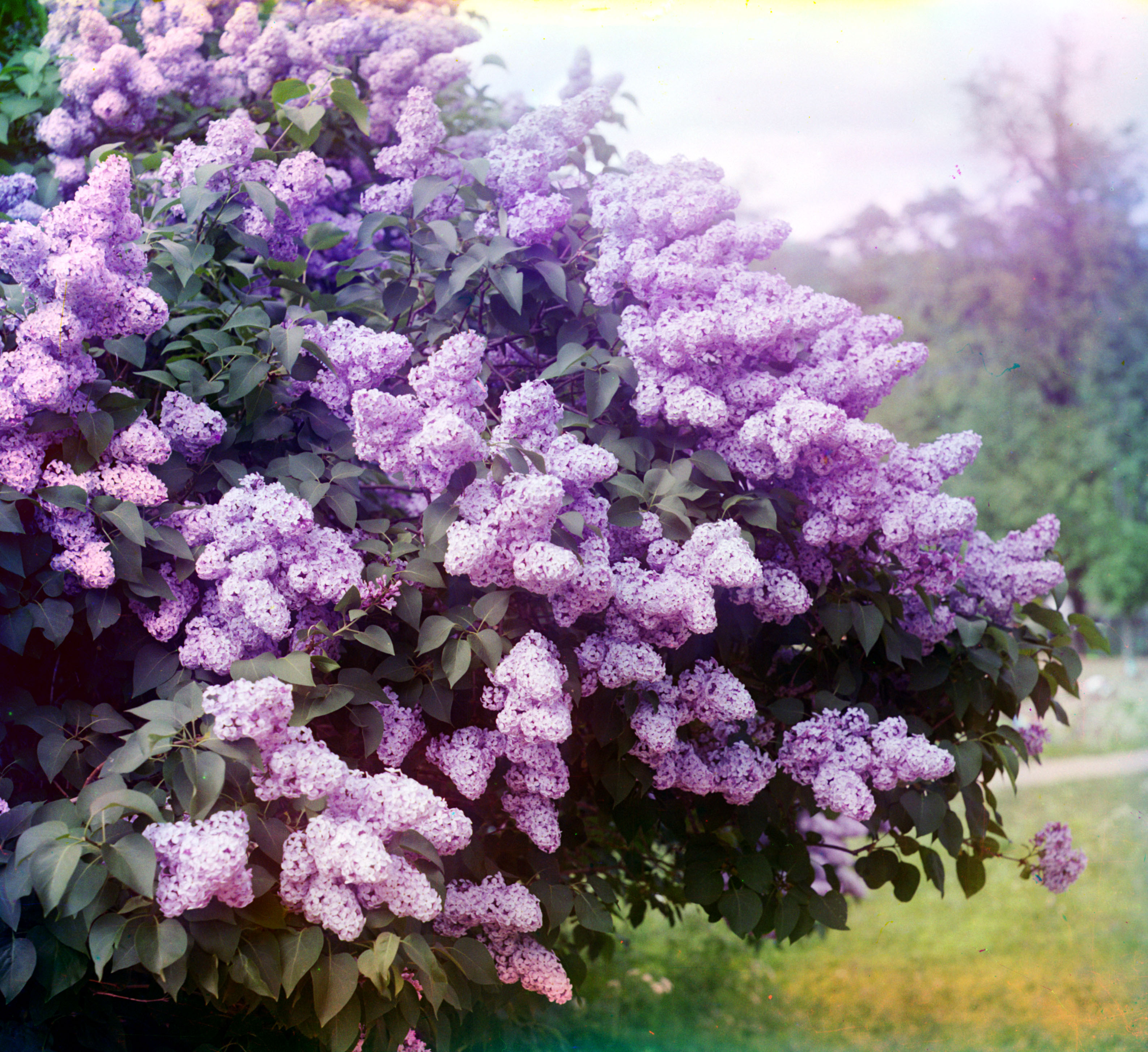
Orgona
Pázsitviola
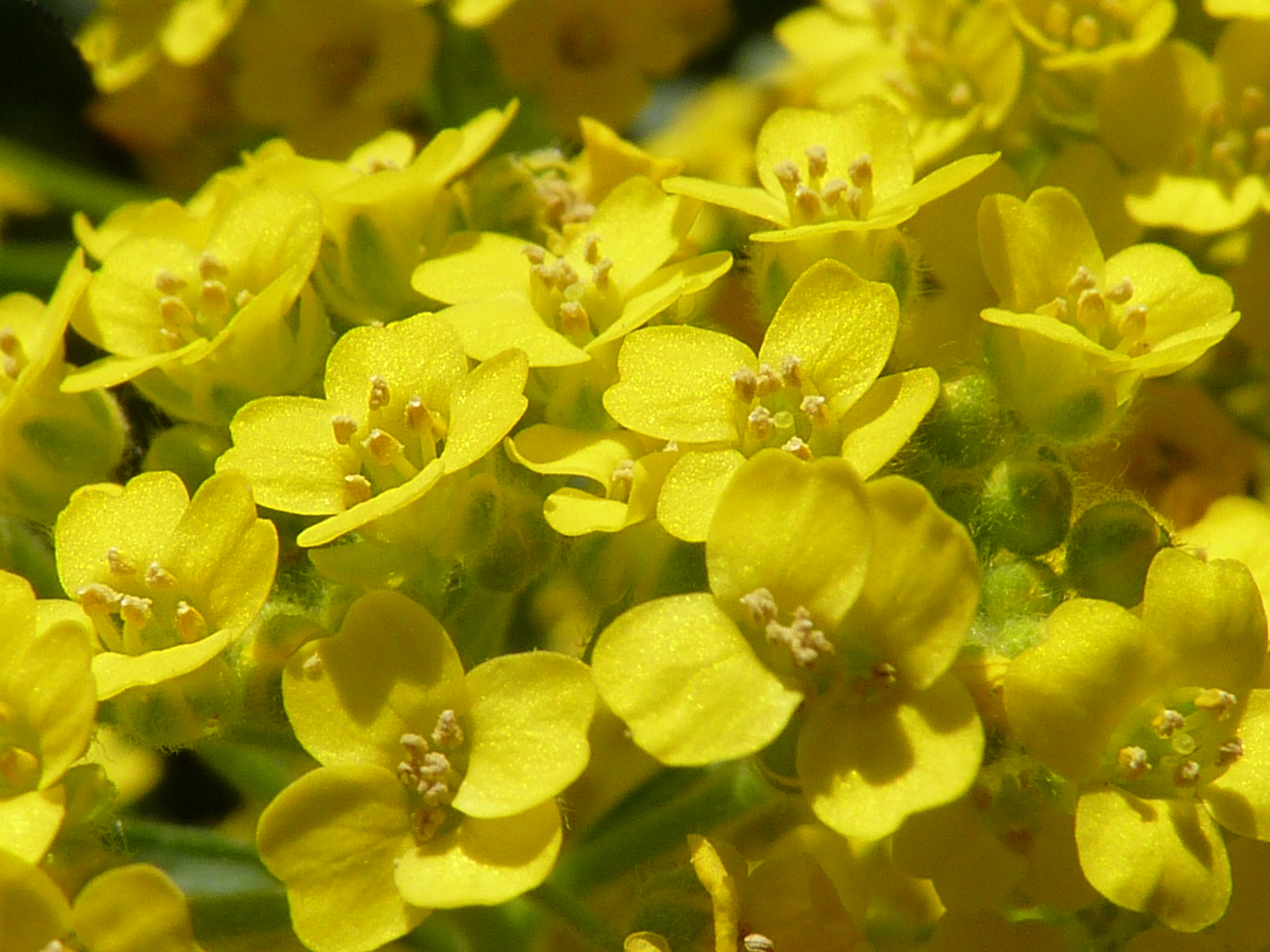
Szirti sziklaiternye
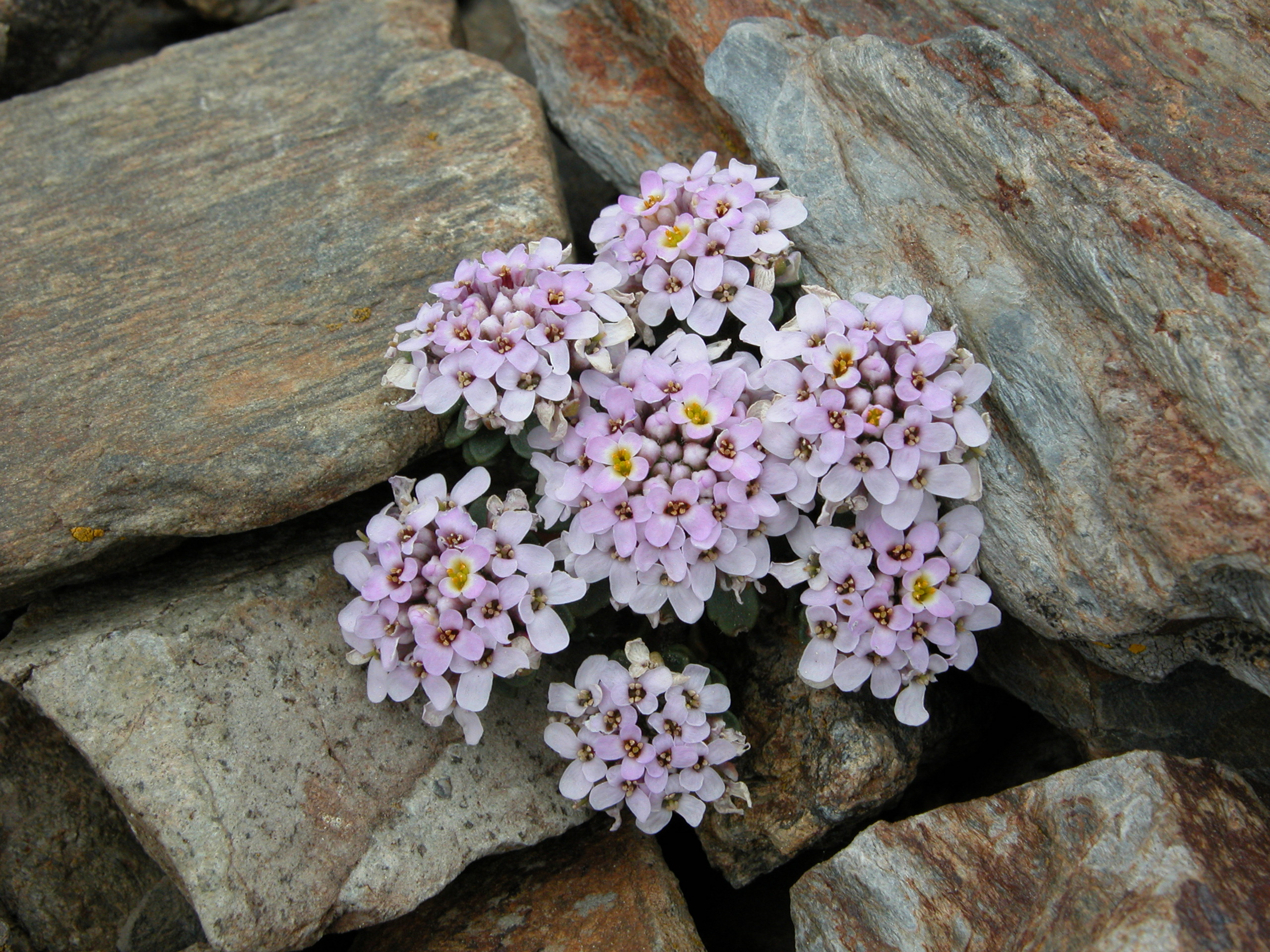
Tatárvirág (E, É)
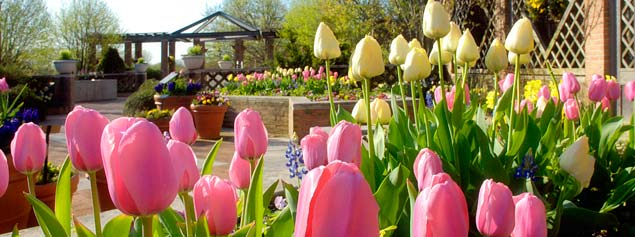
Tulipán (H)

## Nyári virágok

### Május
Az évelők mellett nyílnak már az első egynyári virágok is:

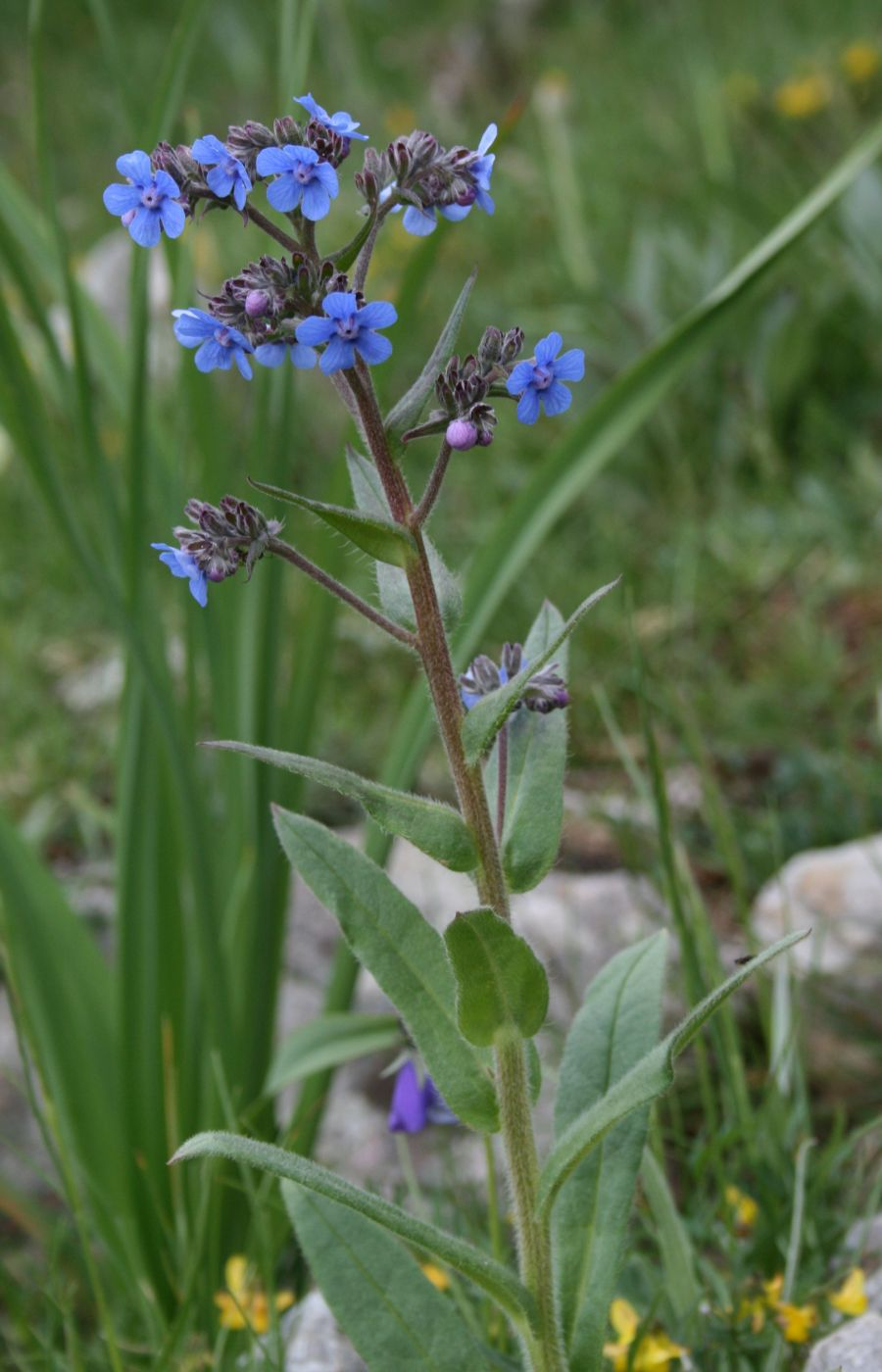
Kék atracél
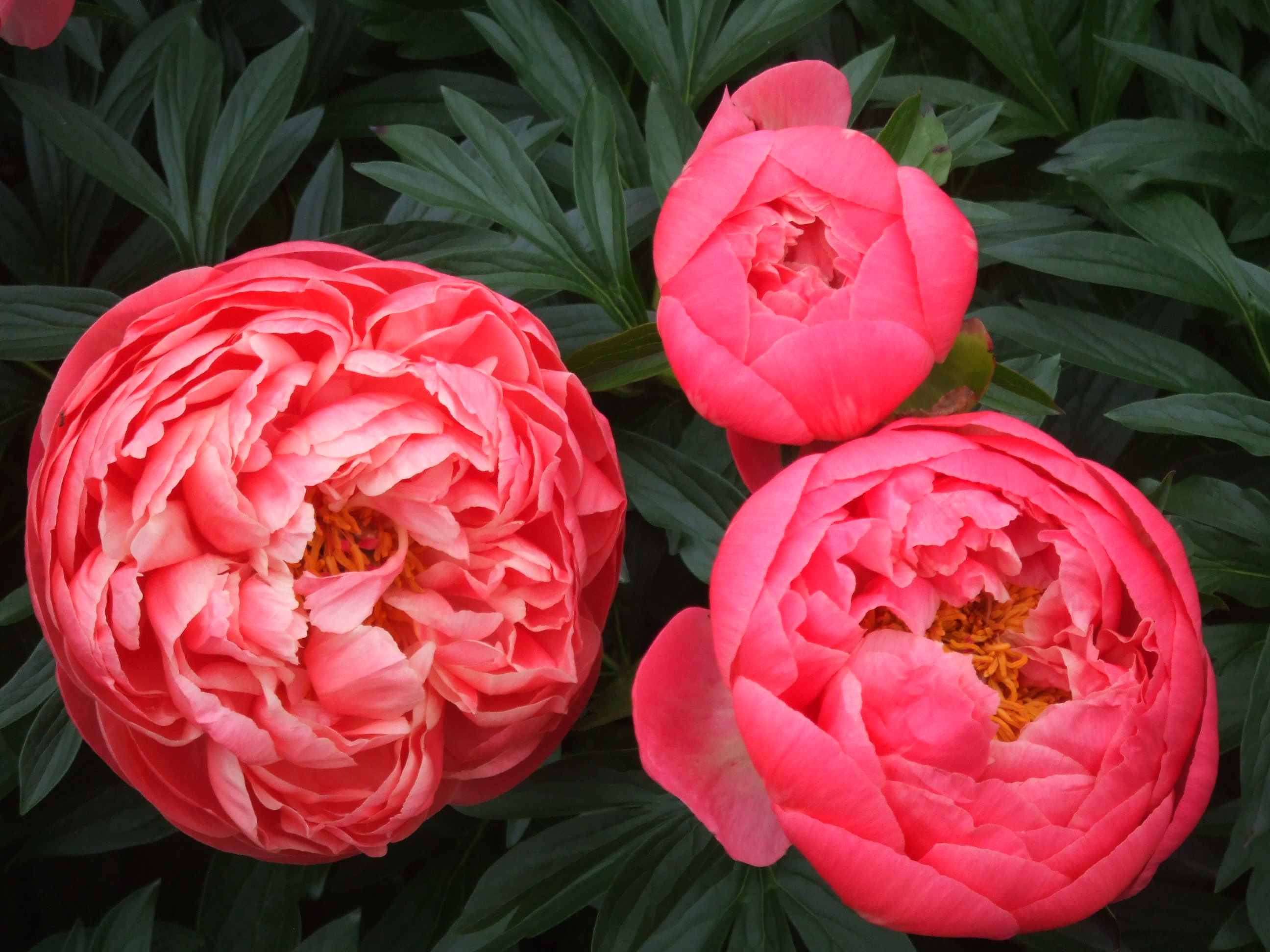
Bazsarózsa
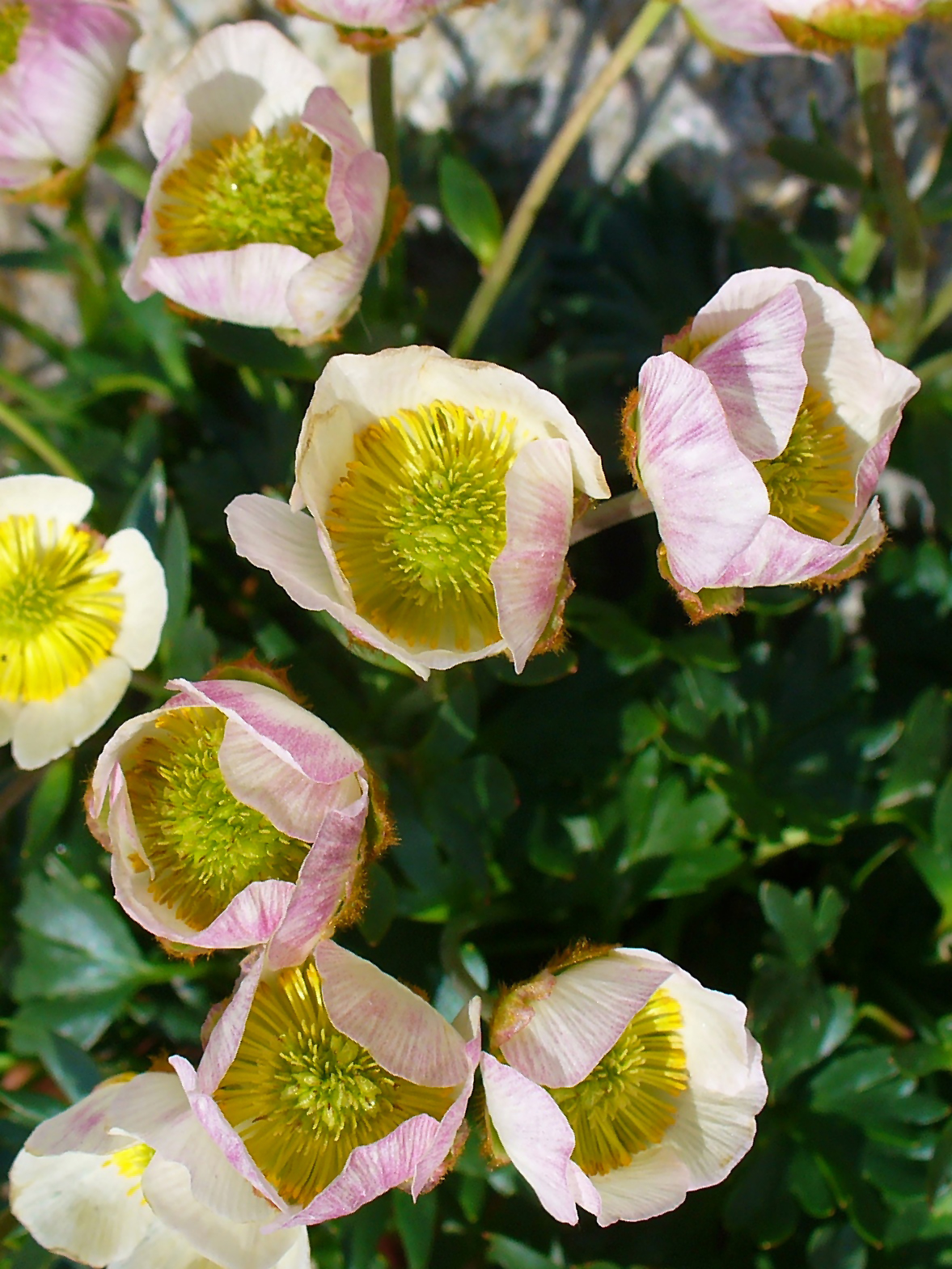
Boglárka
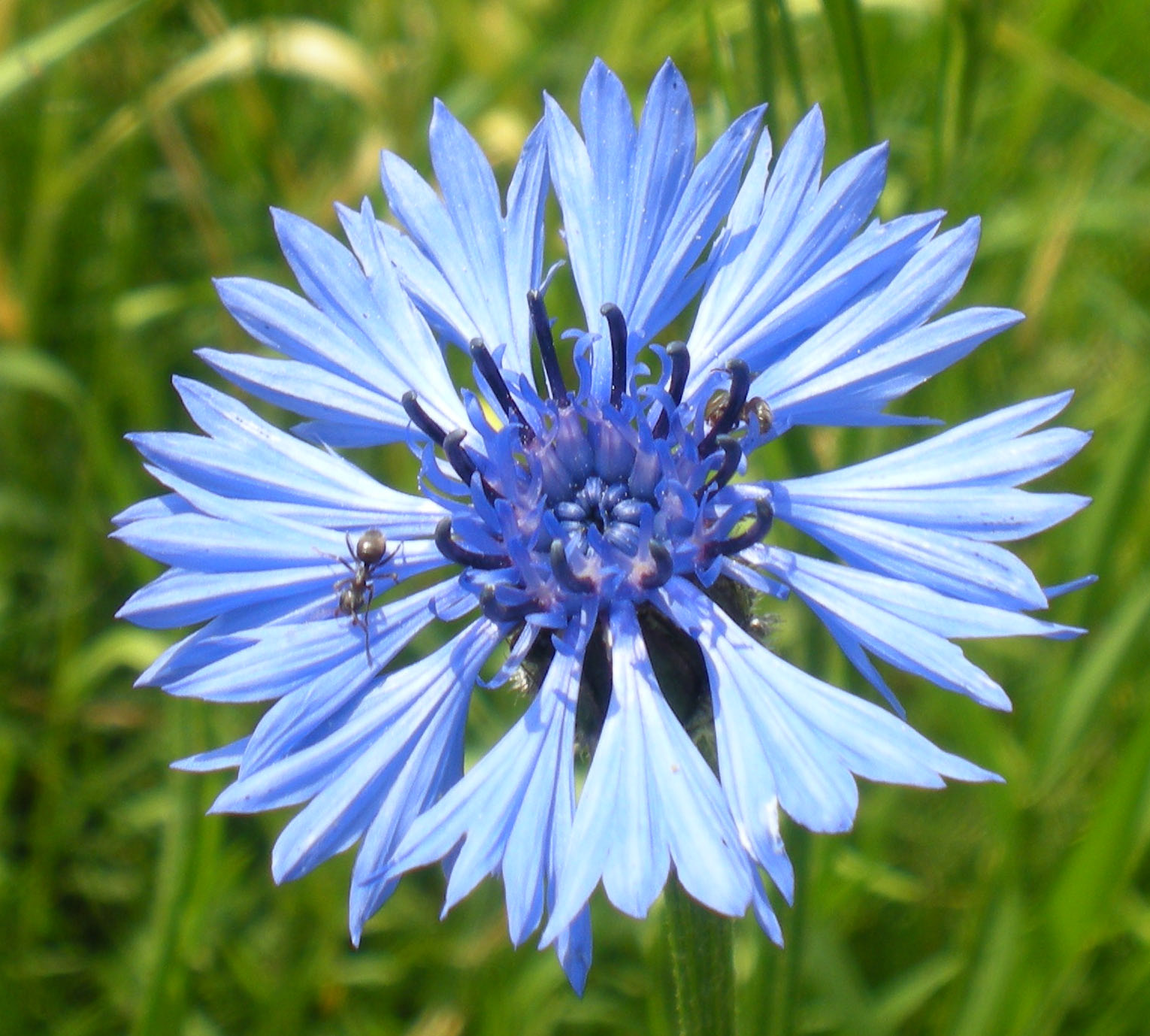
Búzavirág/Imola
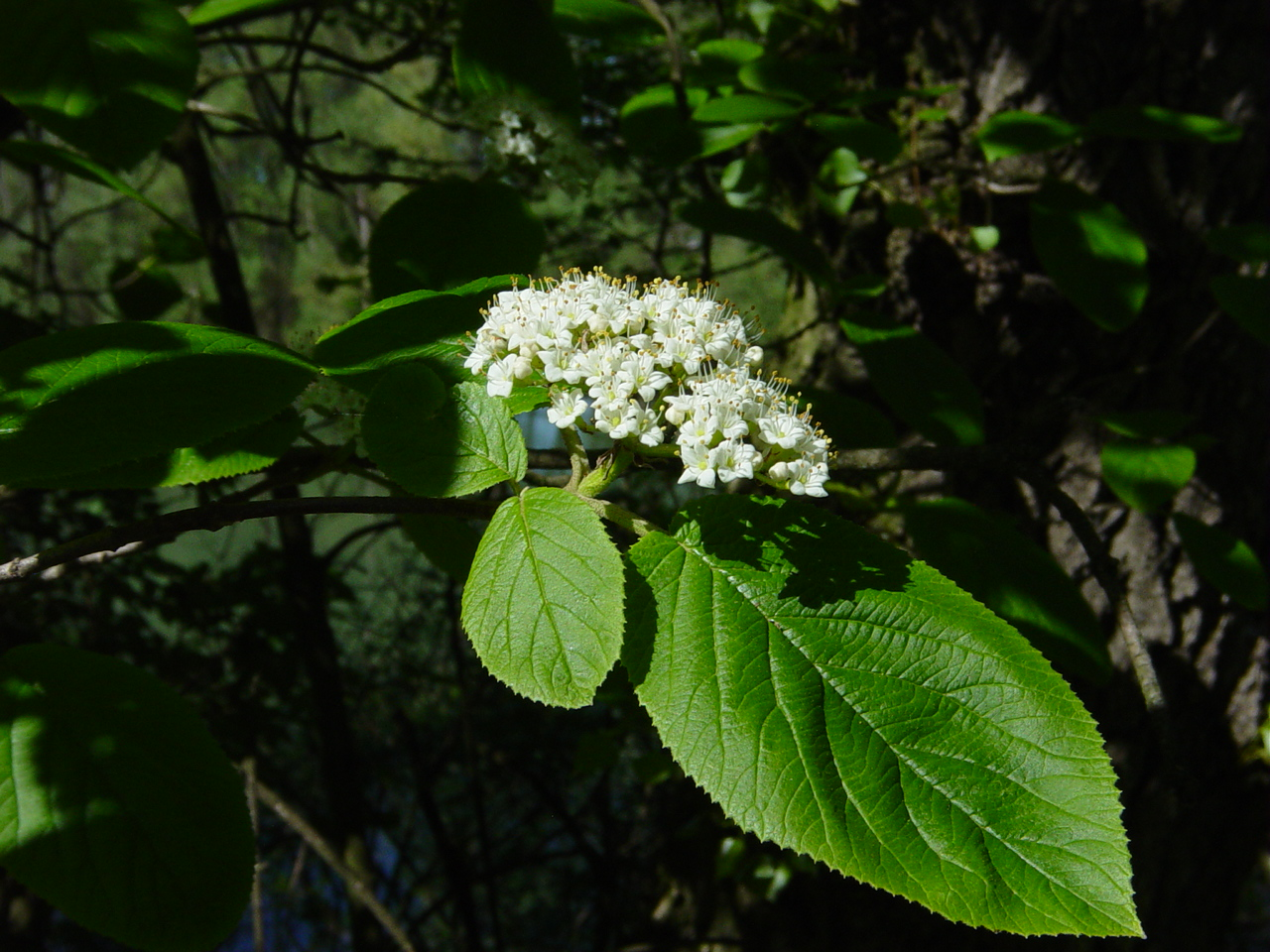
Ostorménbangita
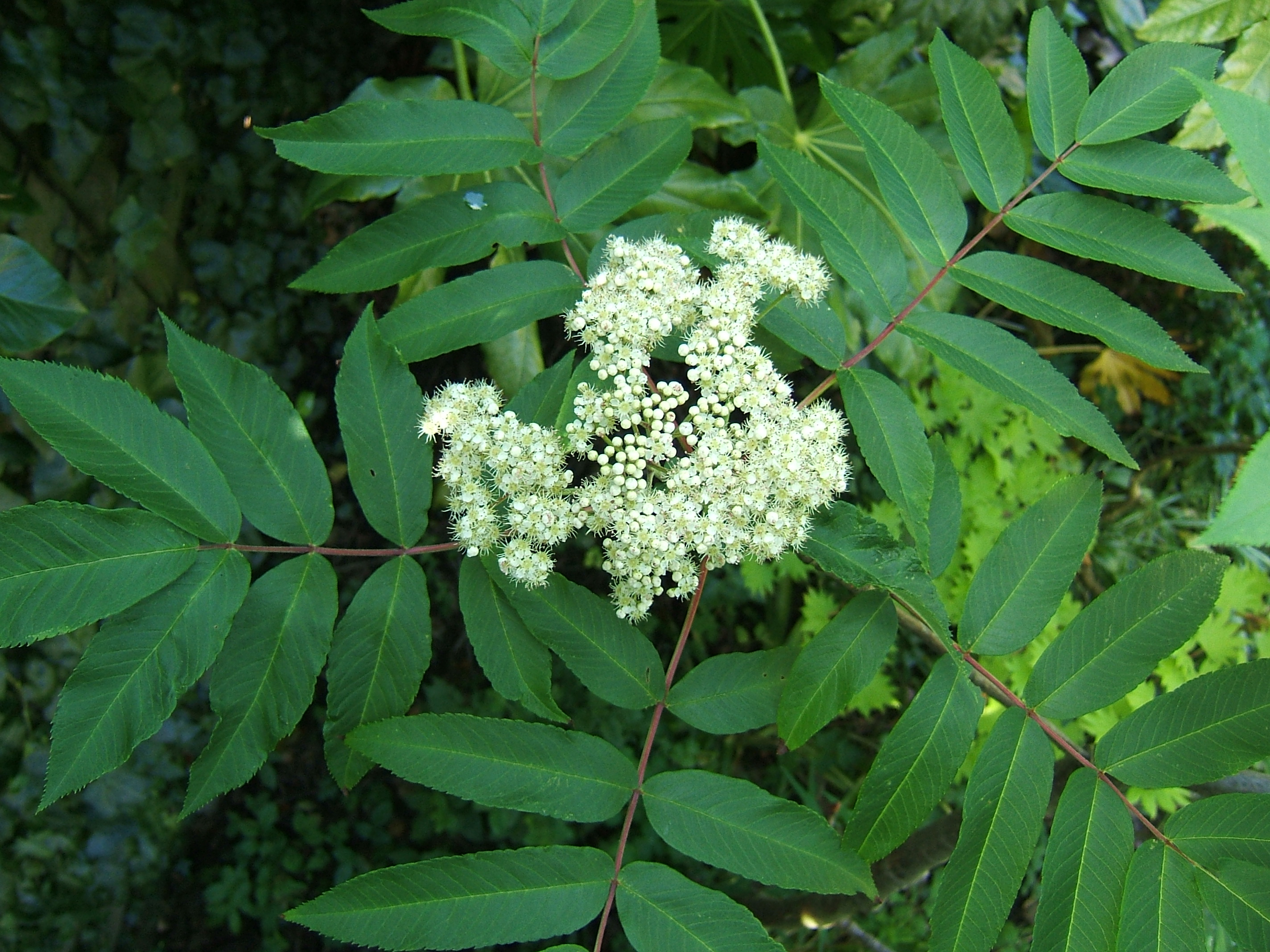
Berkenye
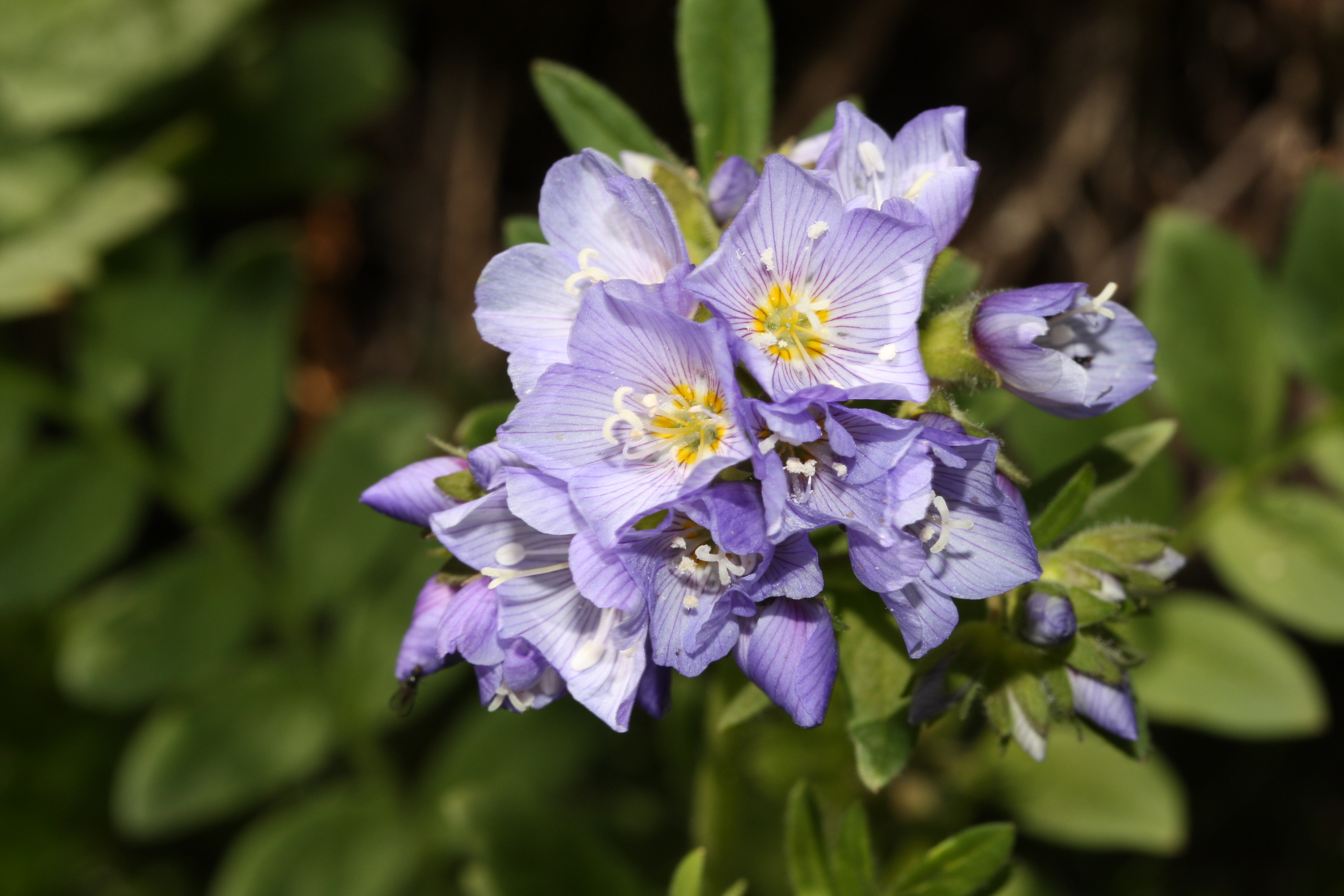
Csatavirág (E)
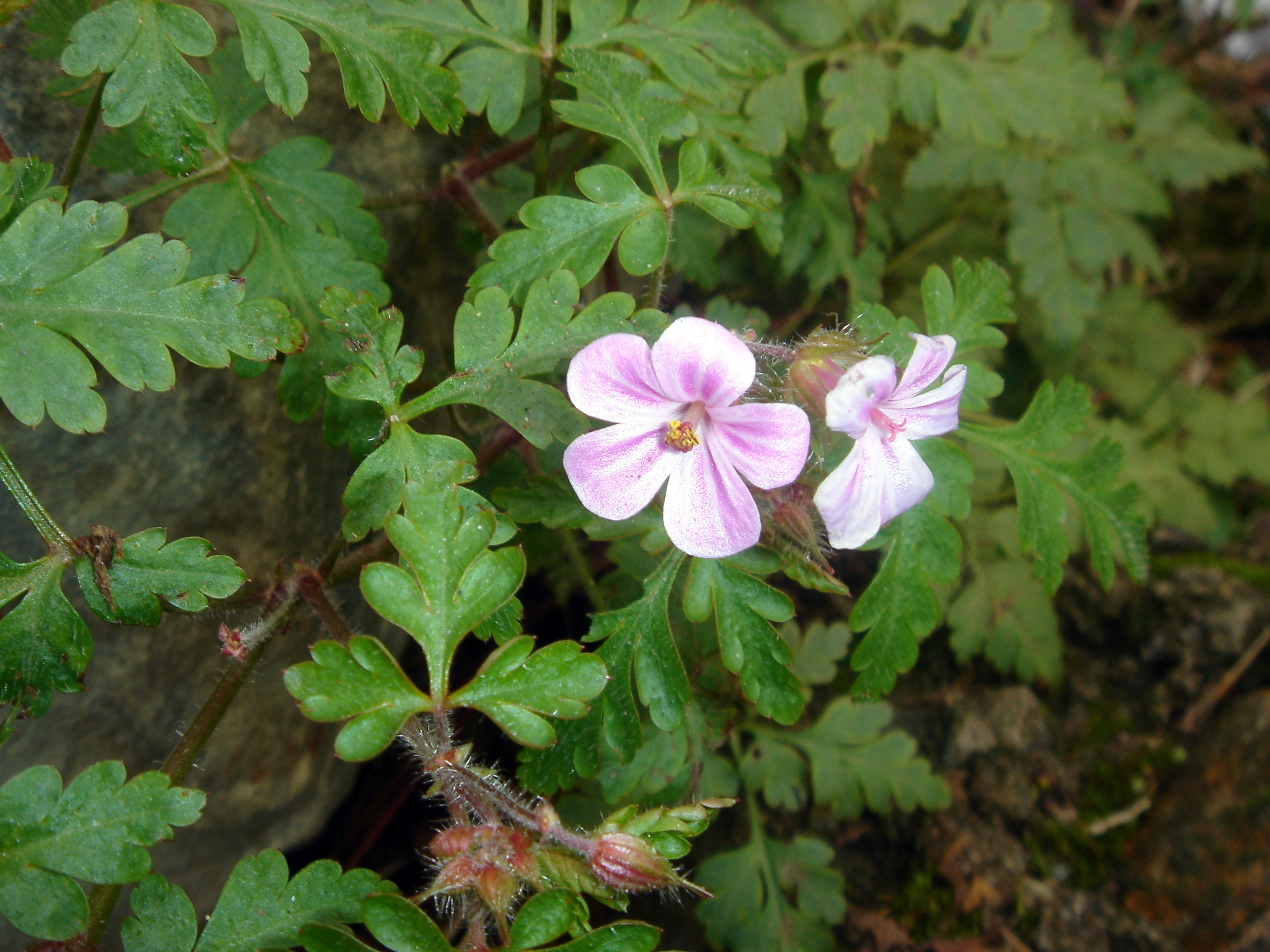
Gólyaorr
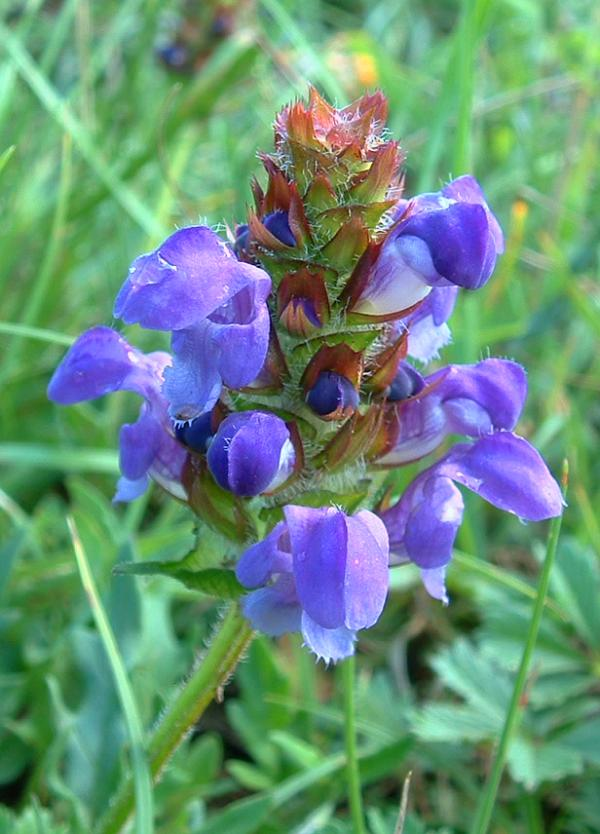
Nagyvirágú gyíkfű
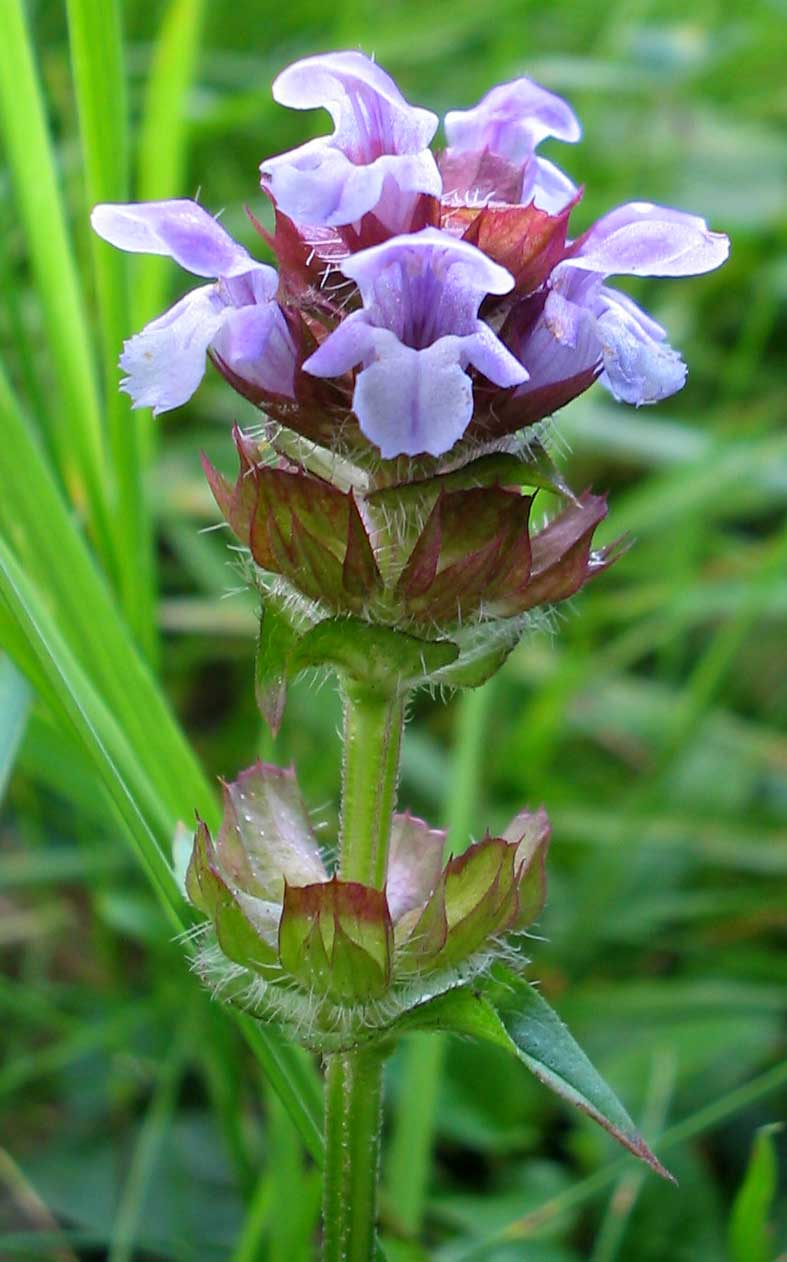
Közönséges gyíkfű
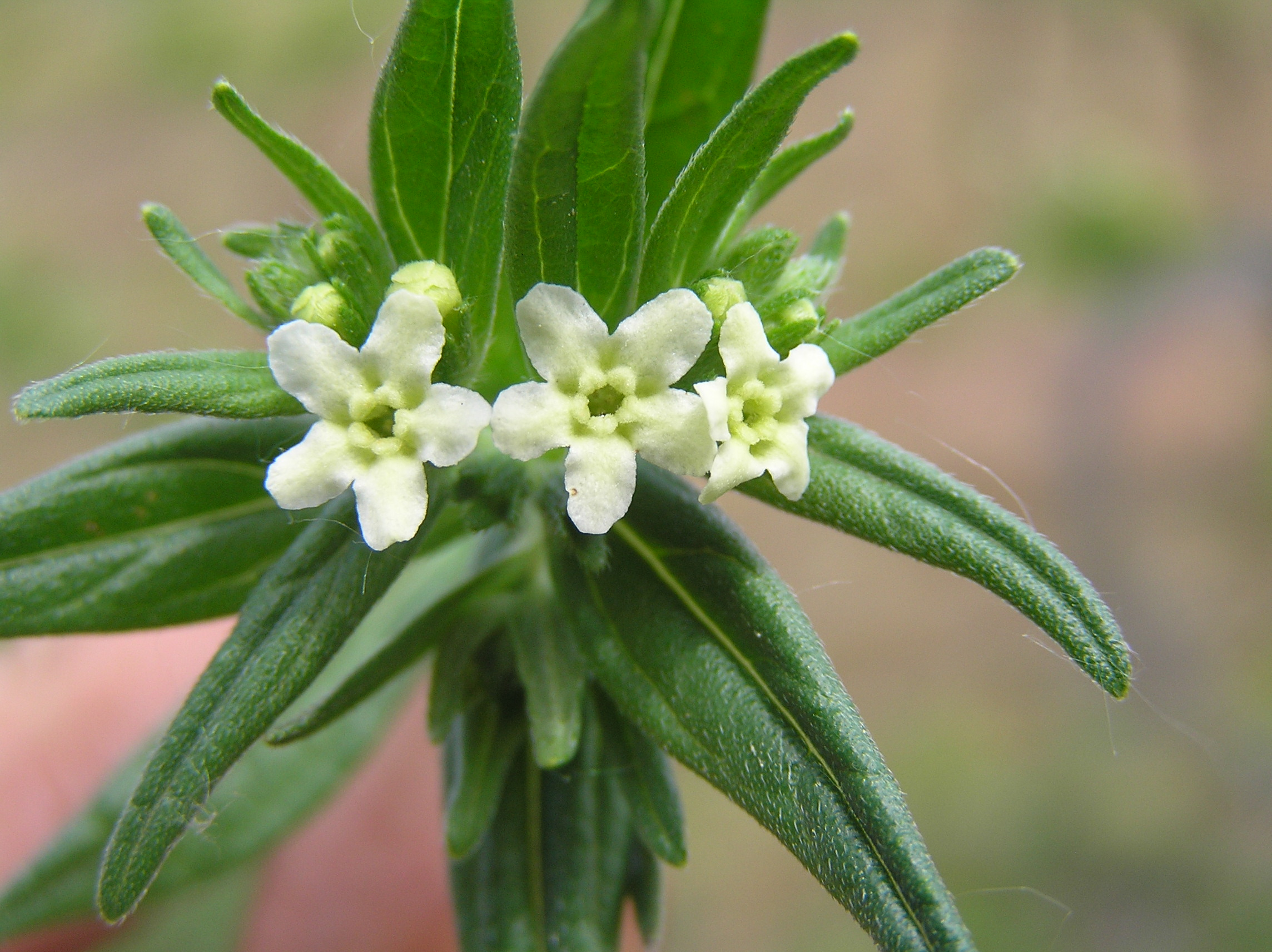
Gyöngyköles
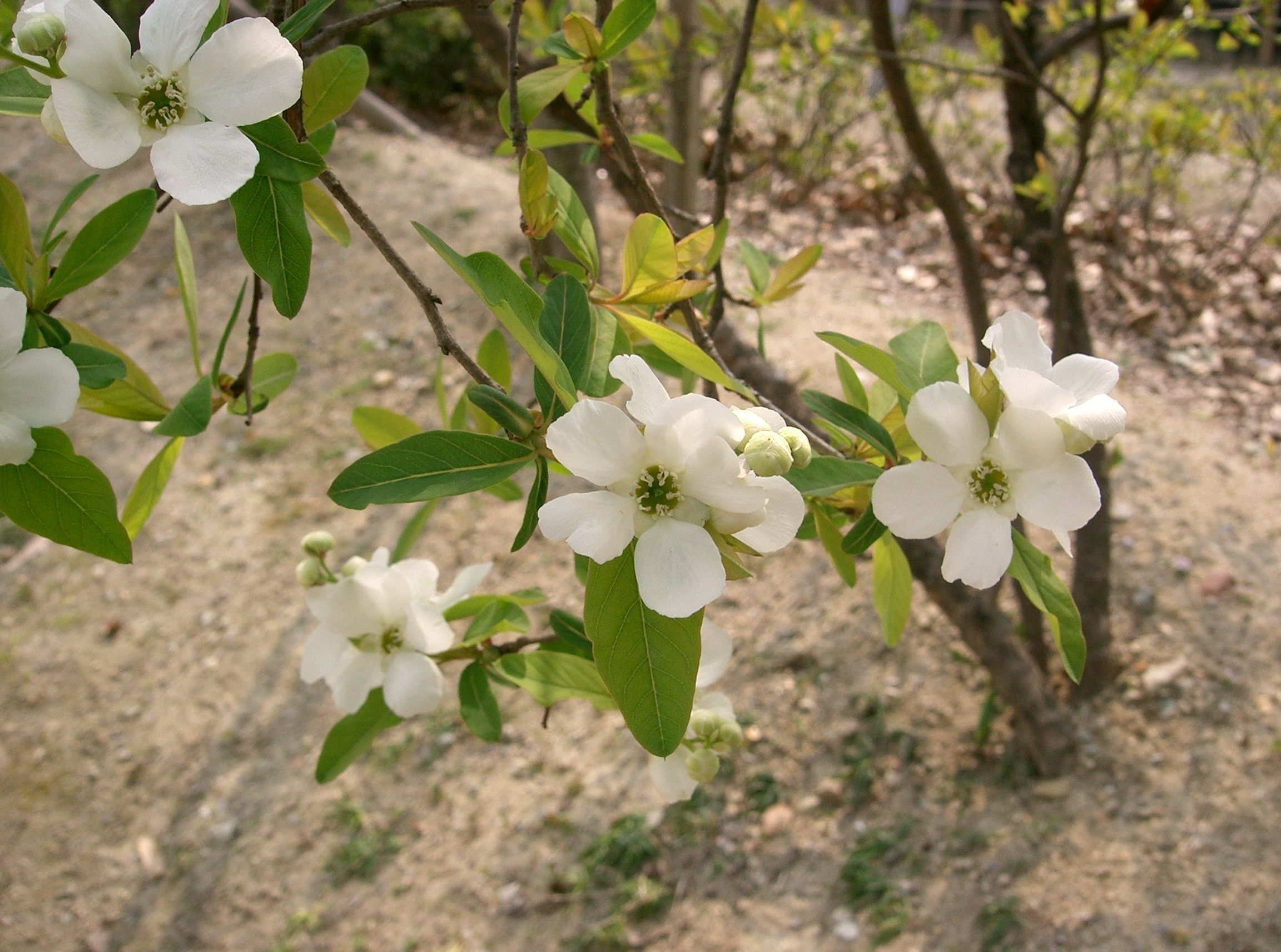
Gyöngycserje
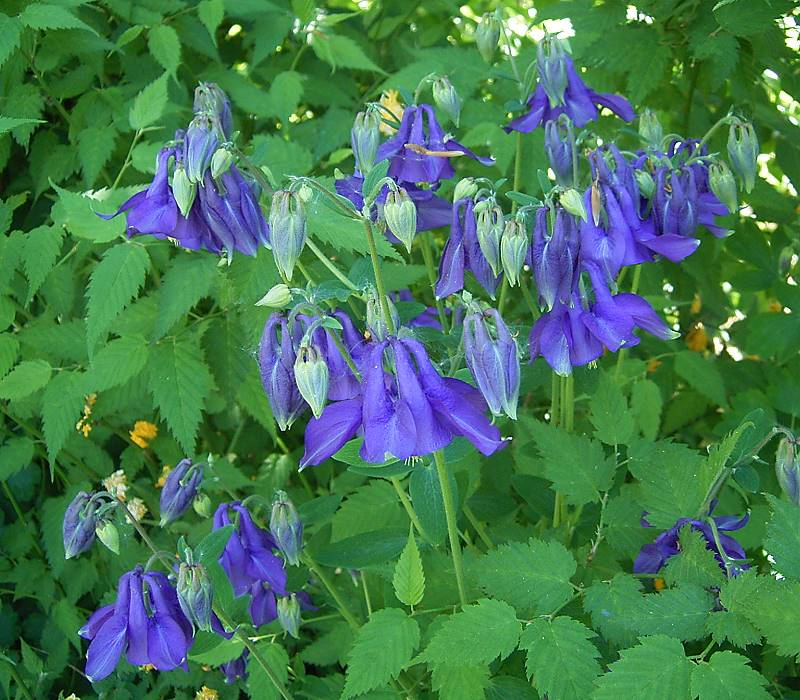
Harangláb
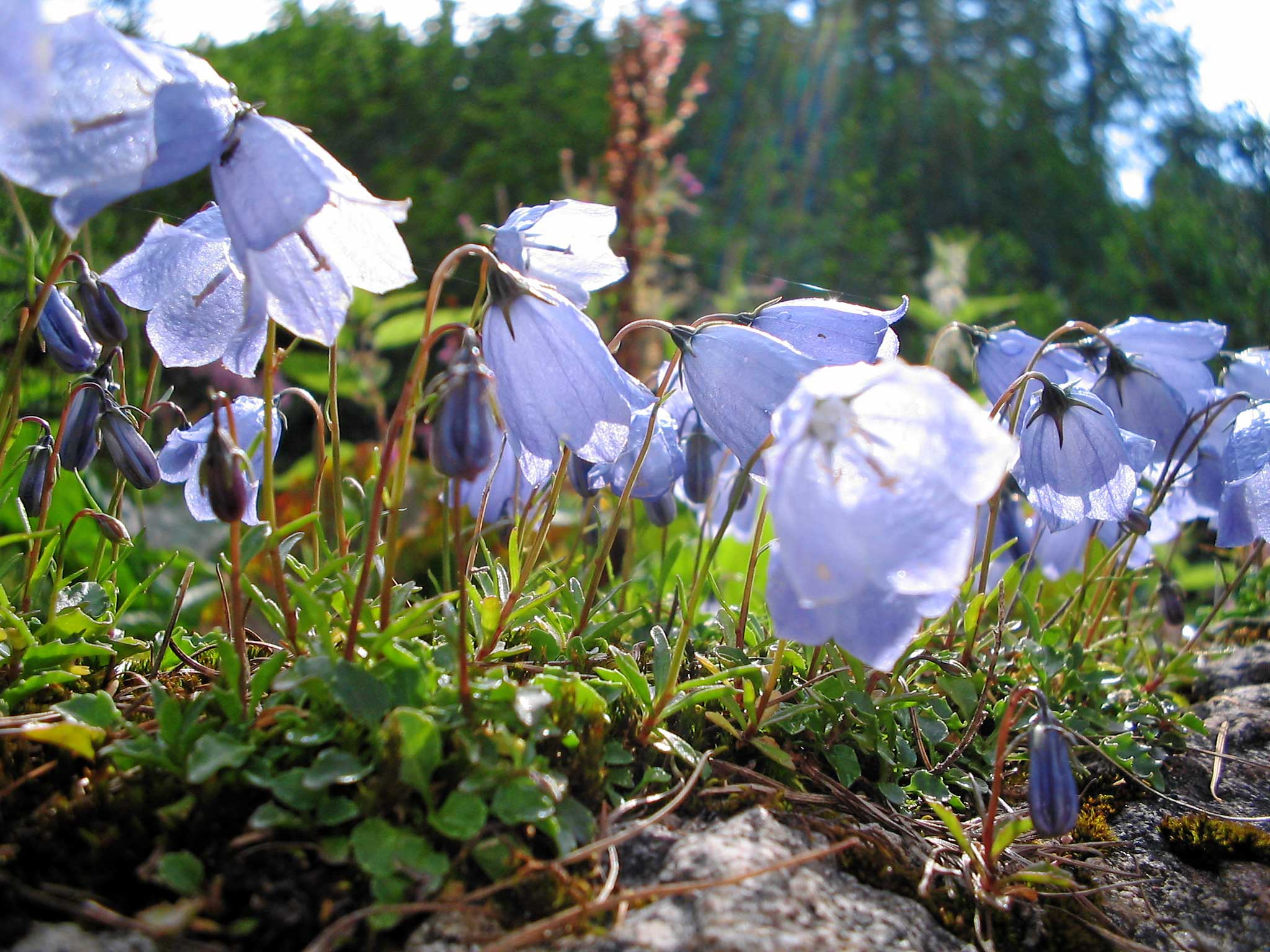
Harangvirág
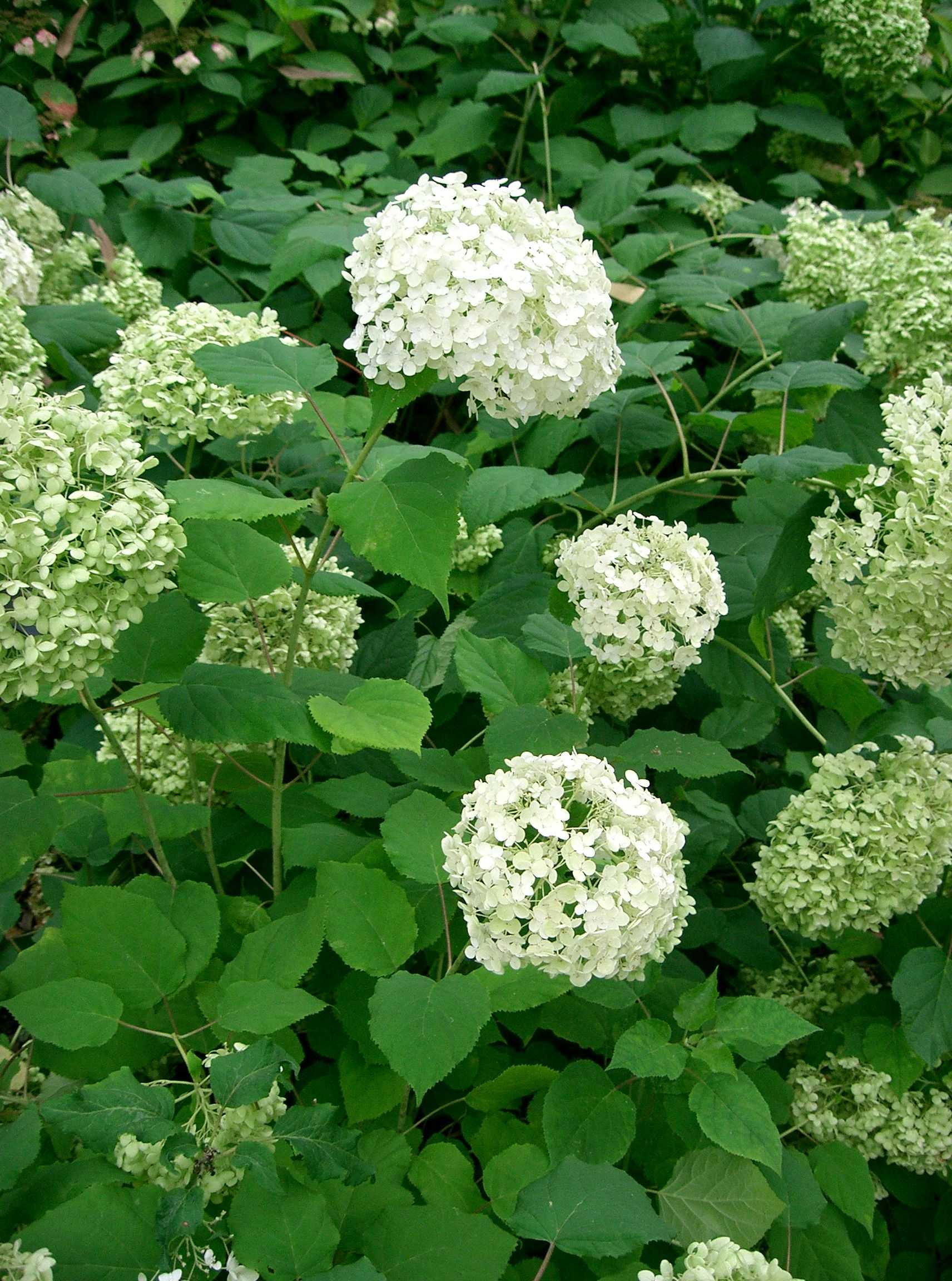
Hortenzia
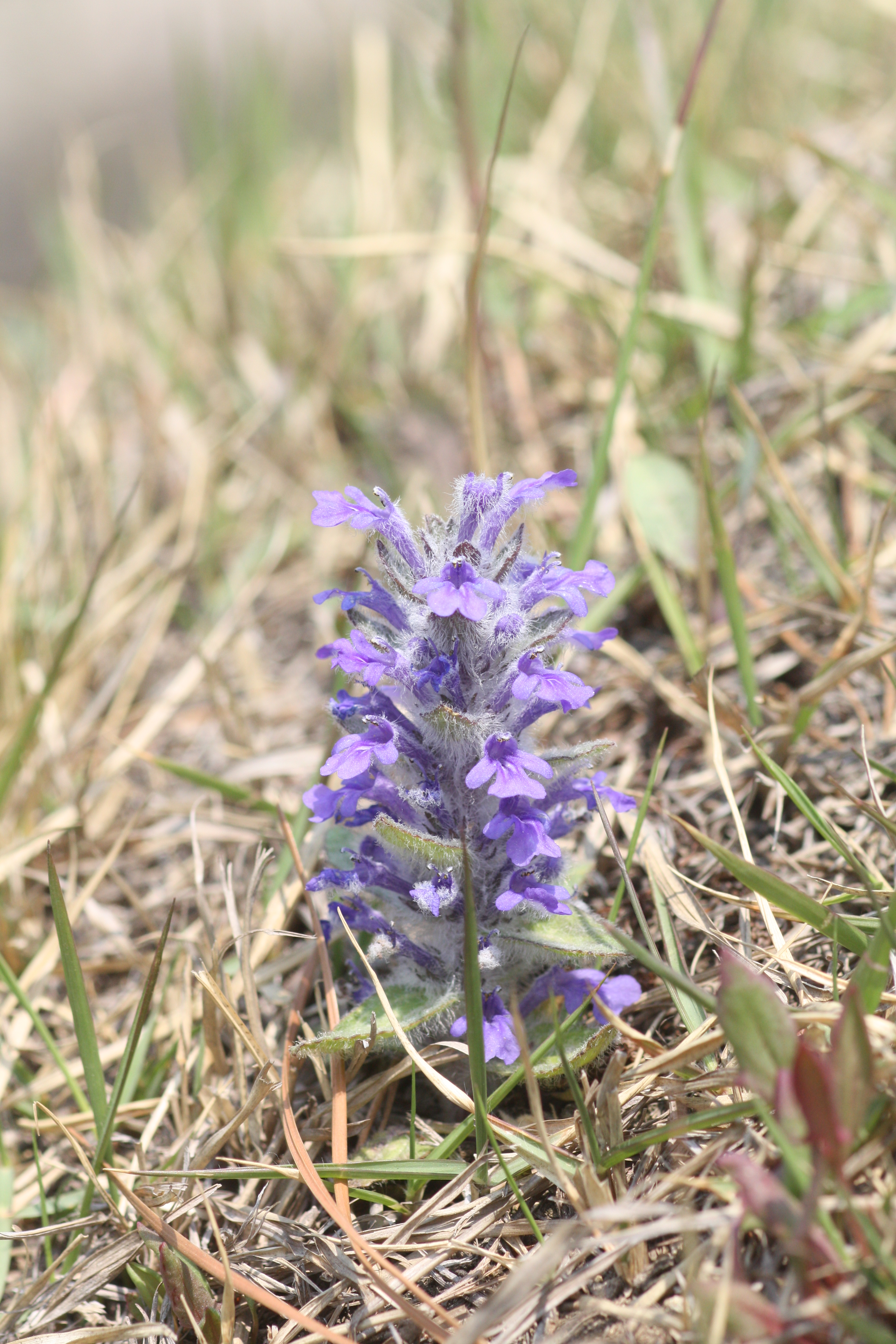
Ínfű
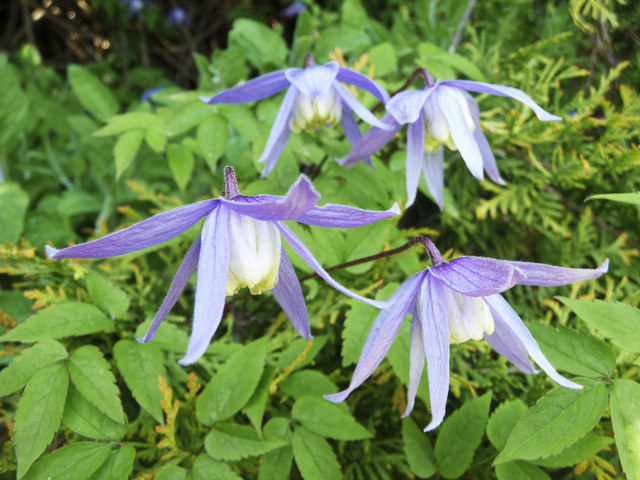
Iszalag/Clematisz
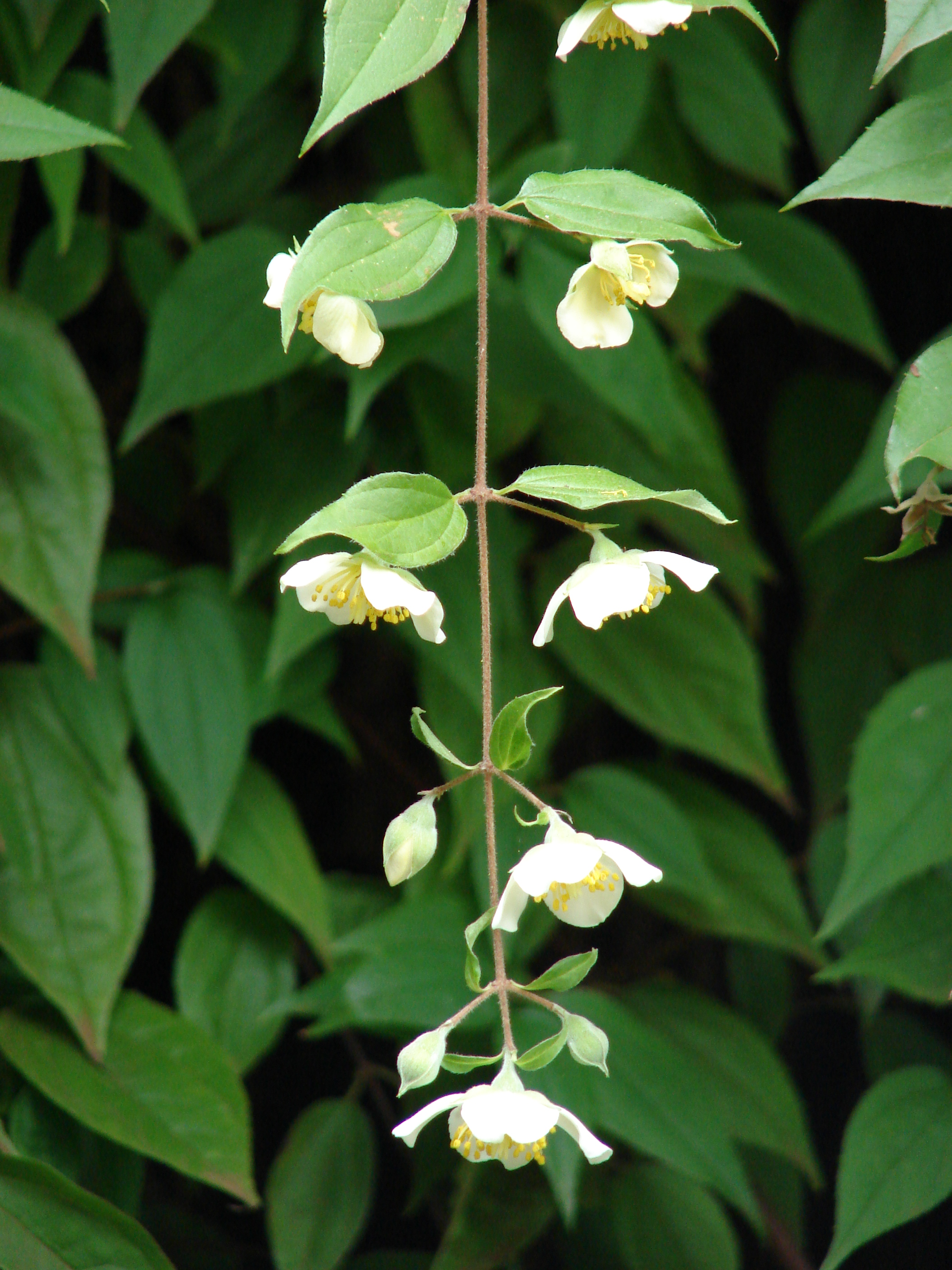
Jezsámen
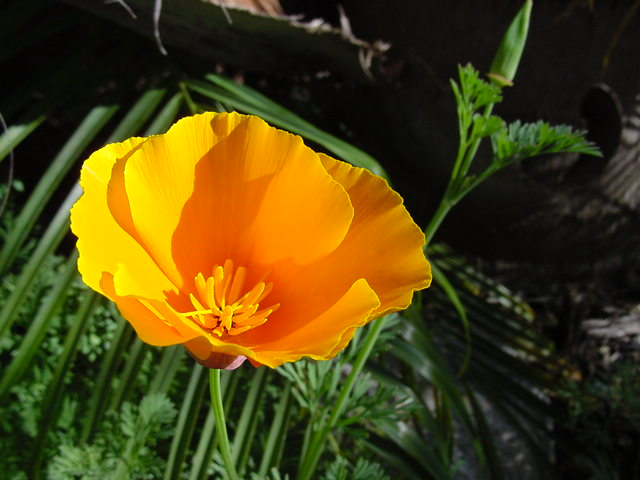
Kaliforniai kakukkmák
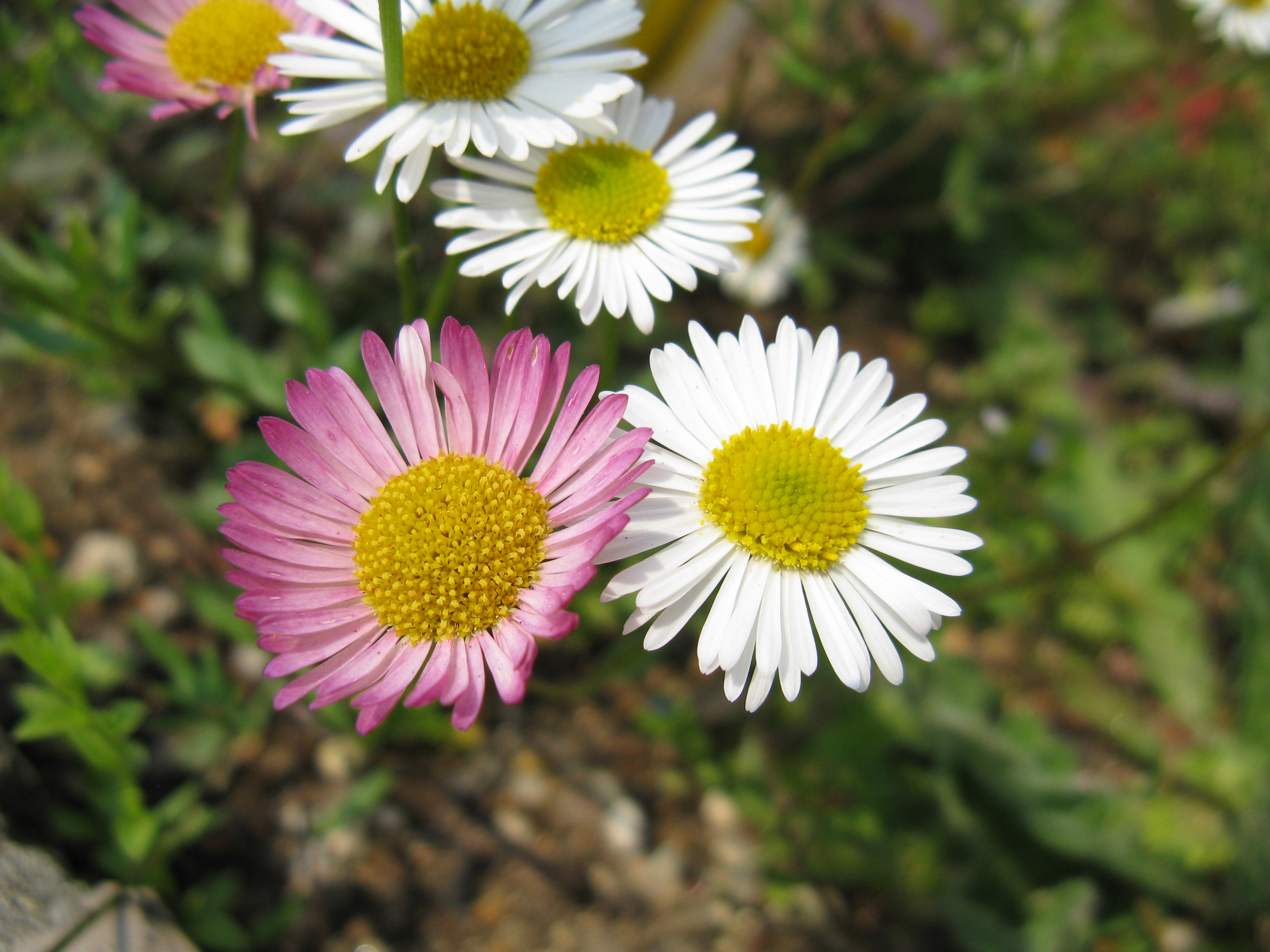
Küllőrojt
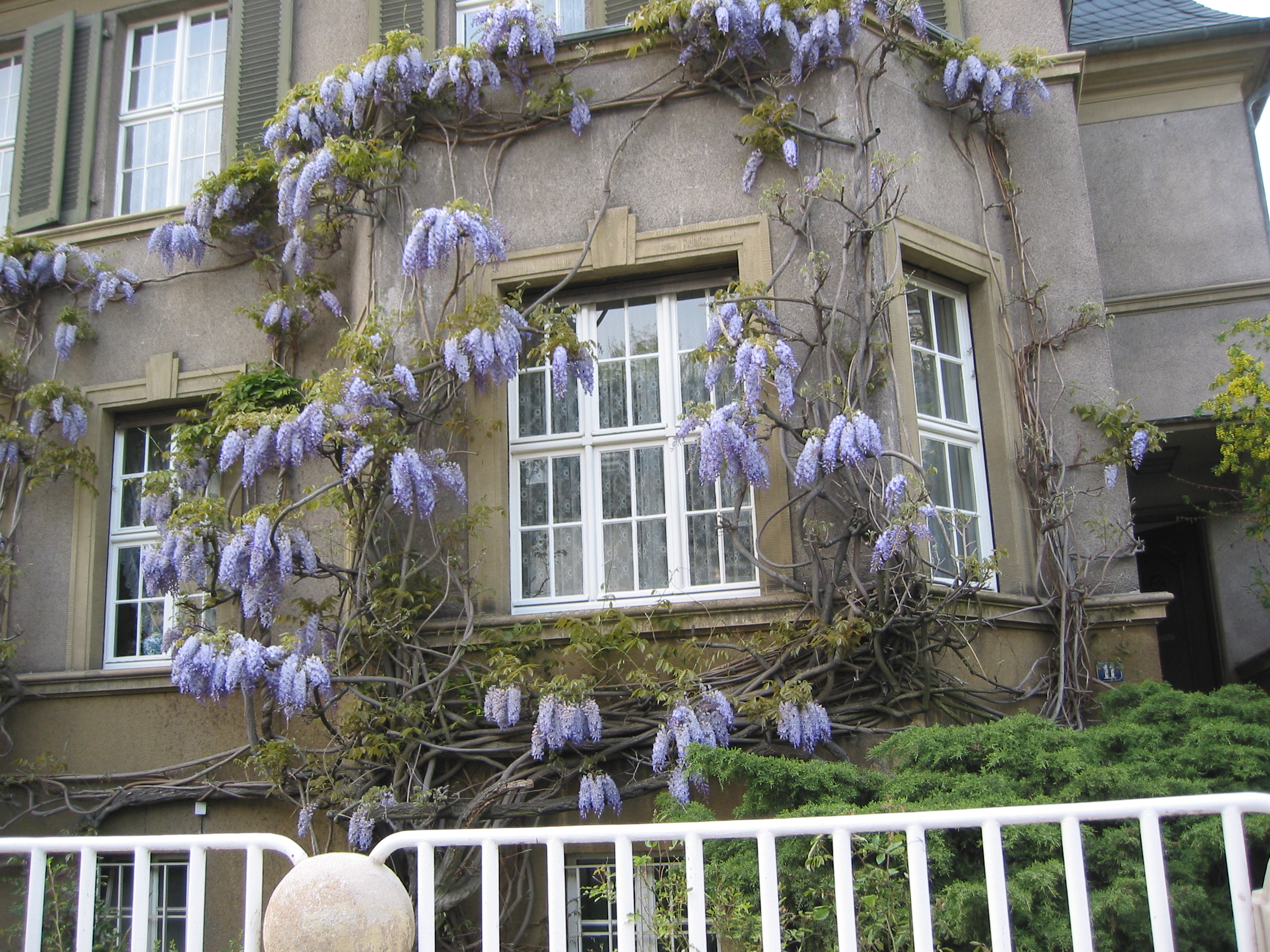
Lilaakác
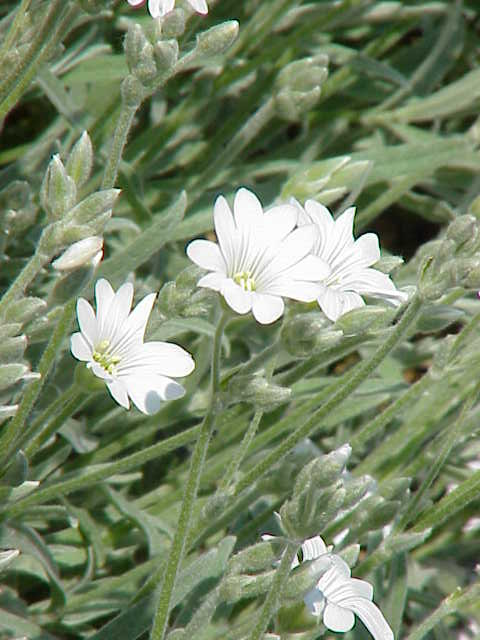
Molyhos madárhúr
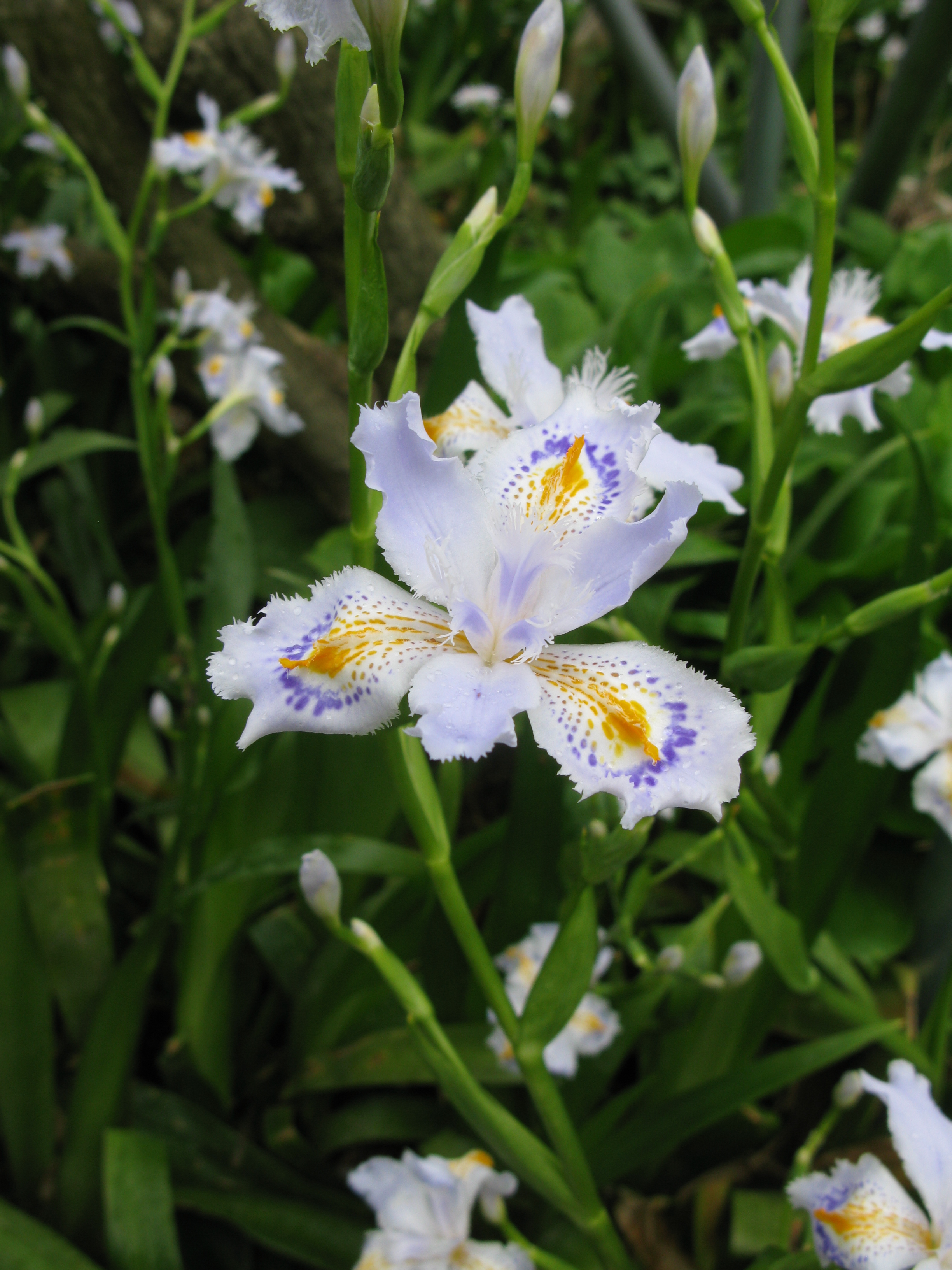
Japán nőszirom (GY-H)
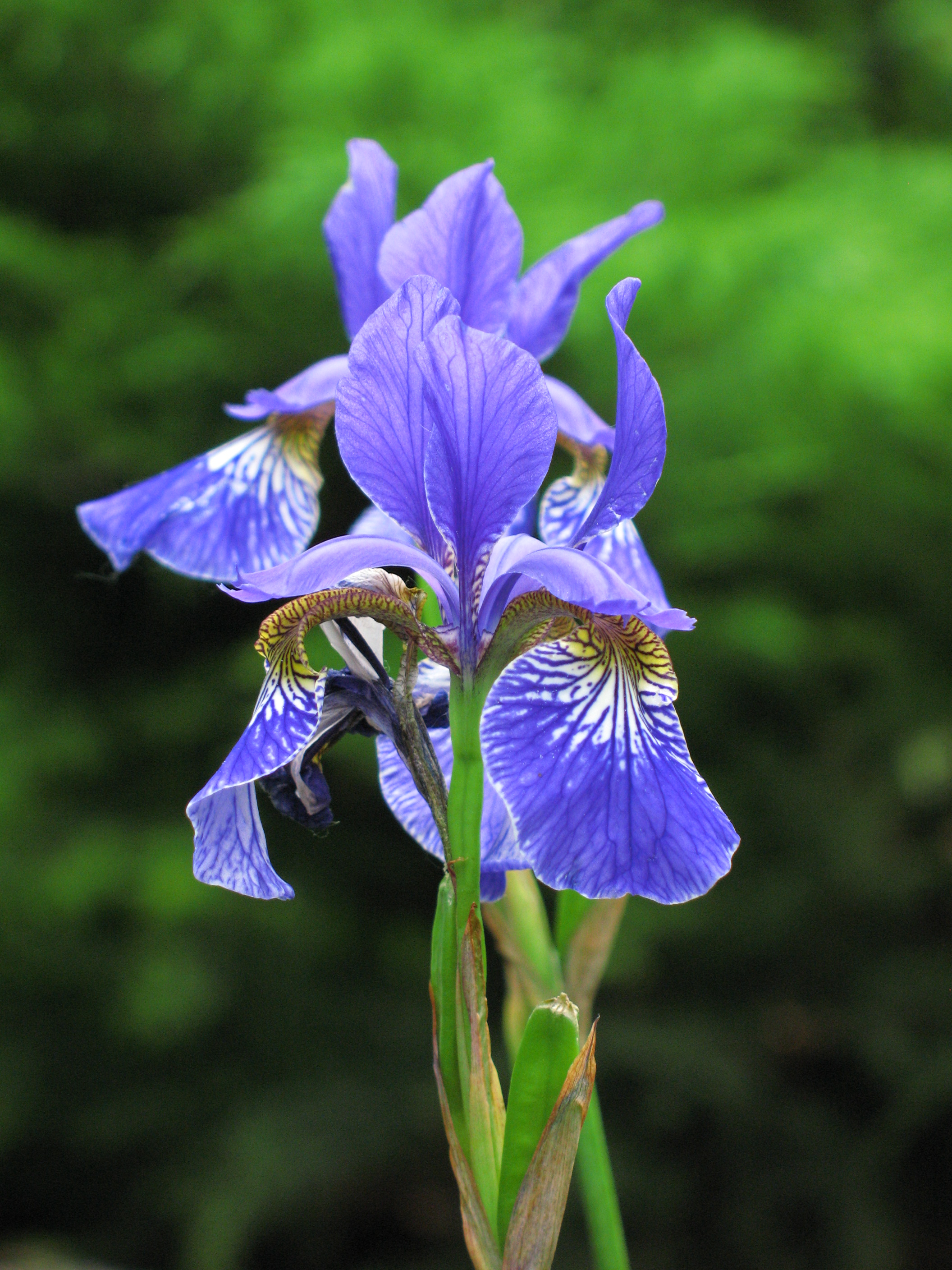
Szibériai nőszirom
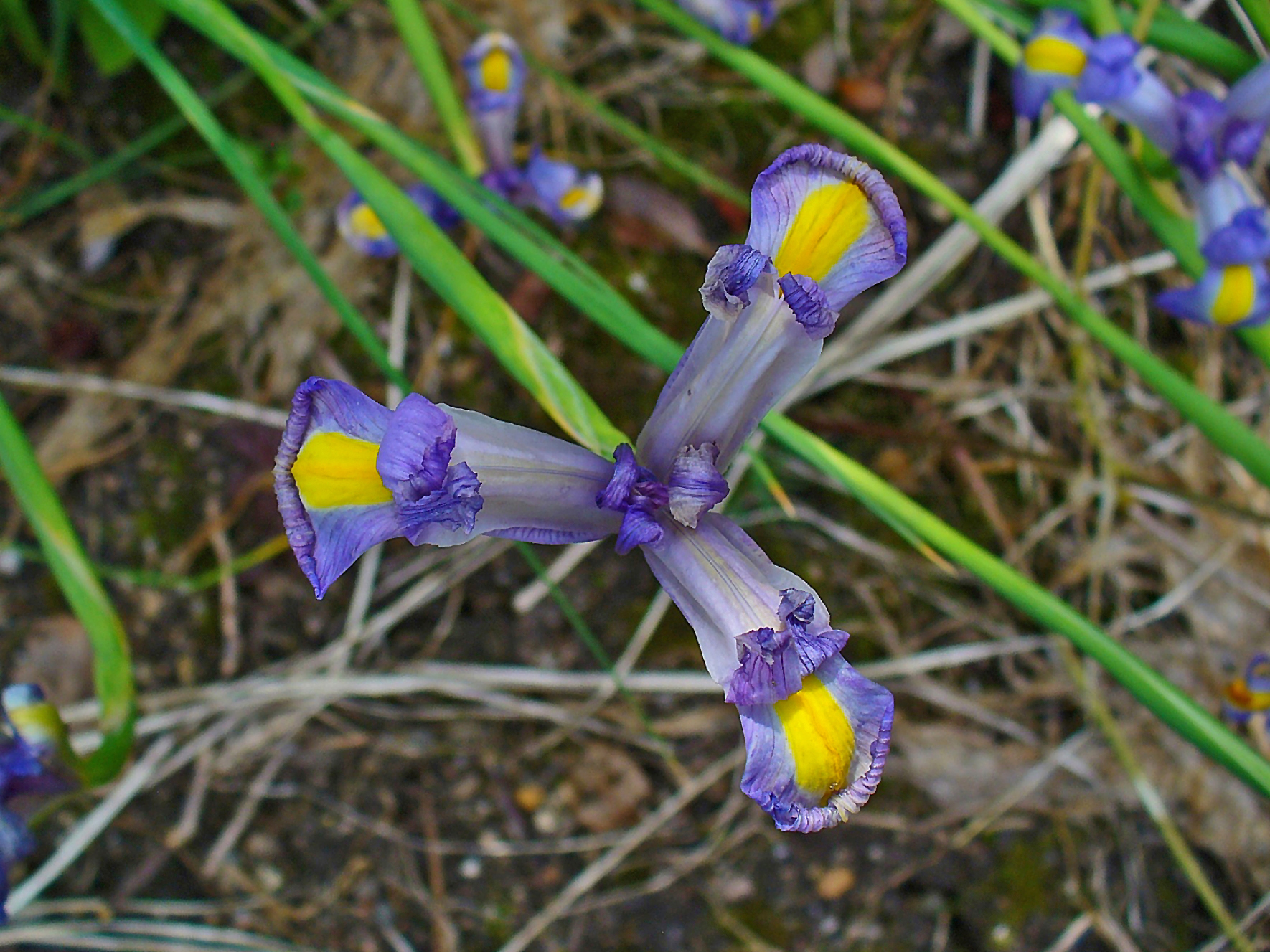
Spanyol nőszirom
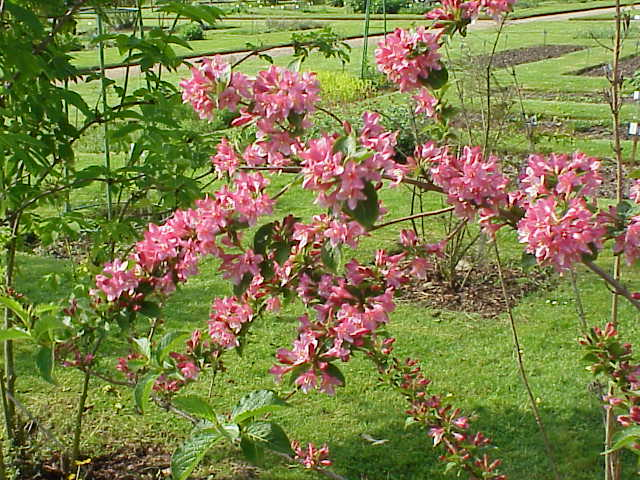
Kínai rózsalonc
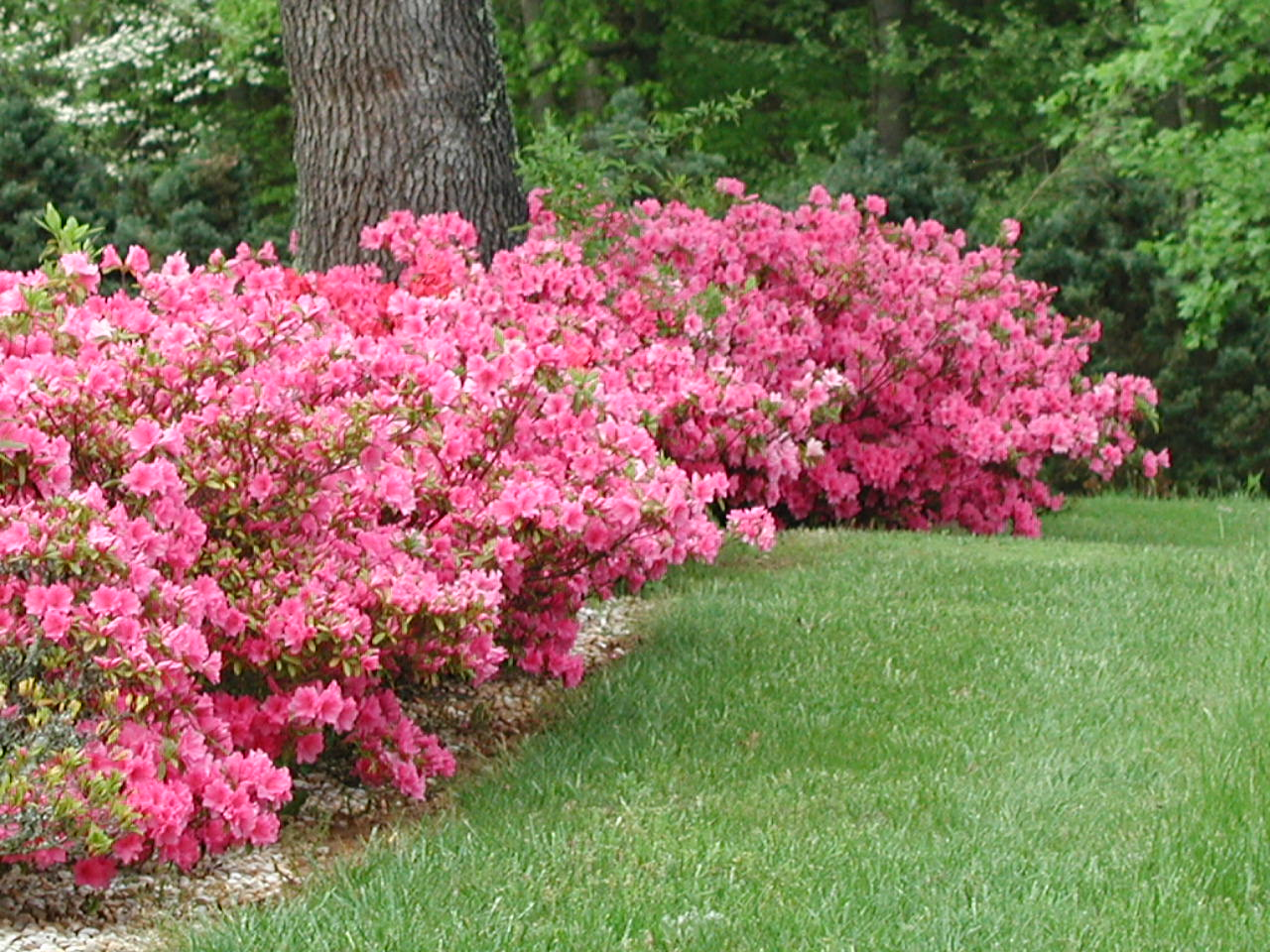
Rododendron
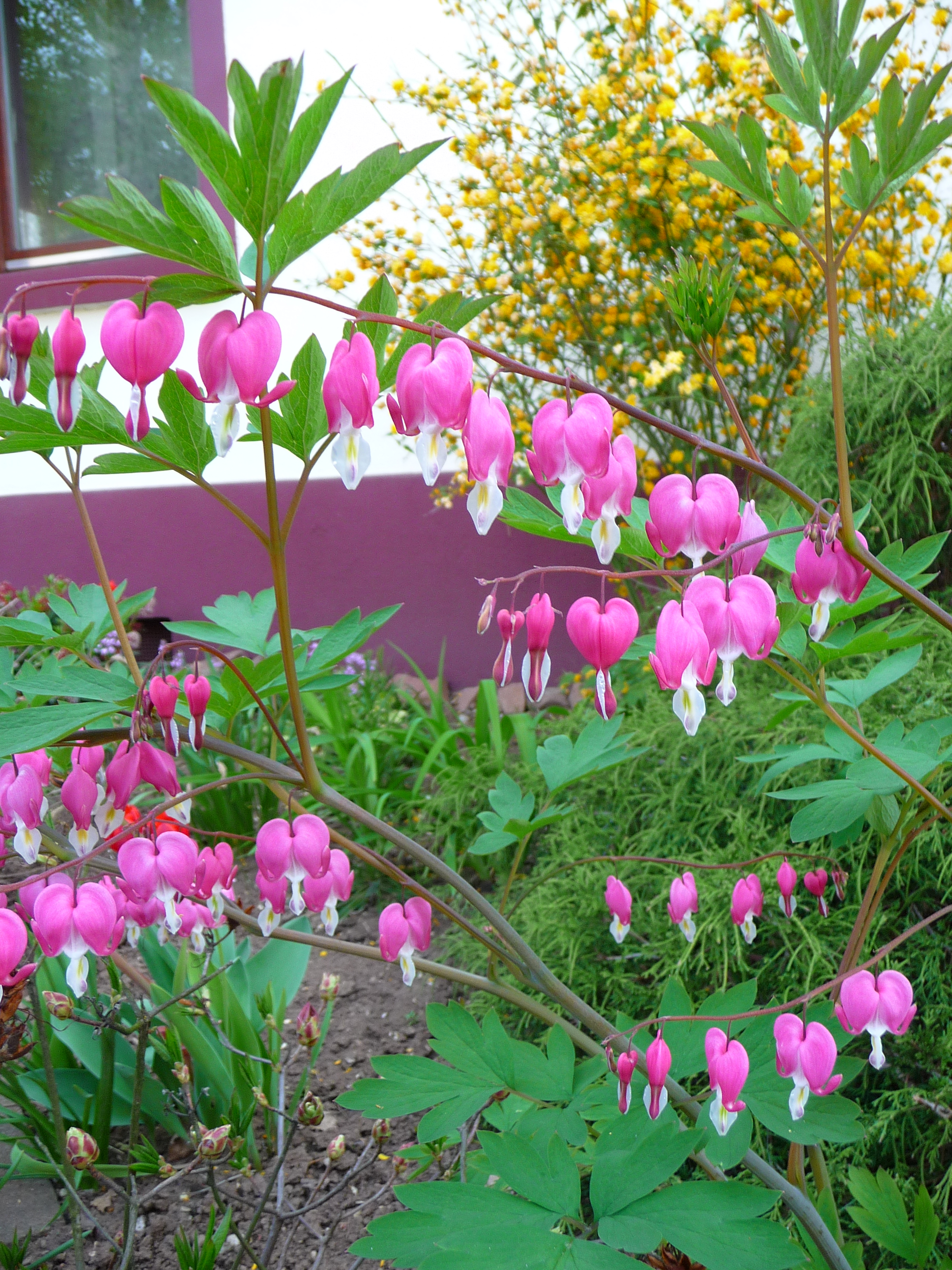
Szívvirág
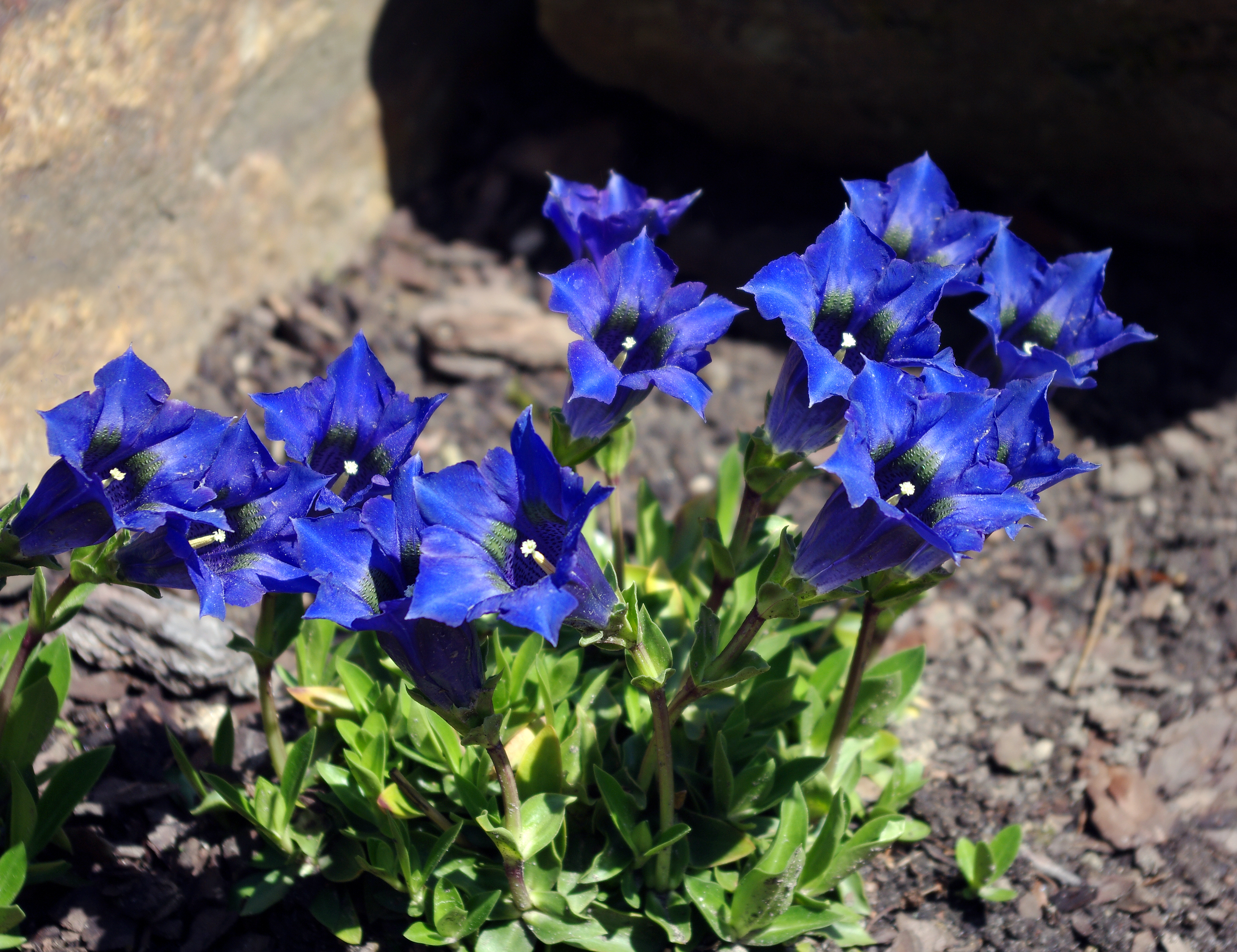
Tárnics
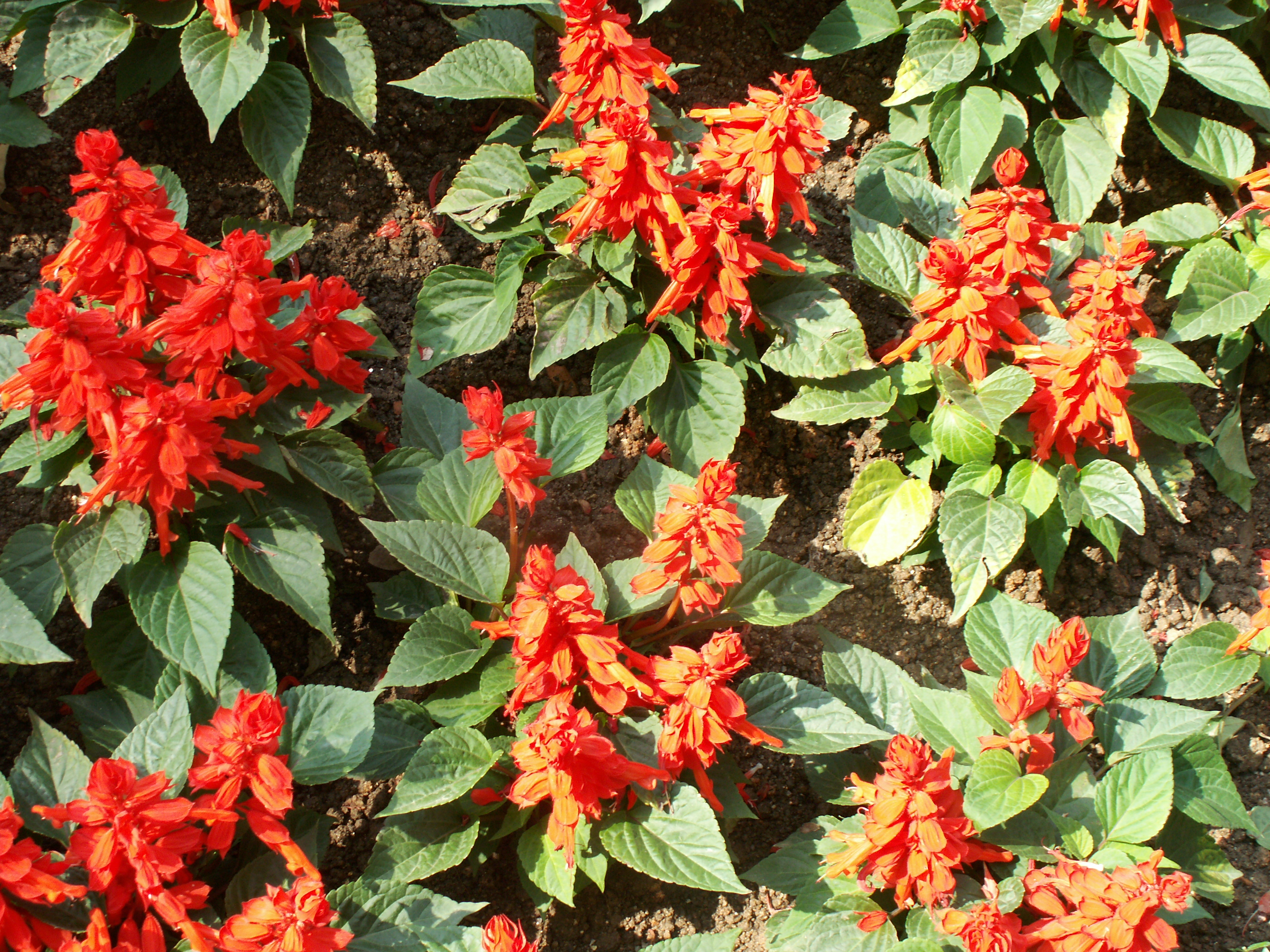
Zsálya (E, K)
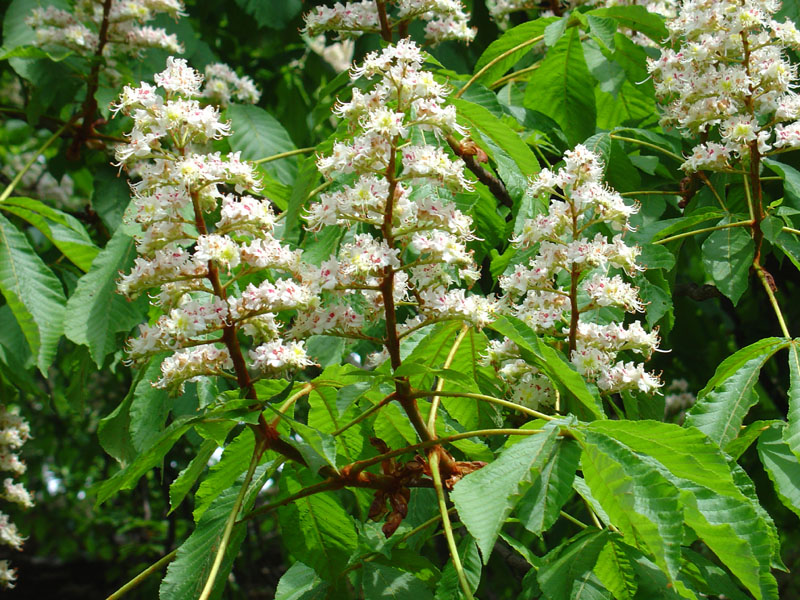
Vadgesztenye

### Június

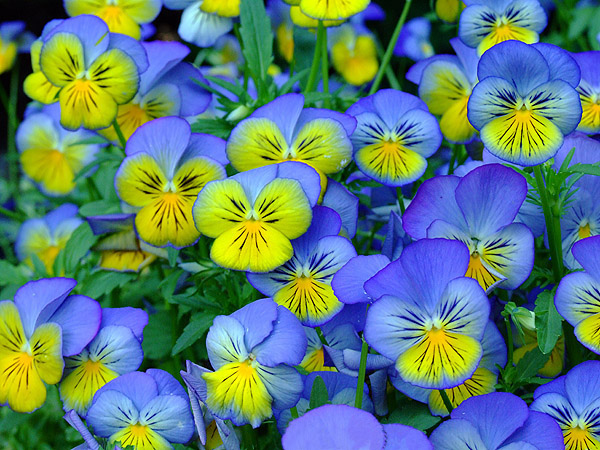
Kerti árvácska (E, K)
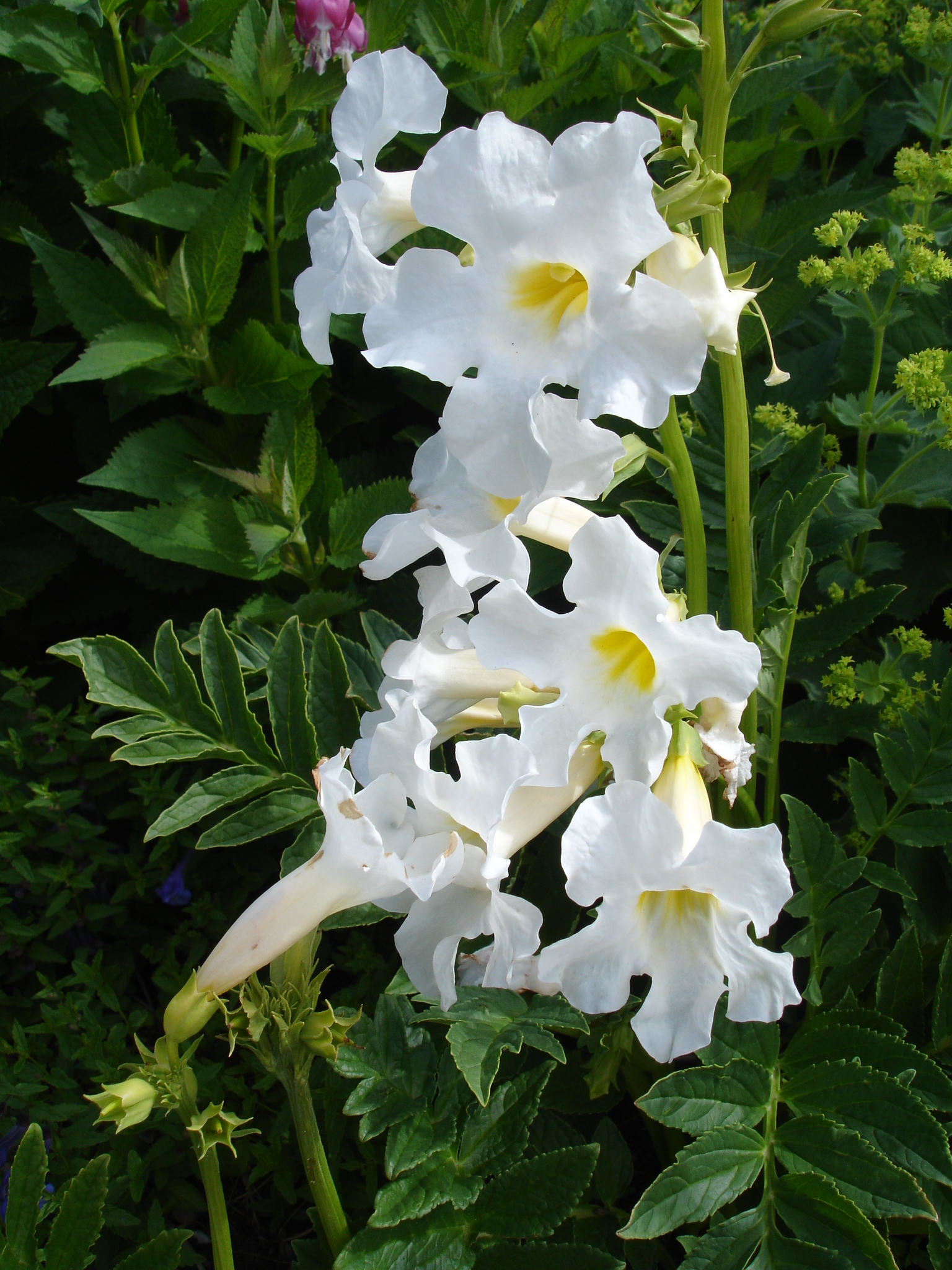
Bignonia
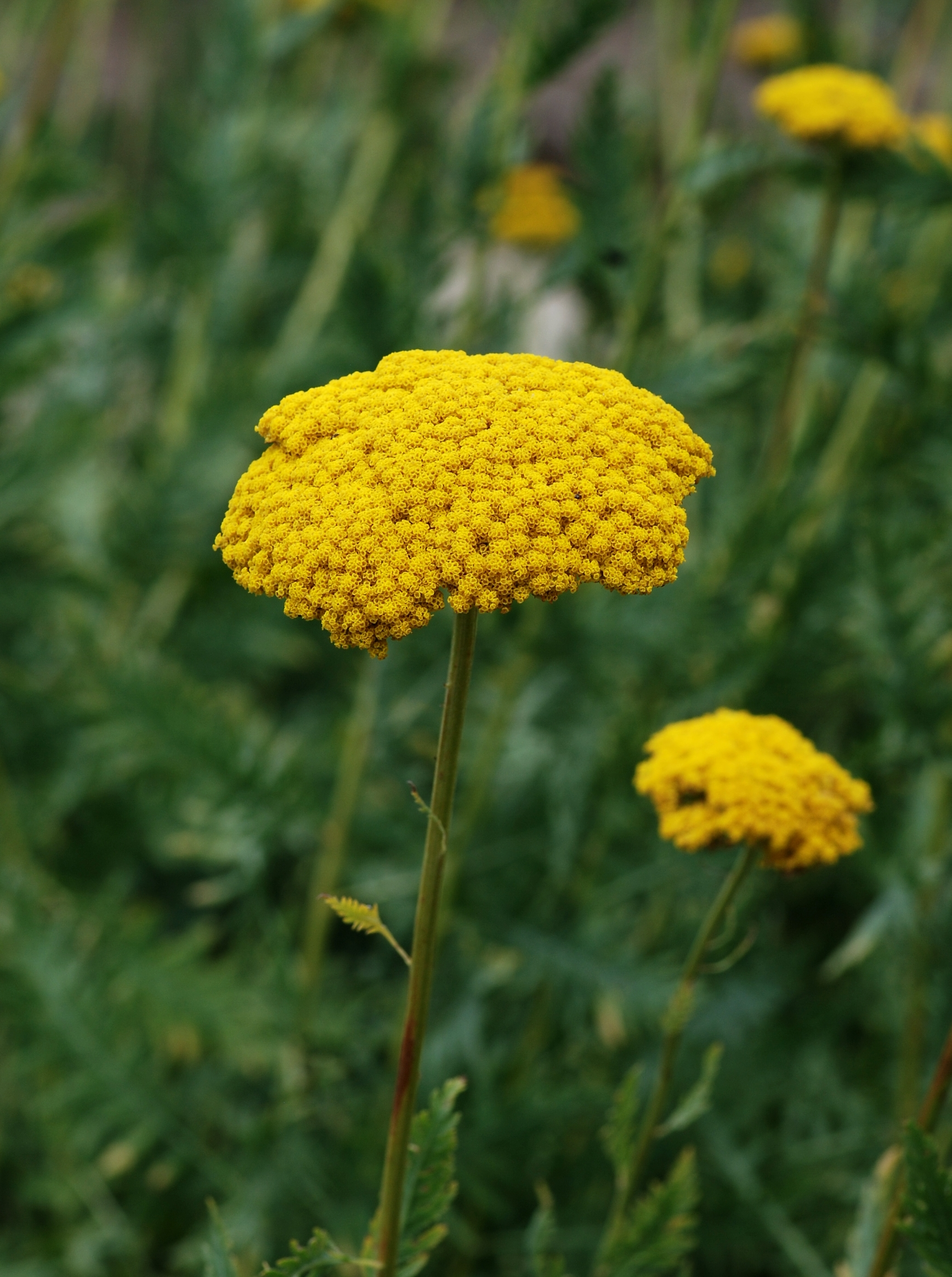
Évelő cickafark
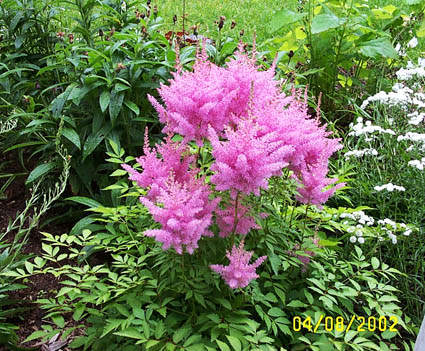
Csotárvirág
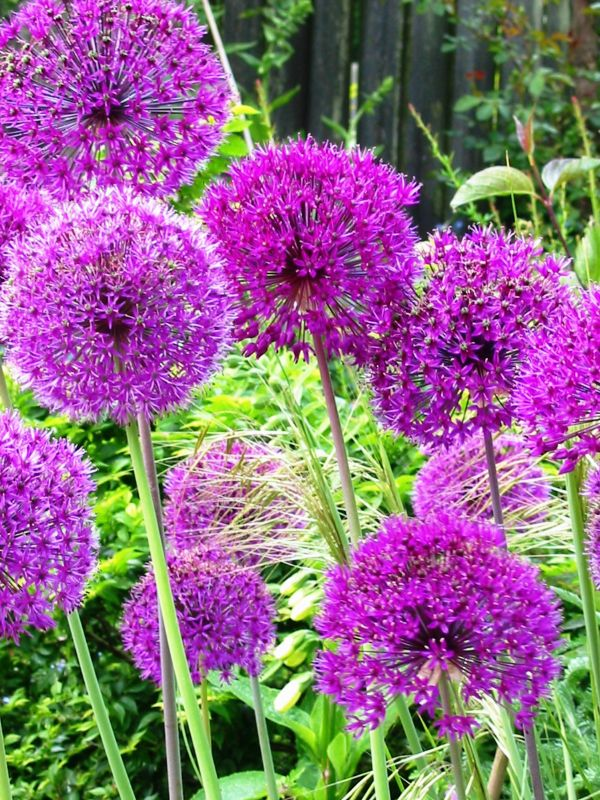
Diszhagyma
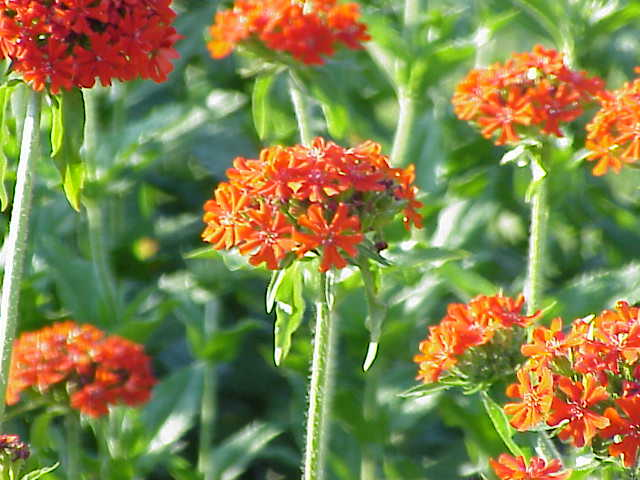
Égőszerelem
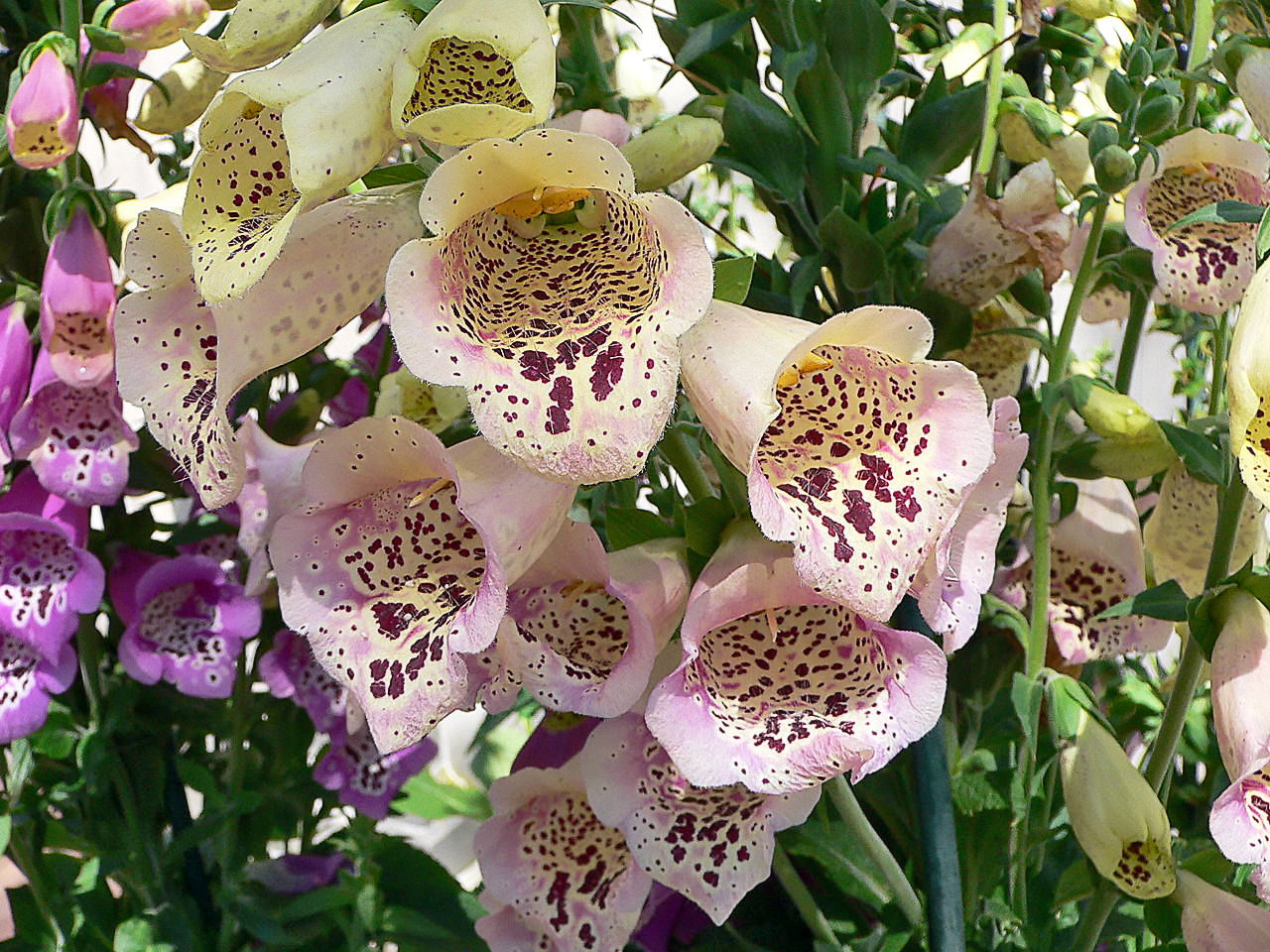
Gyűszűvirág (K)
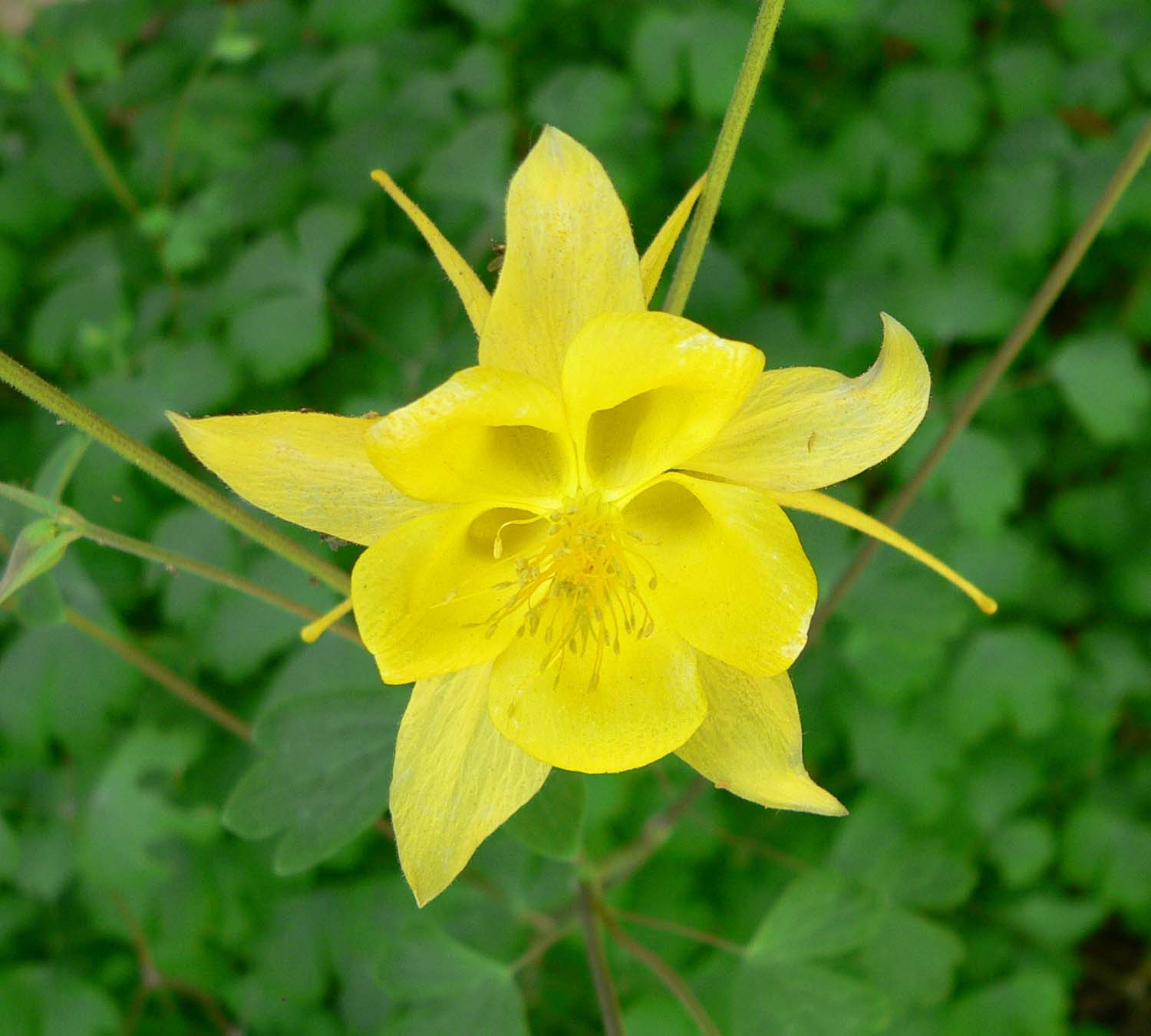
Harangláb
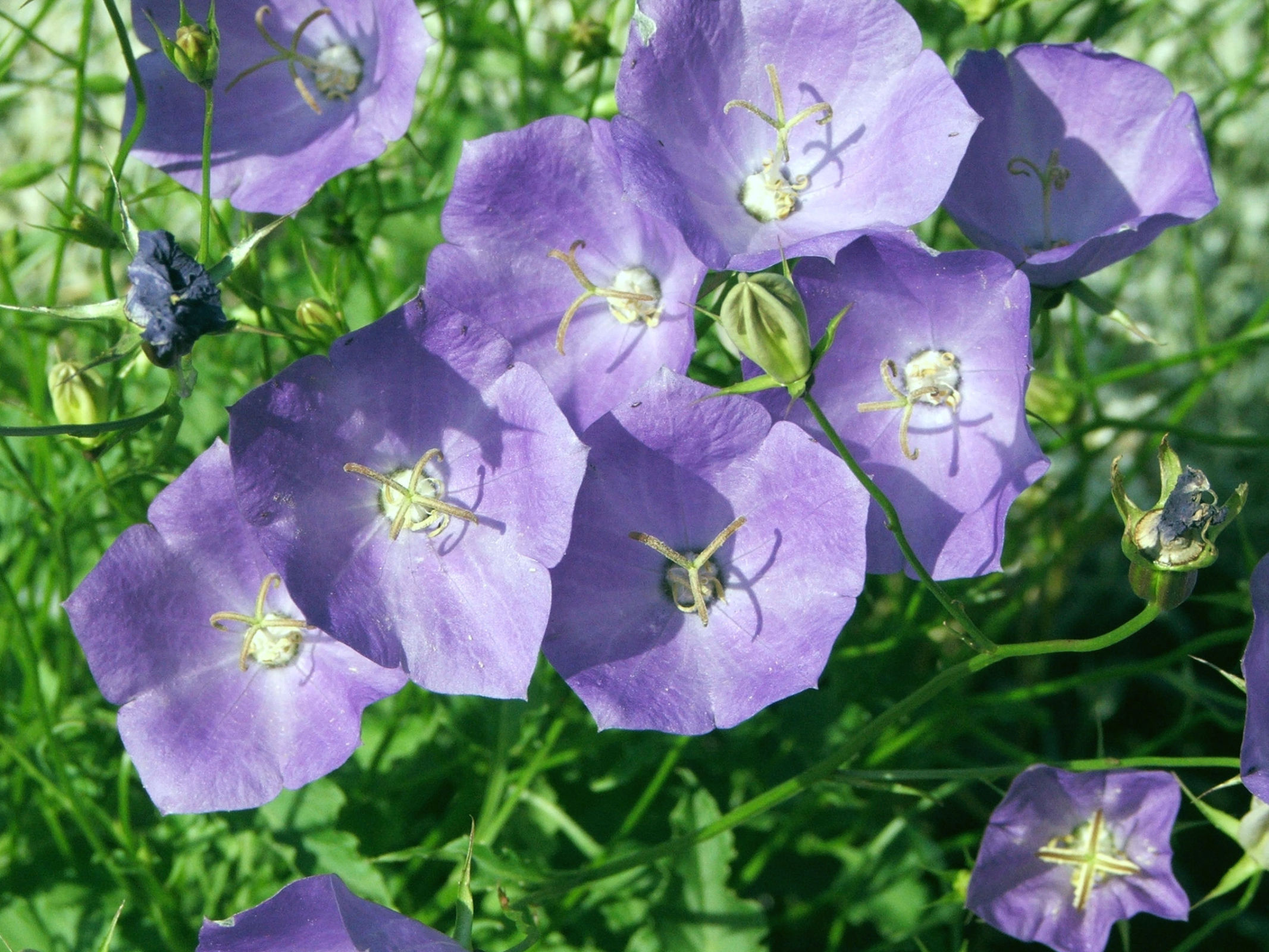
Kerti harangvirág
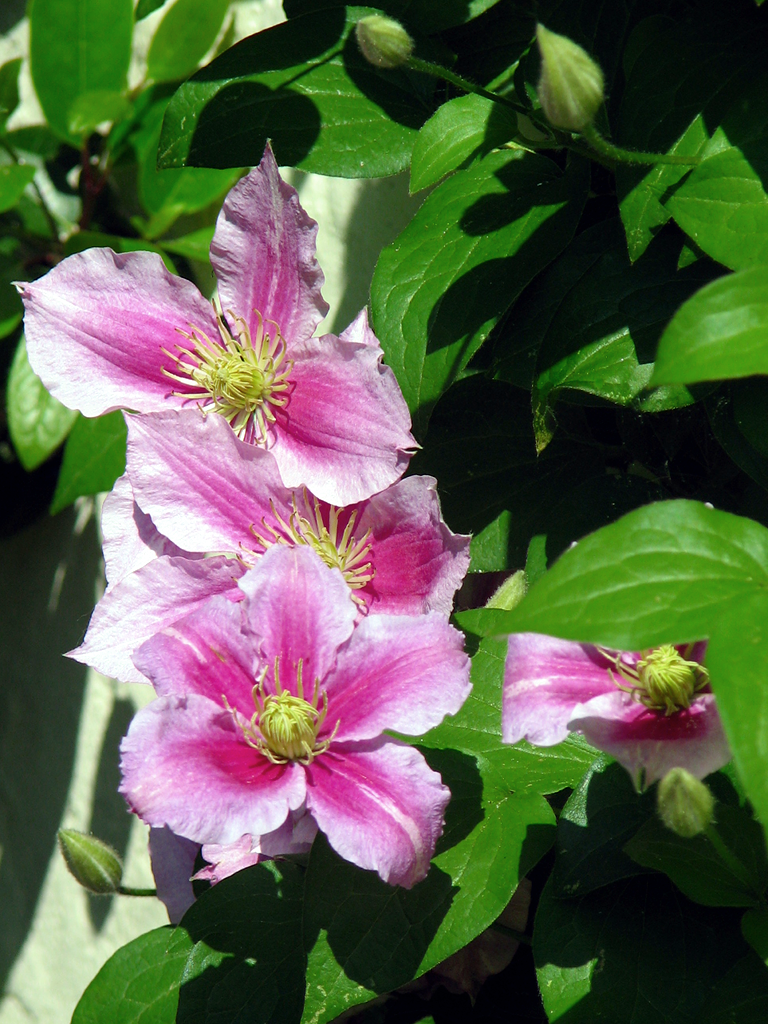
Iszalag/Klematisz
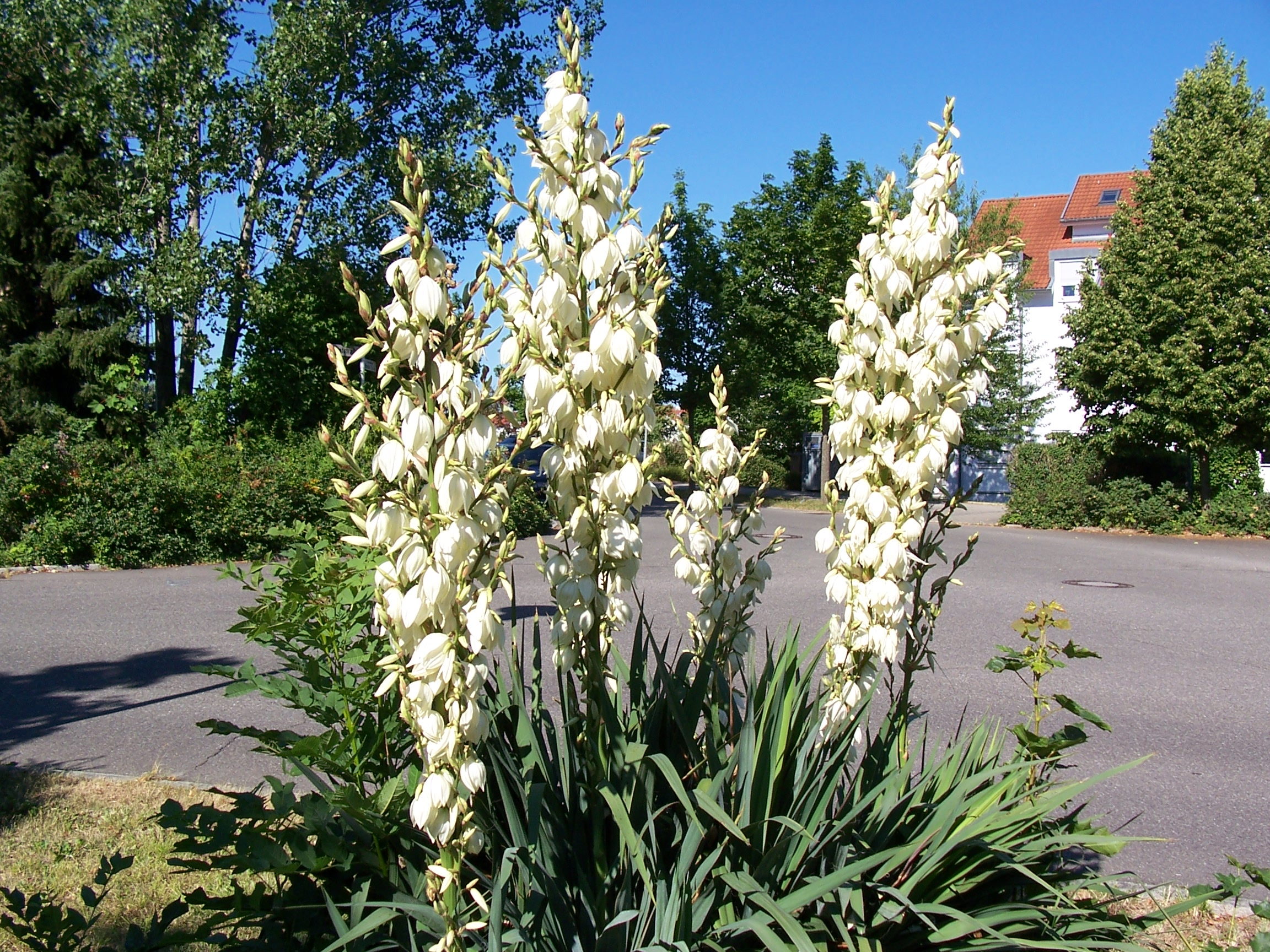
Jukka/Pálmaliliom
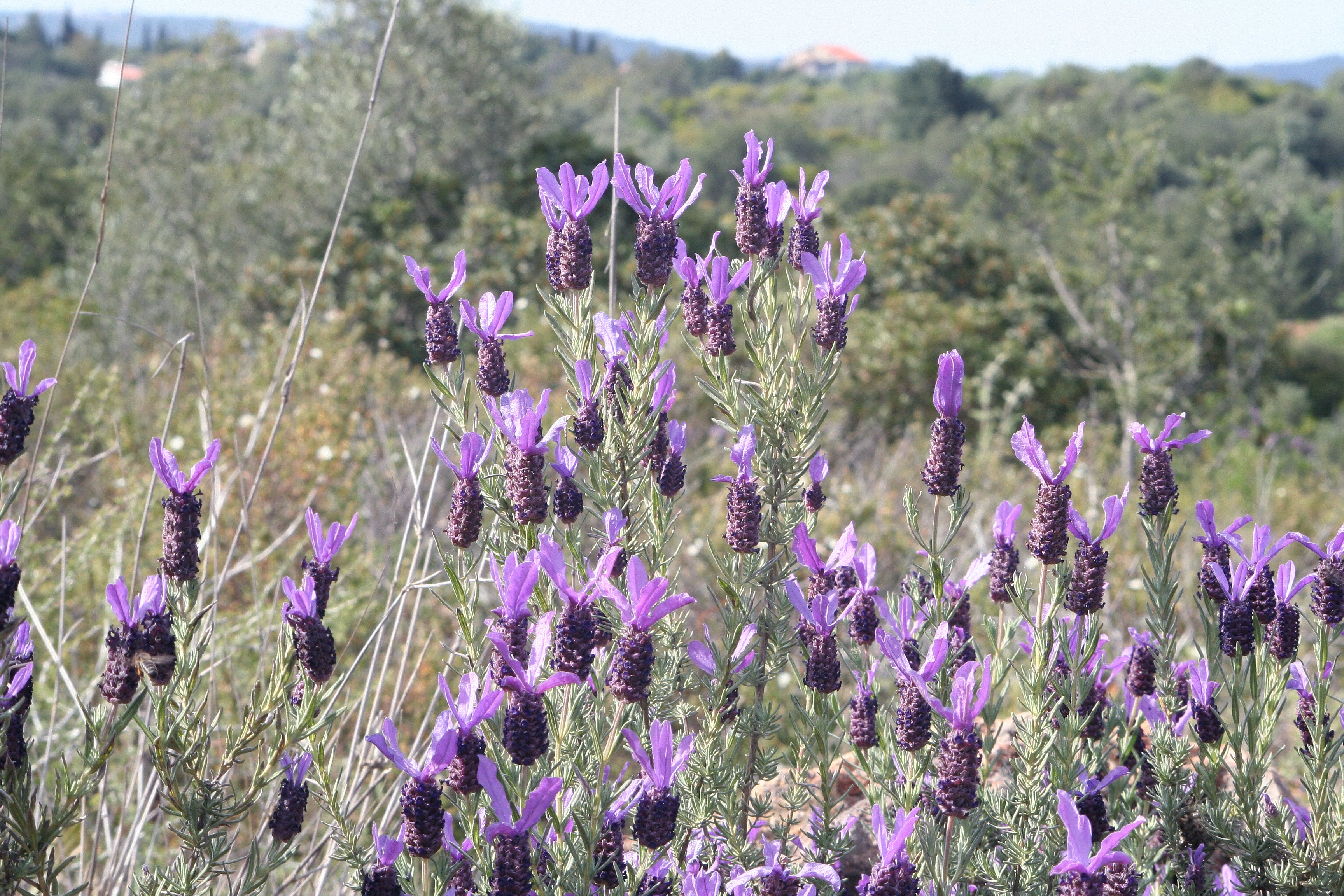
Közönséges levendula
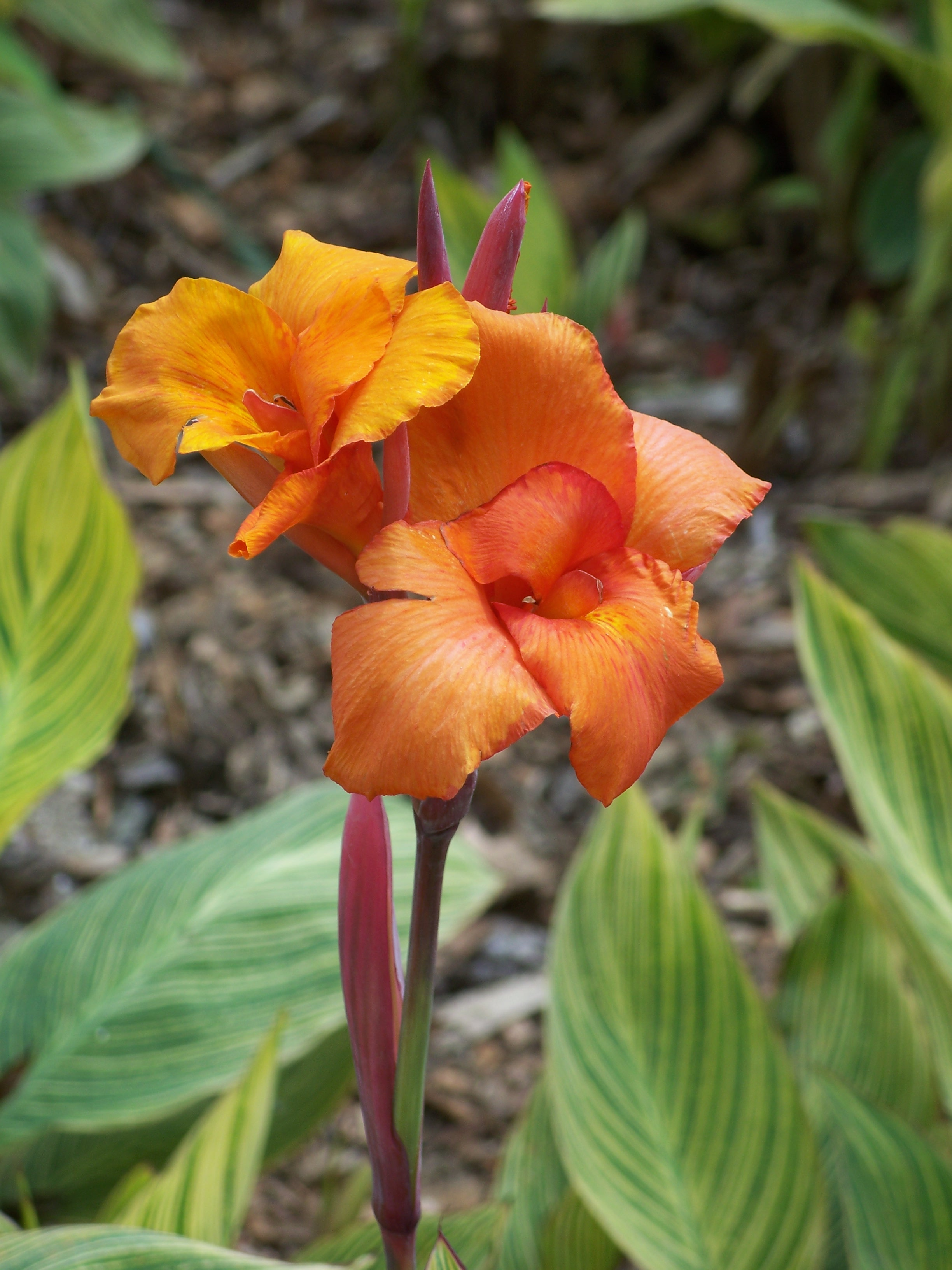
Kanna (GY)
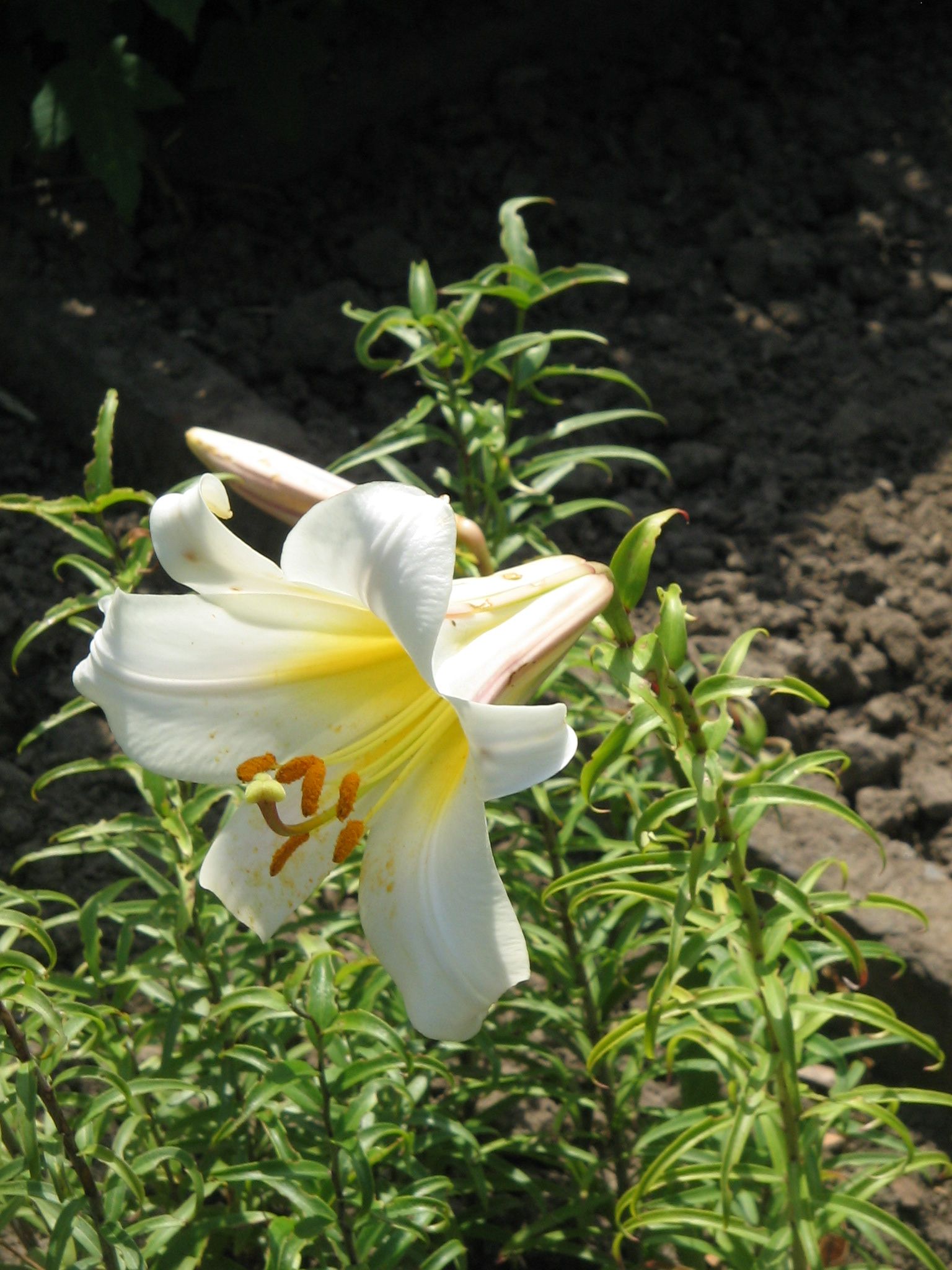
Királyliliom (H)
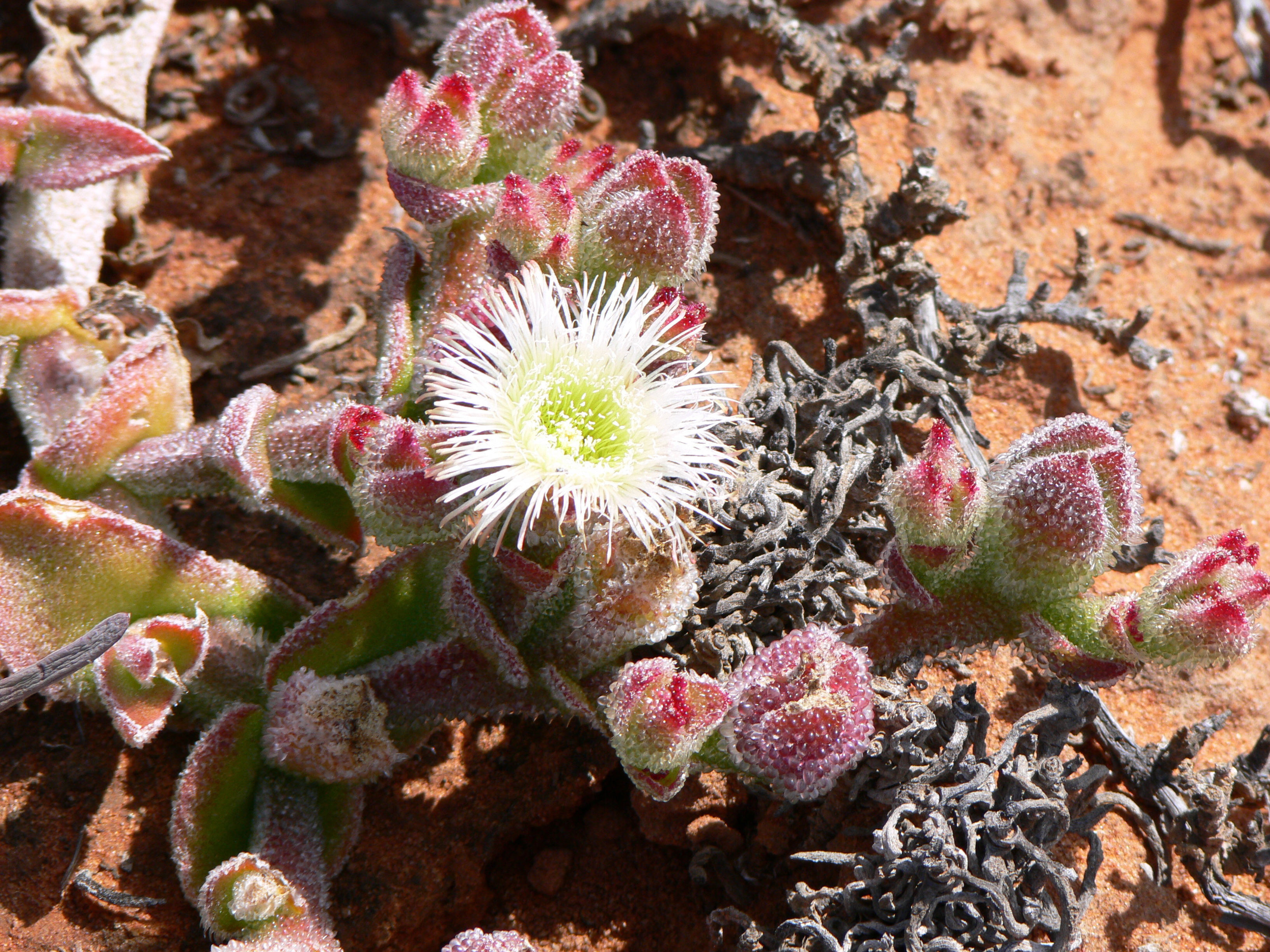
Kristályvirág
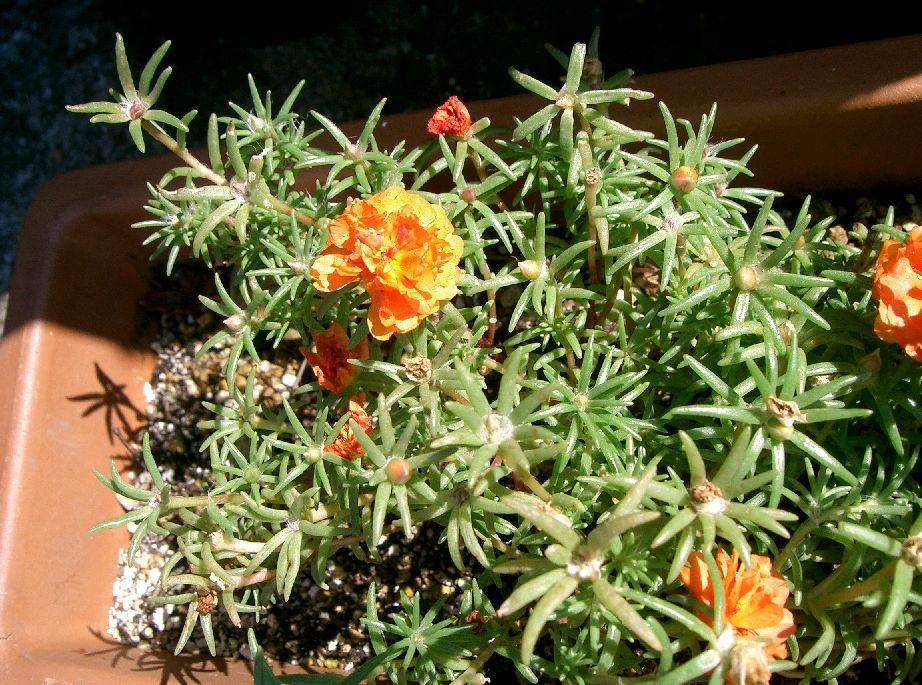
Porcsinrózsa (E)
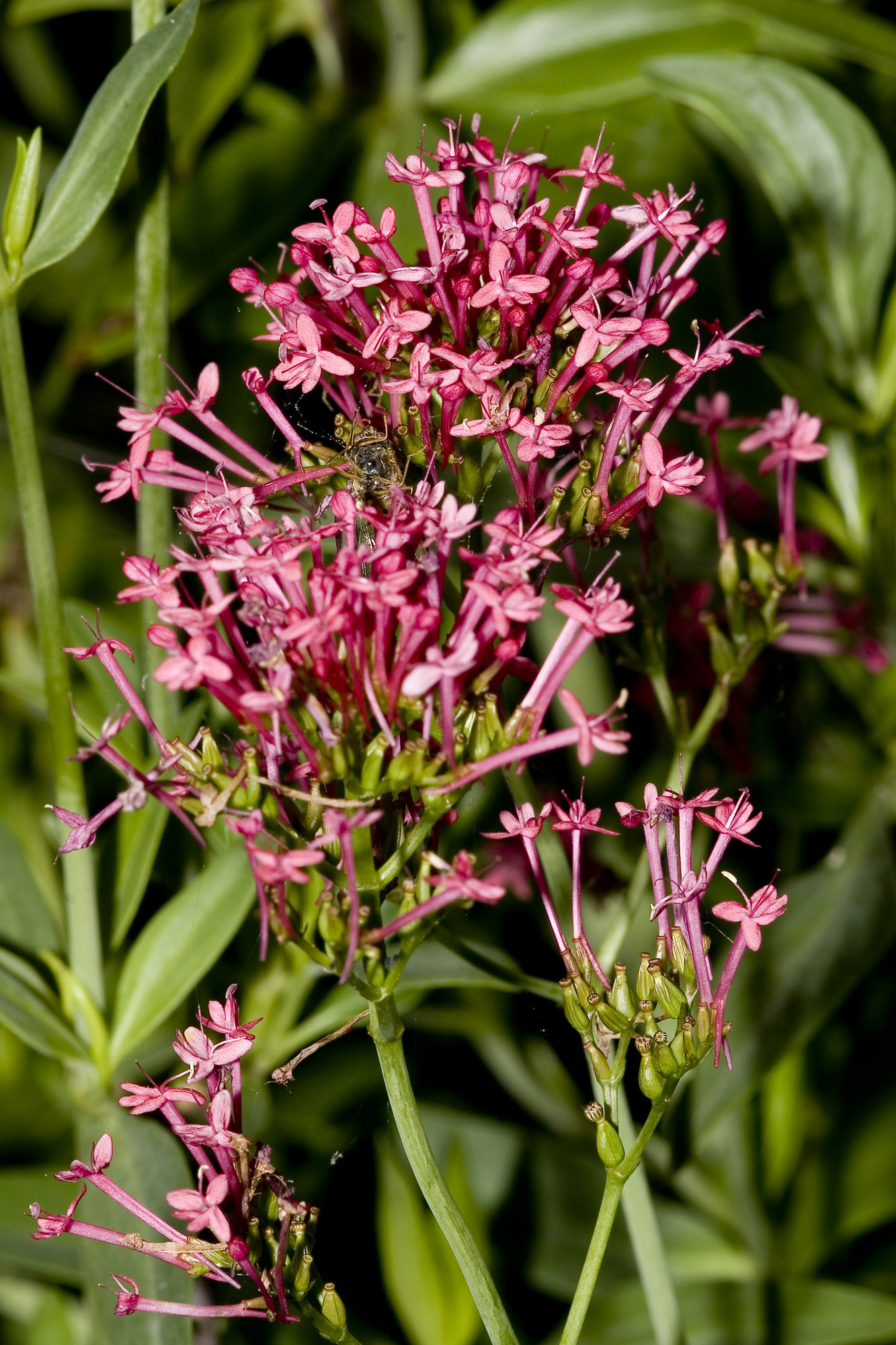
Sarkantyúvirág
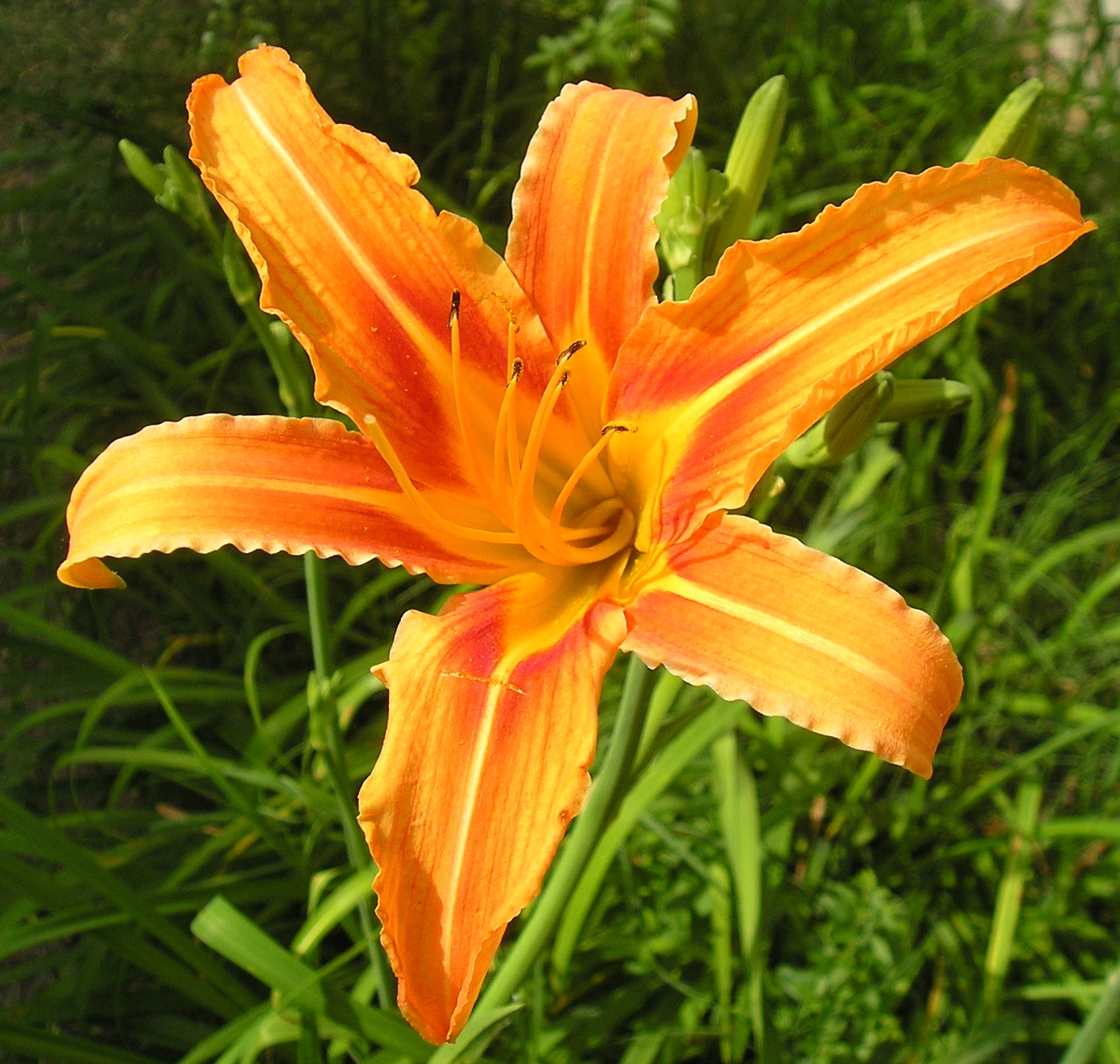
Sásliliom (GY)
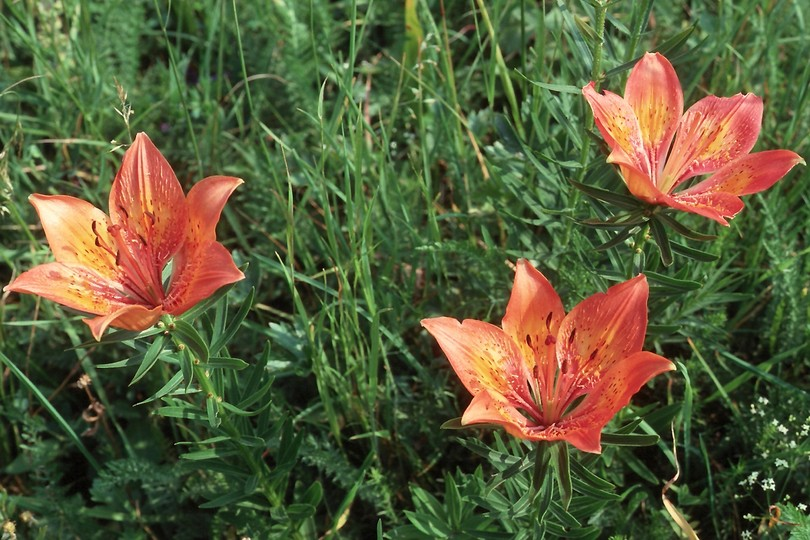
Tüzes liliom (H)
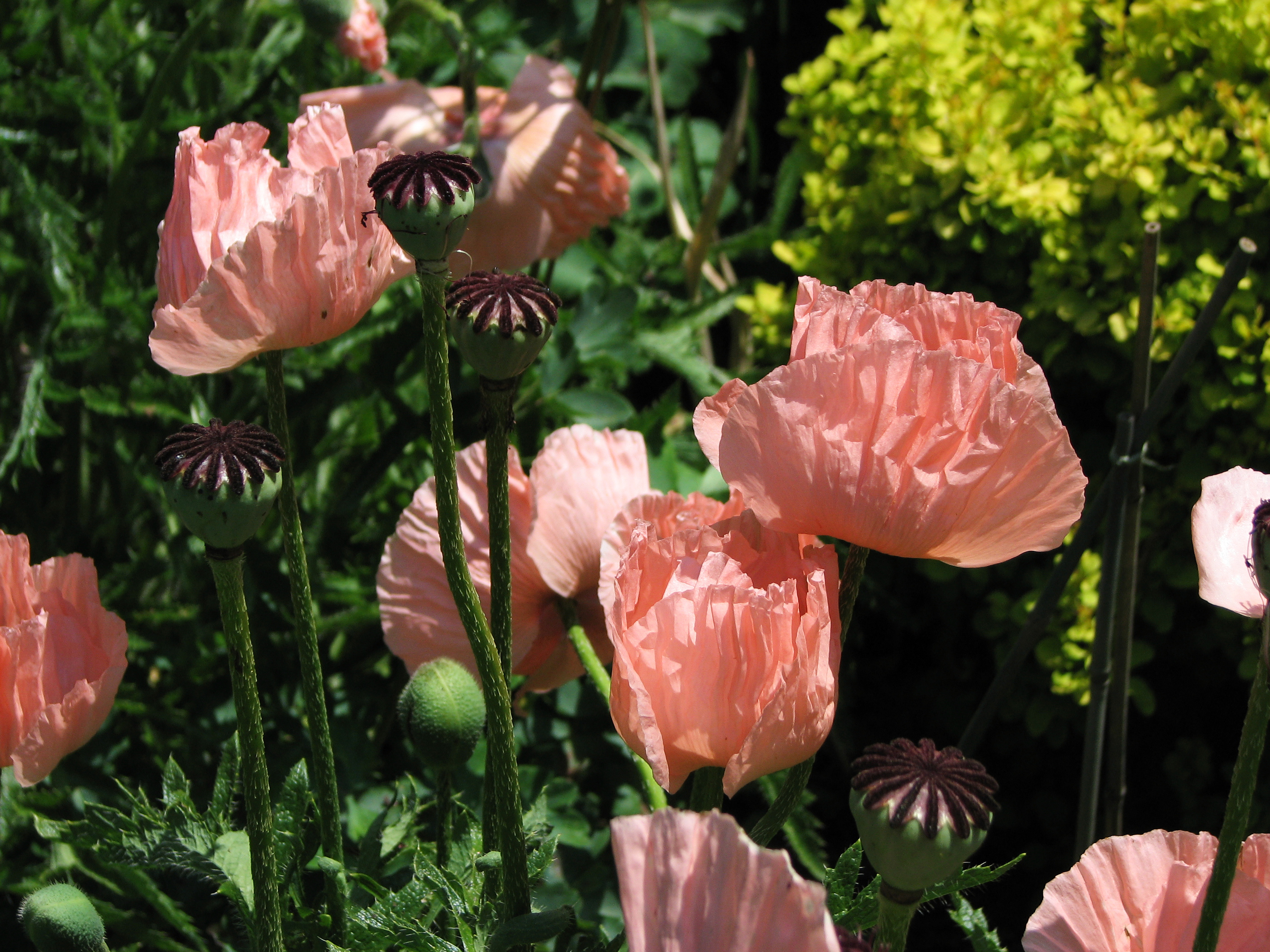
Keleti mák
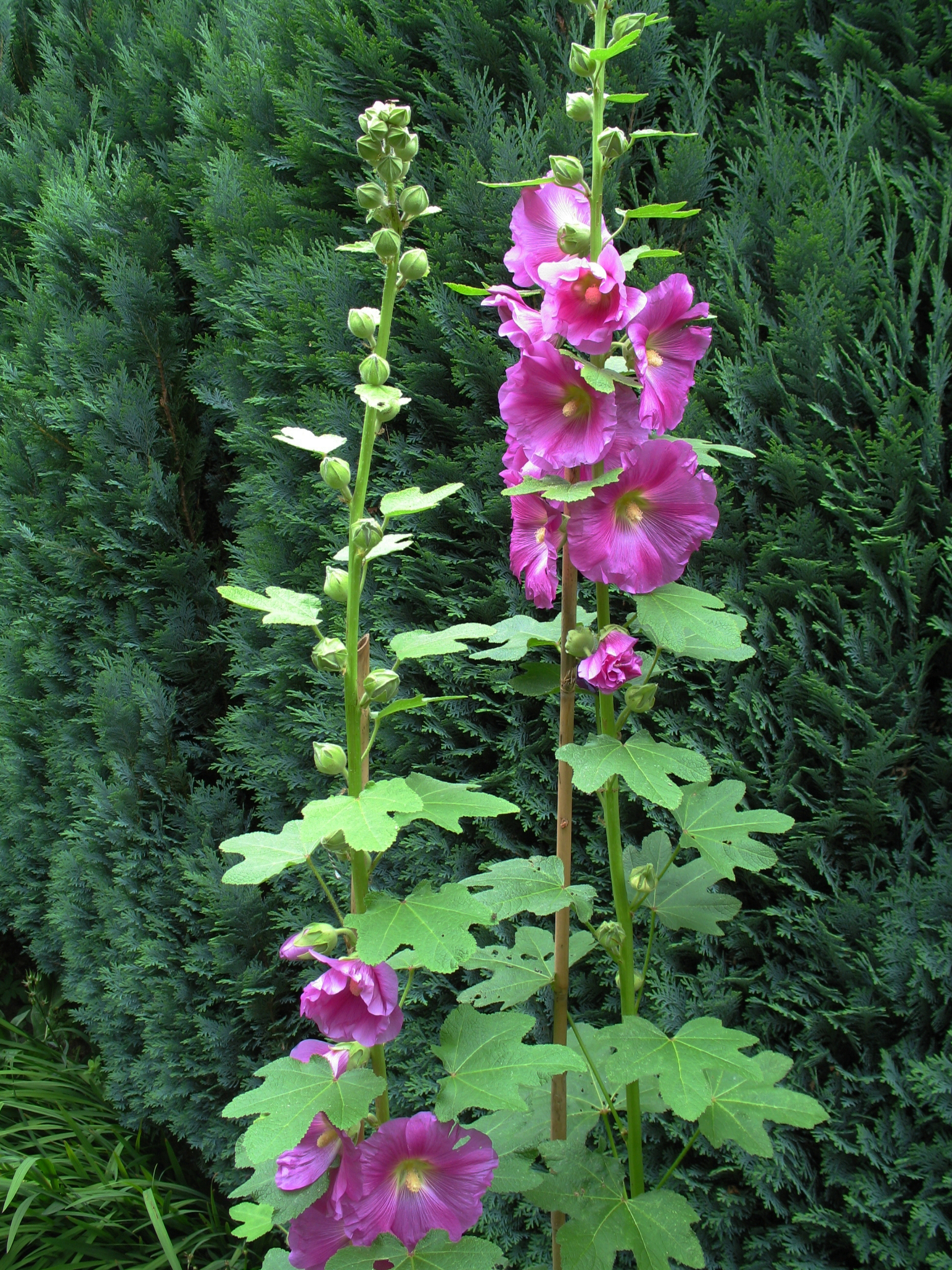
Mályvarózsa
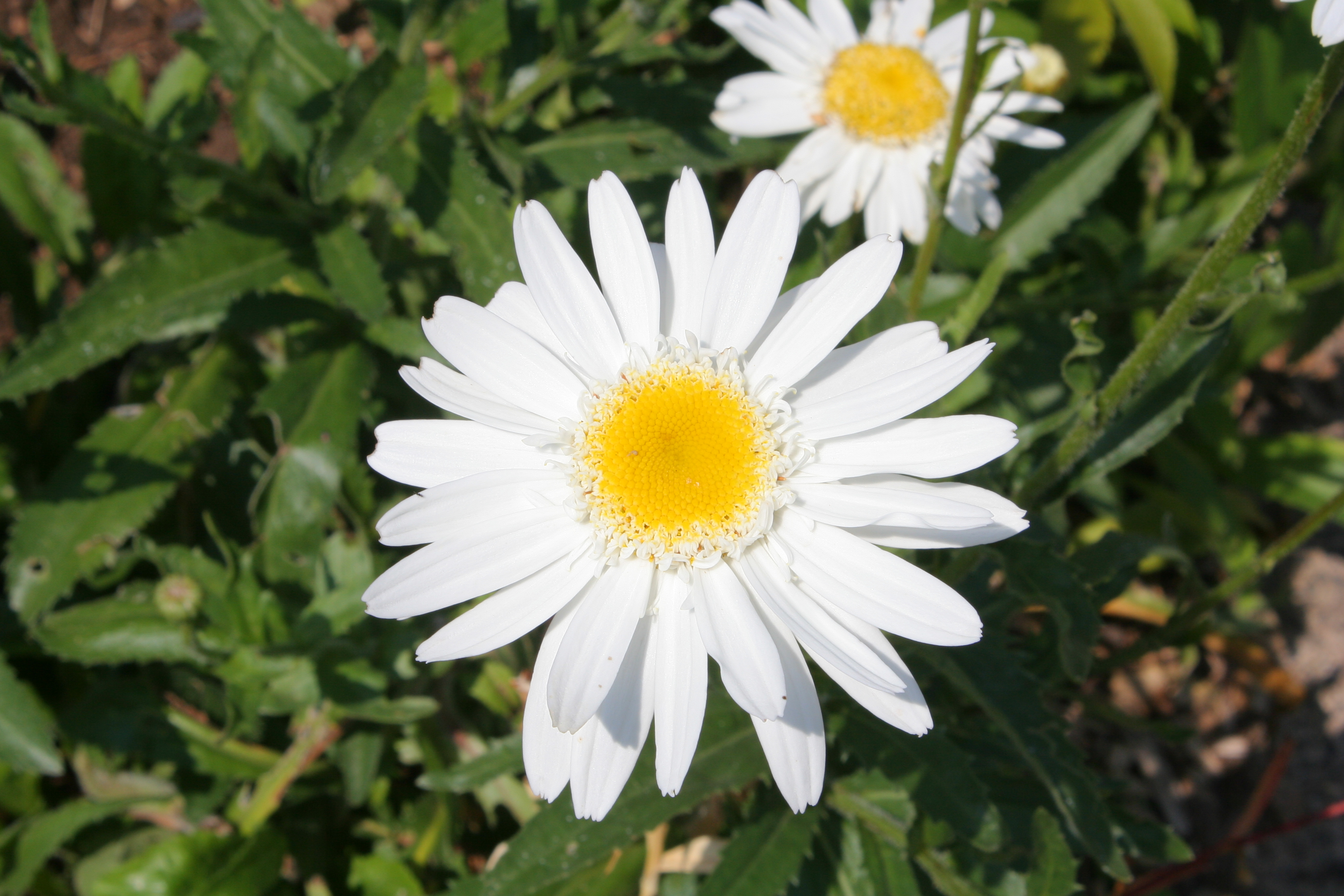
Réti margitvirág (GY)
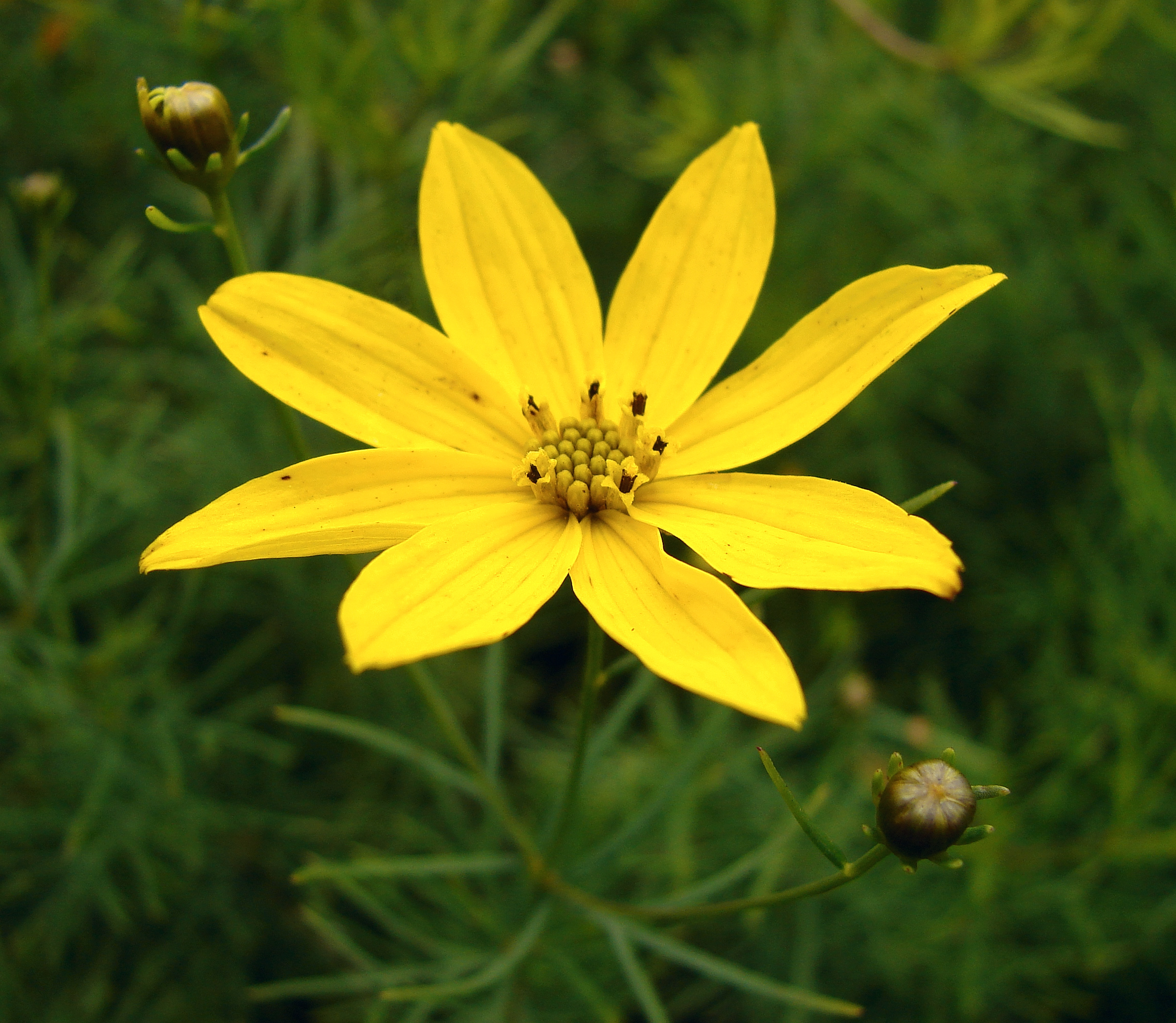
Menyecskeszem
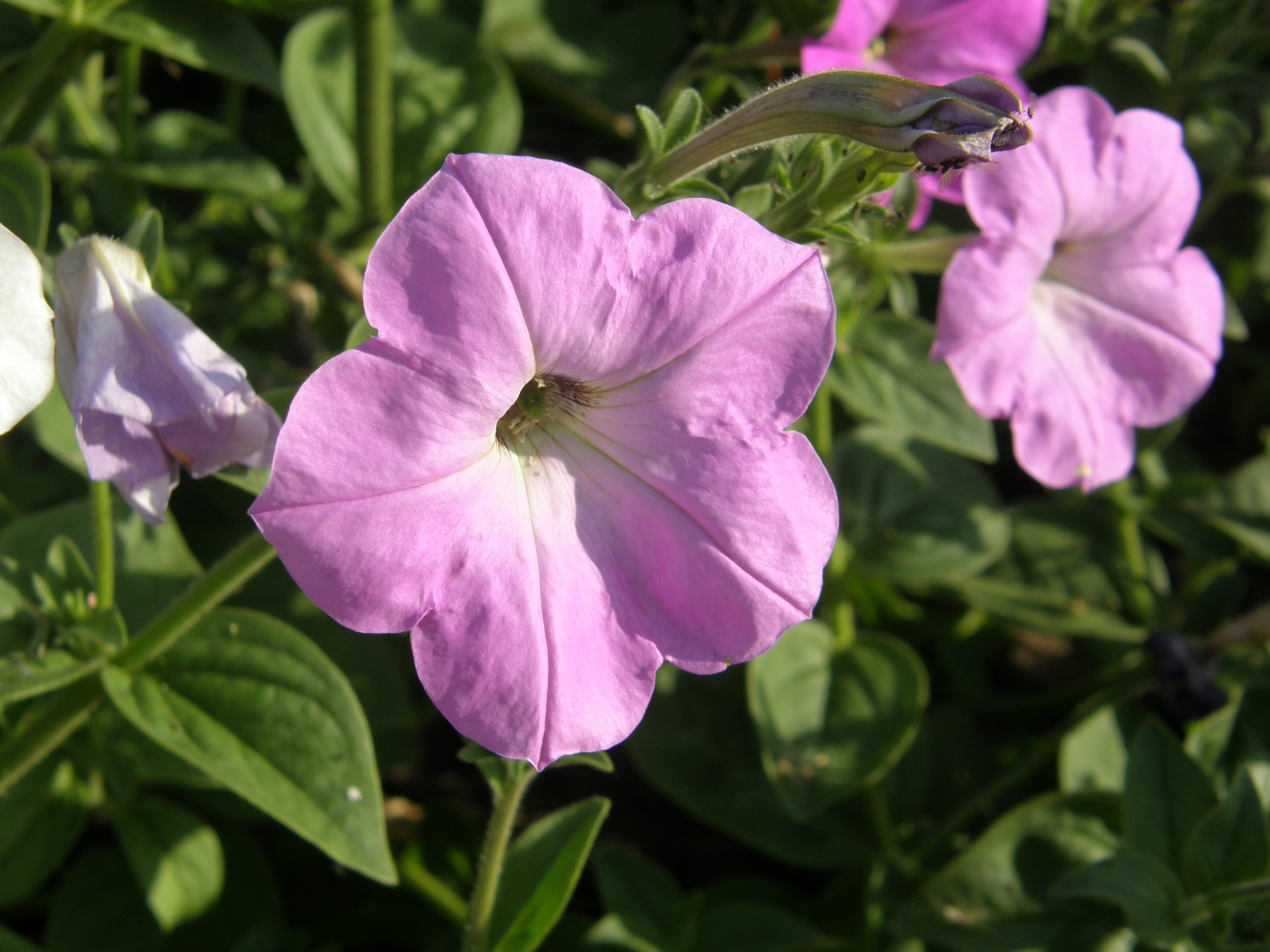
Petúnia
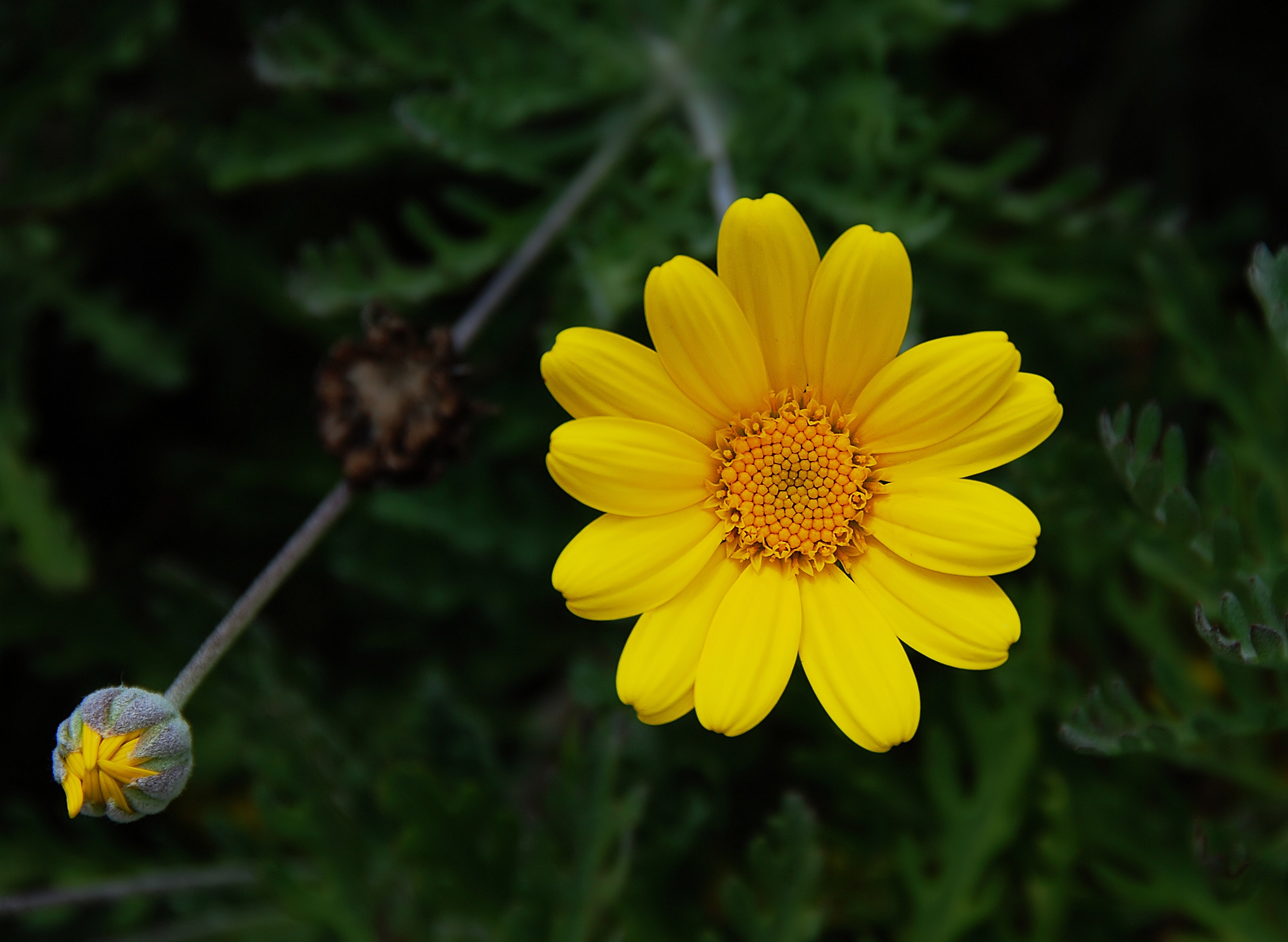
Pipitér
Rózsa
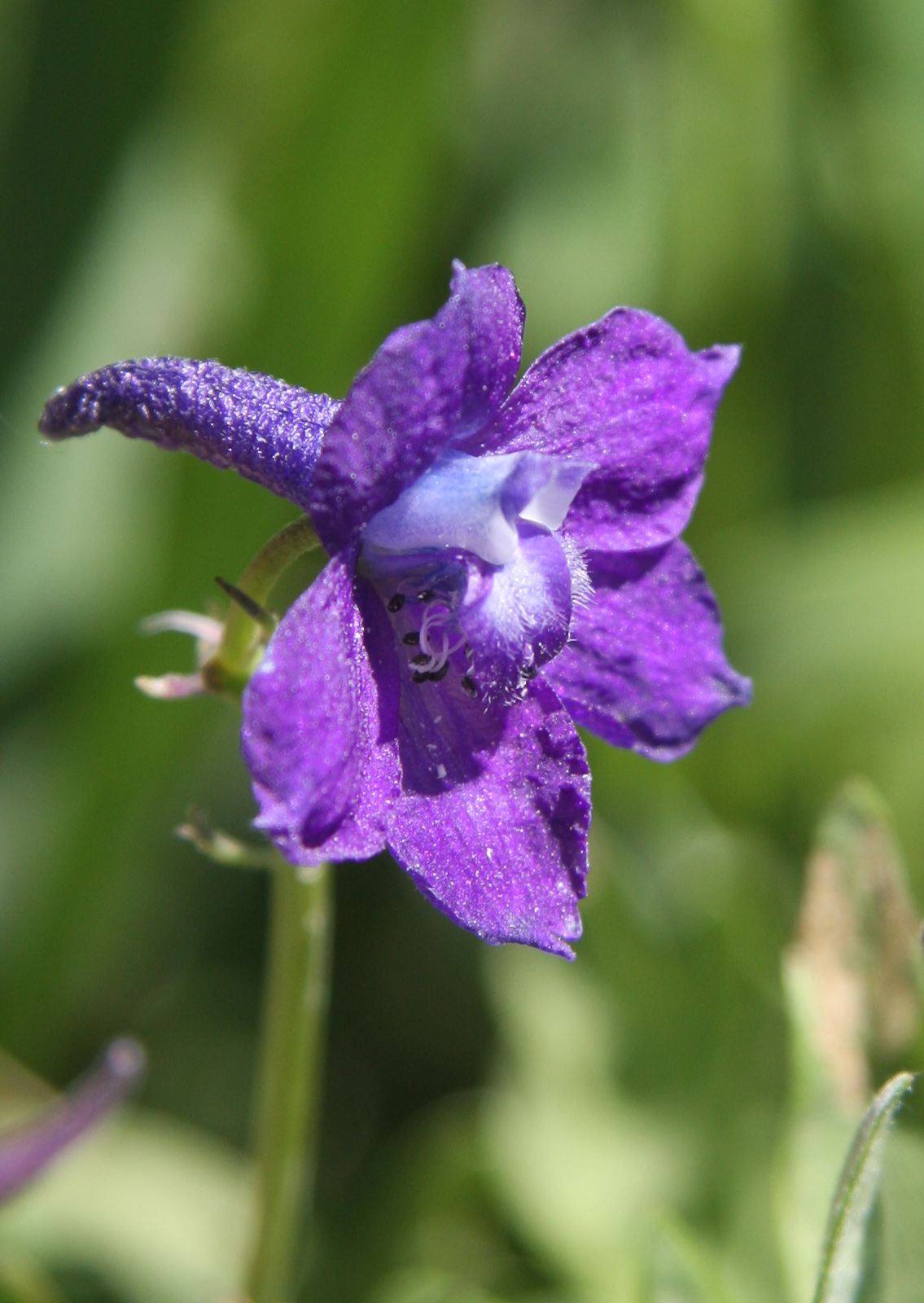
Kerti szarkaláb
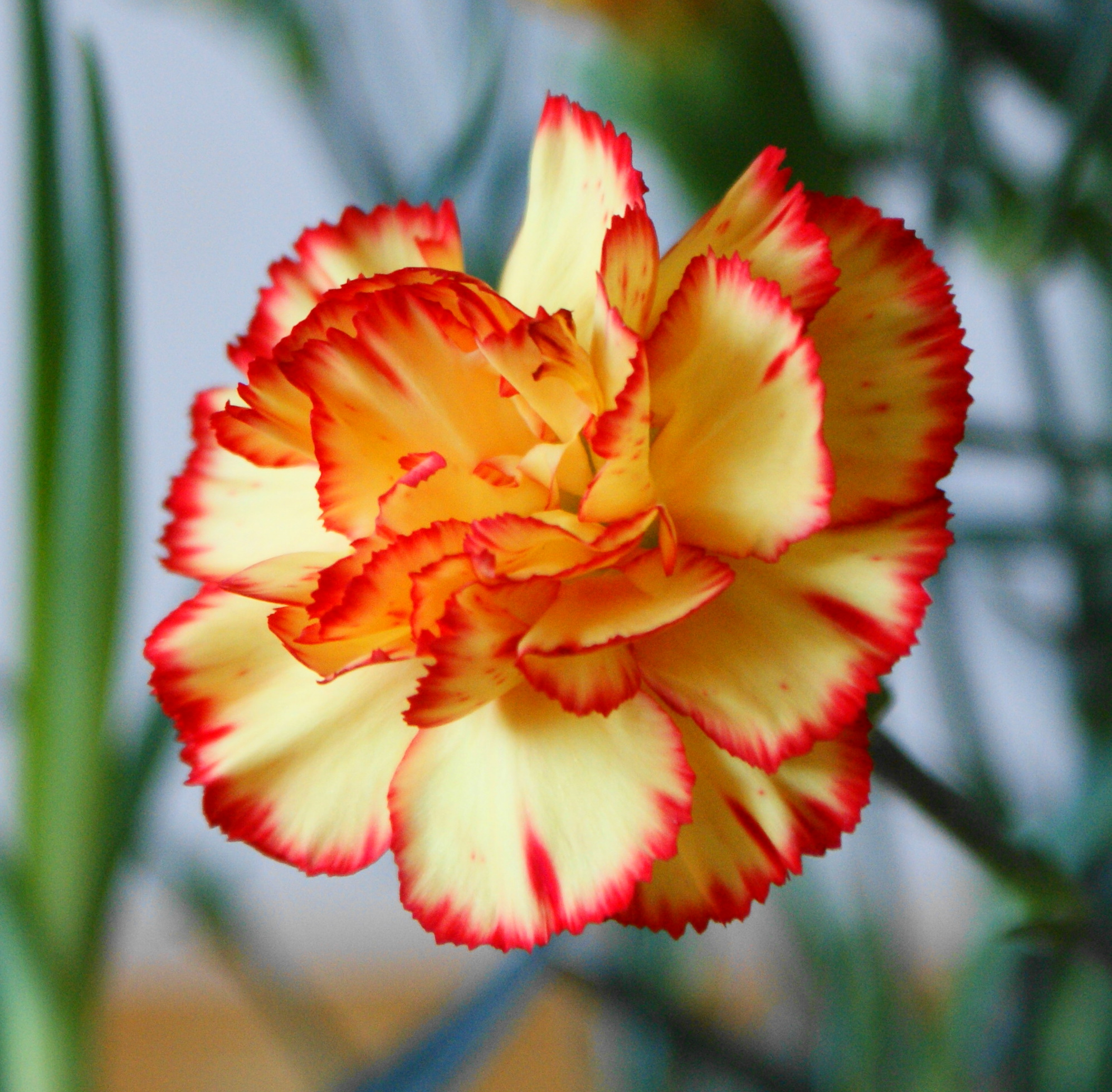
Kerti szegfű
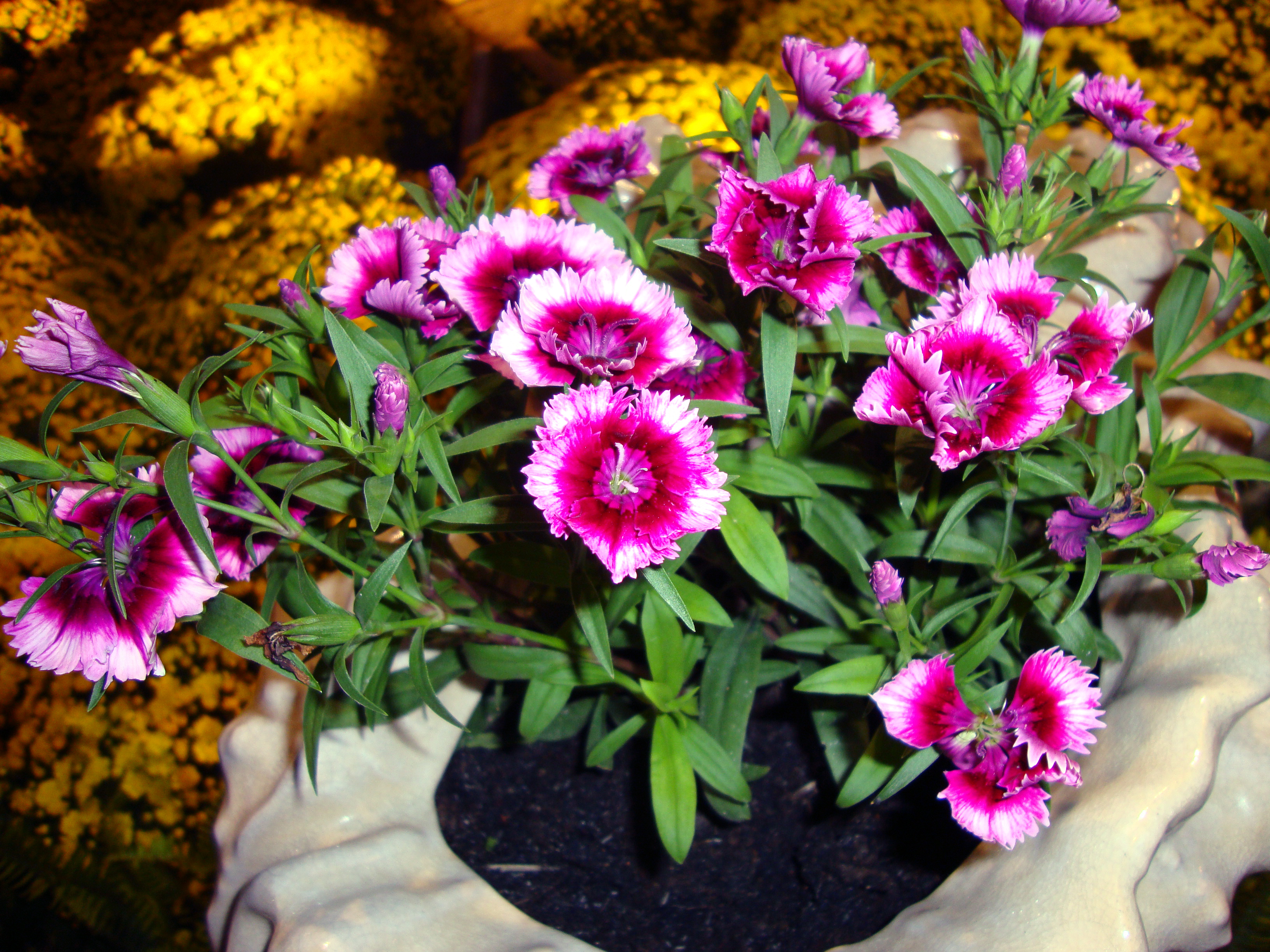
Kínai szegfű
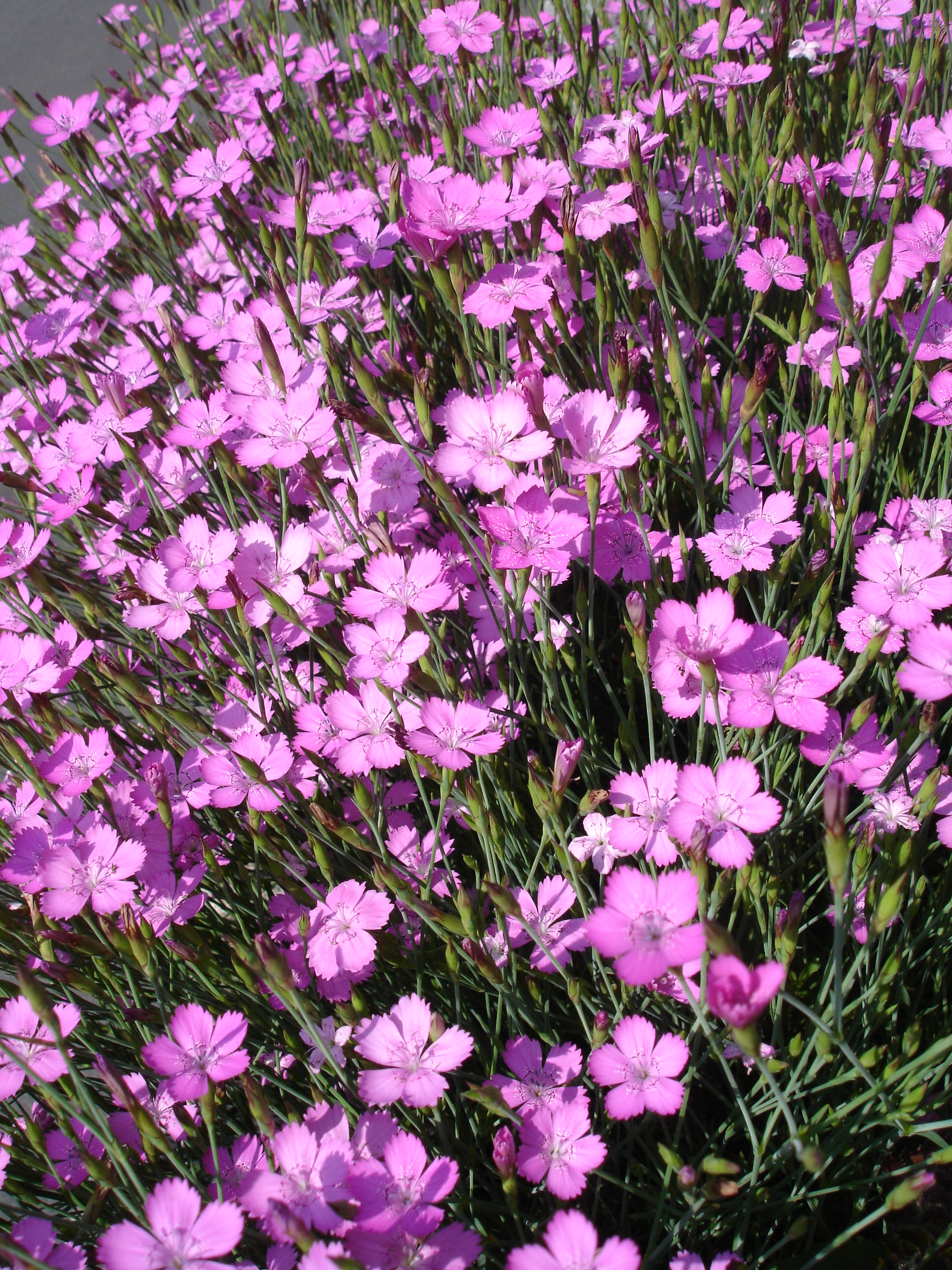
Mezei szegfű
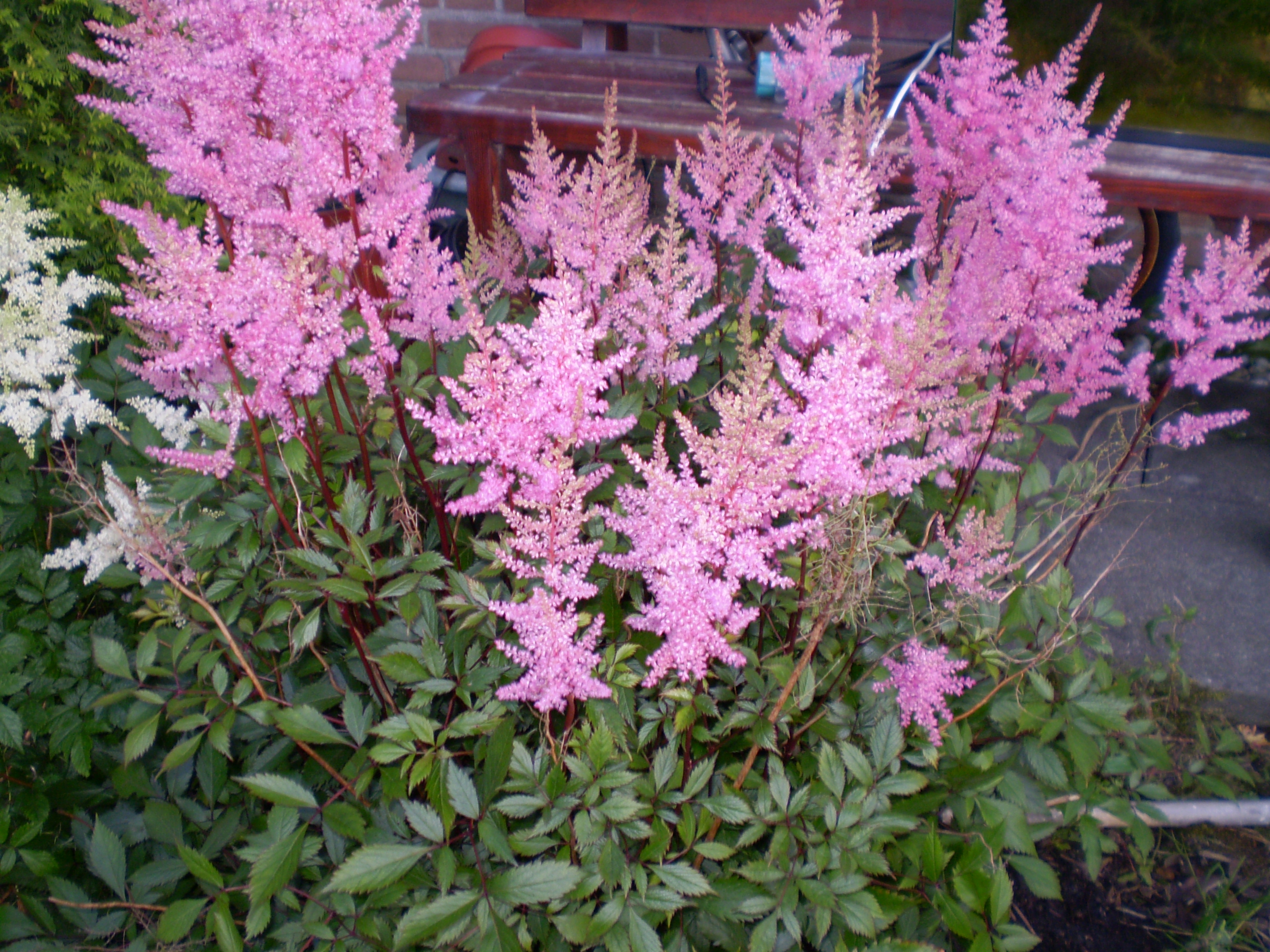
Japán tollbuga
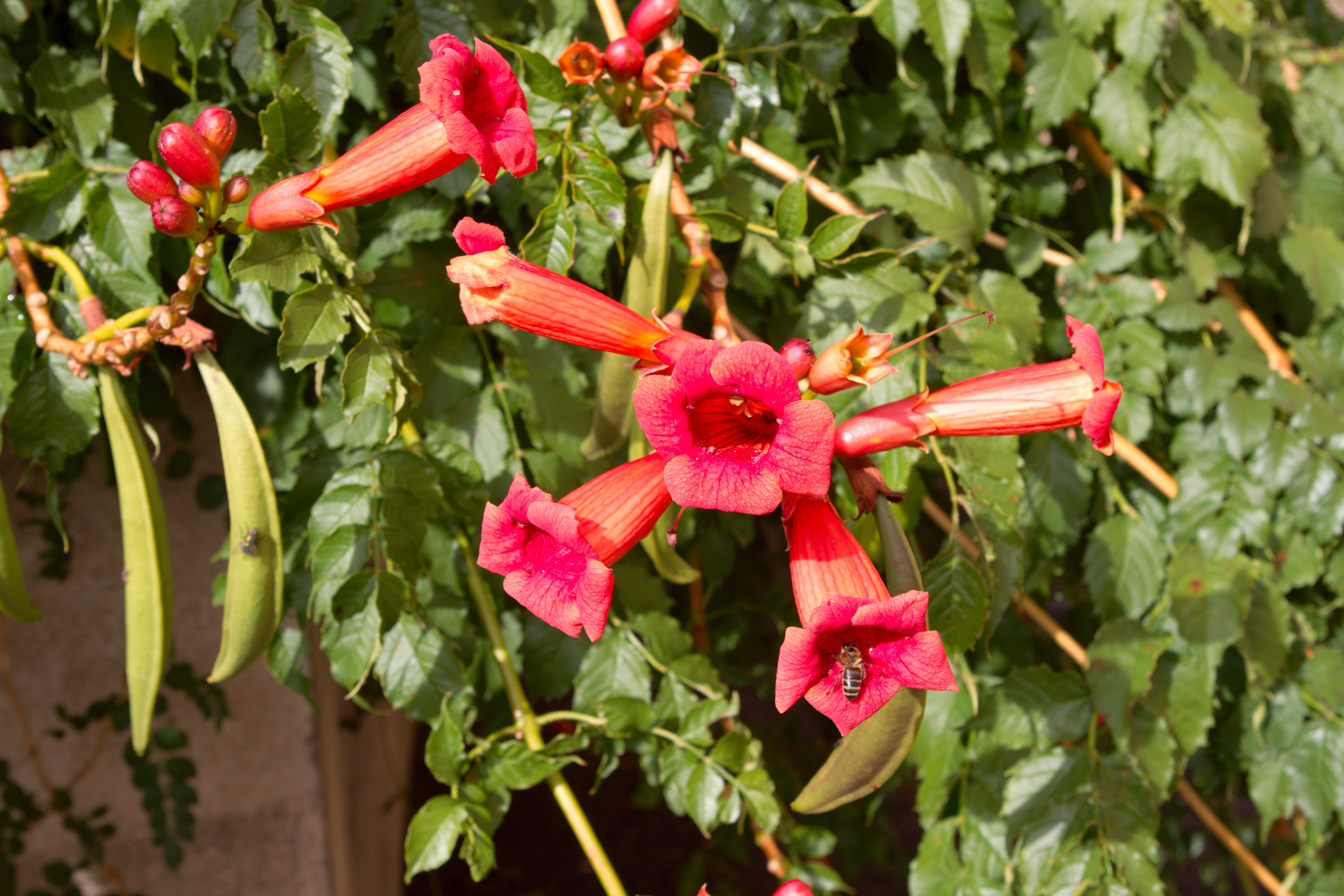
Trombitafolyondár
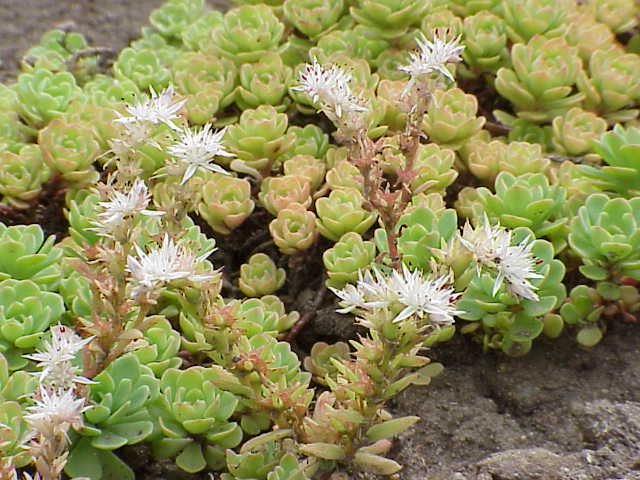
Varjúháj

### Július

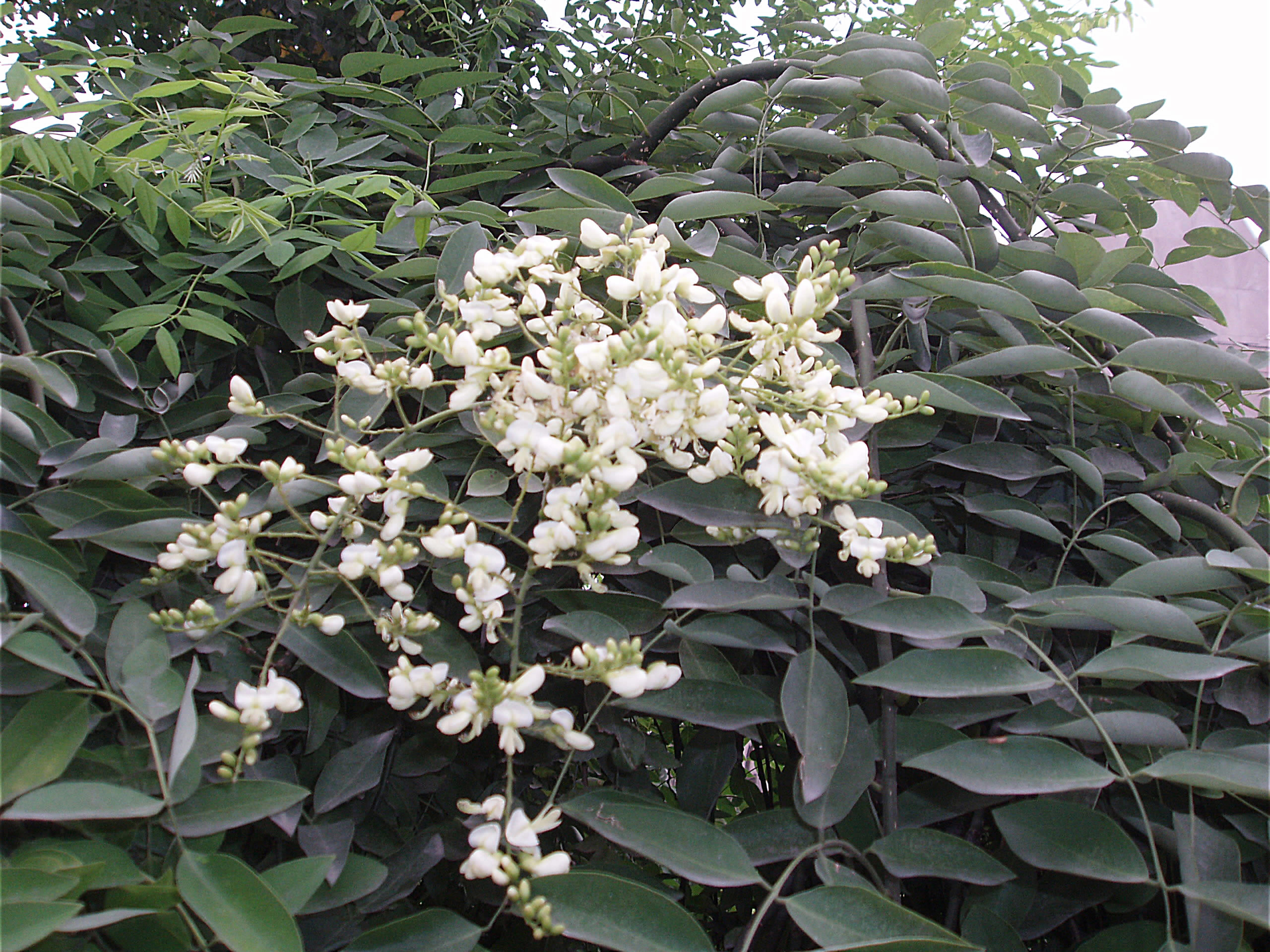
Közönséges pagodafa
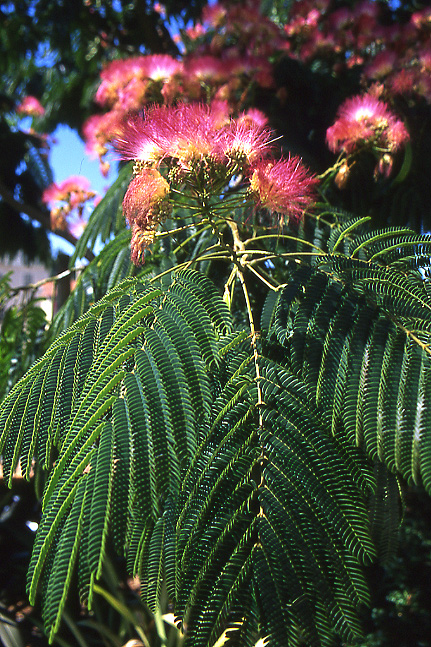
Perzsa selyemakác
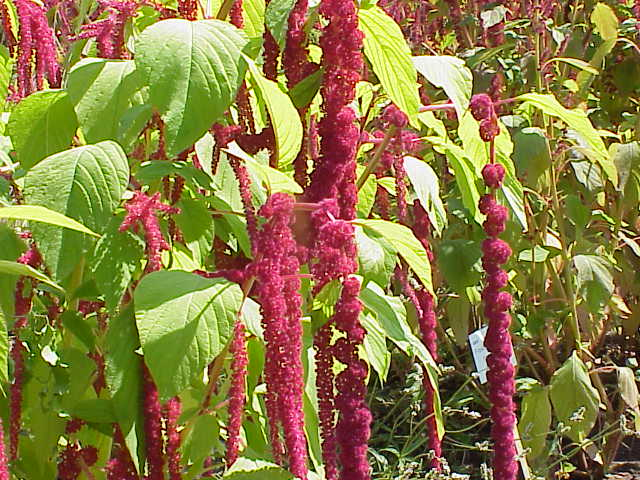
Bókoló amaránt
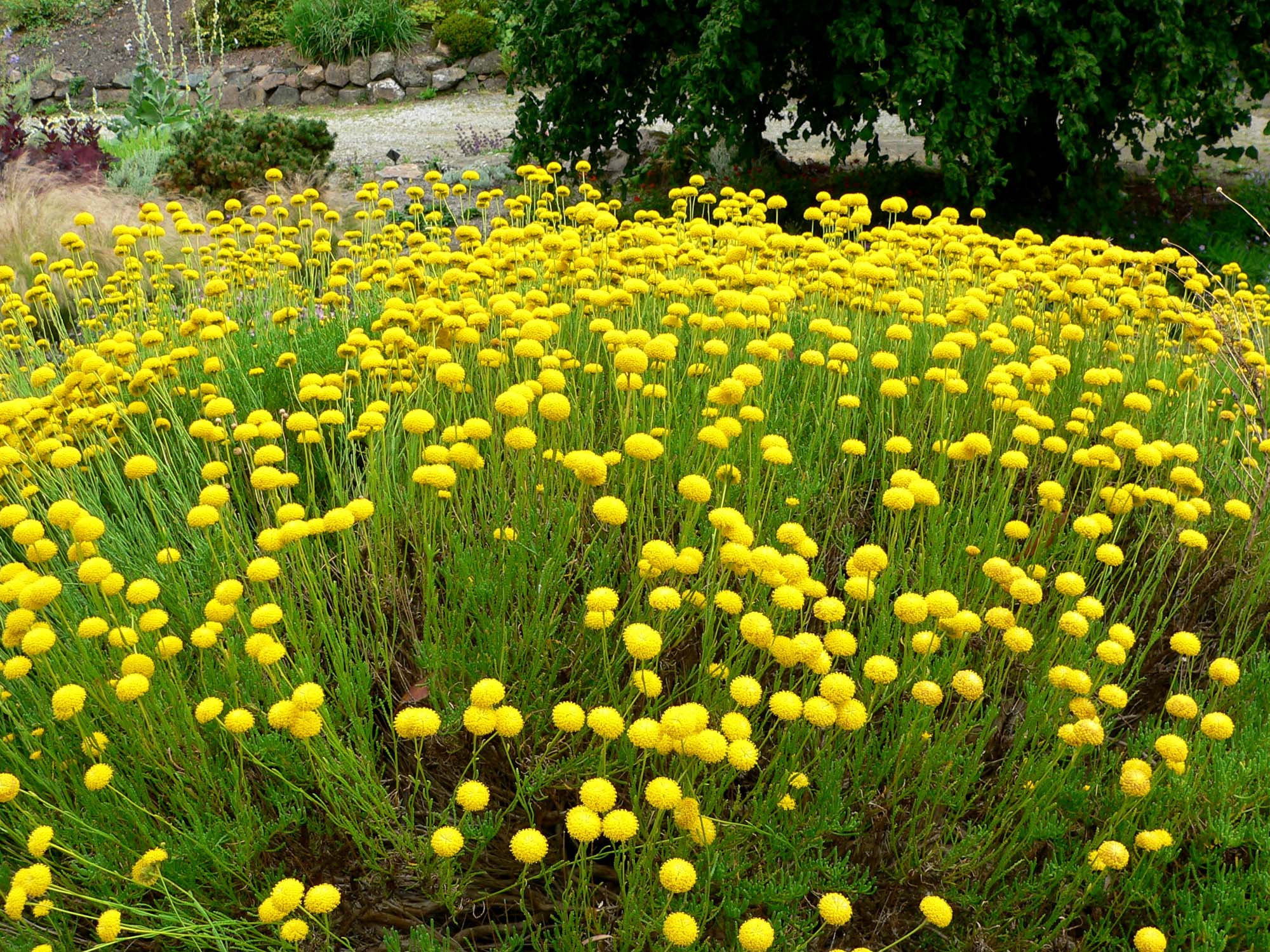
Cipruska
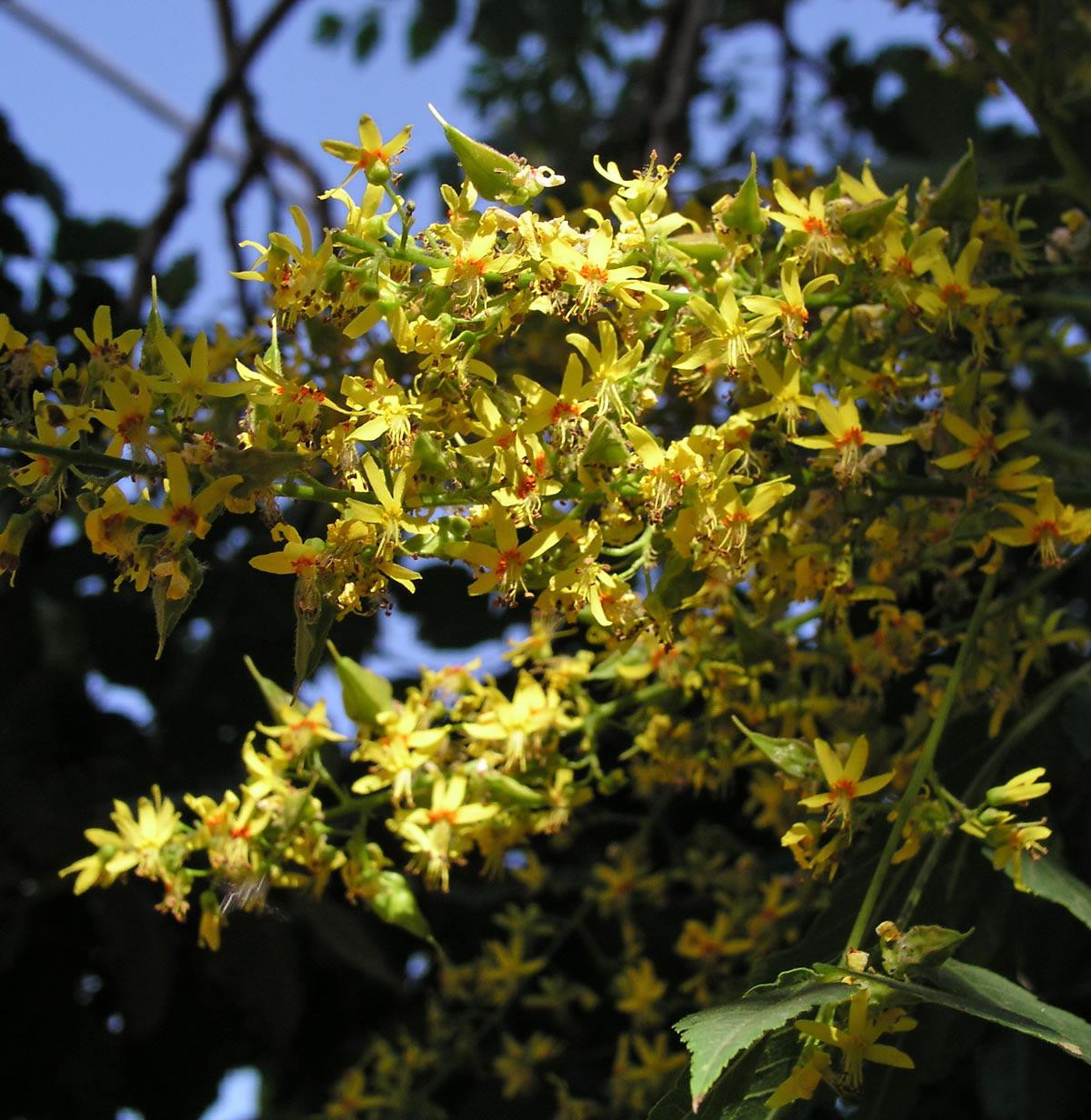
Bugás csörgőfa (GY)
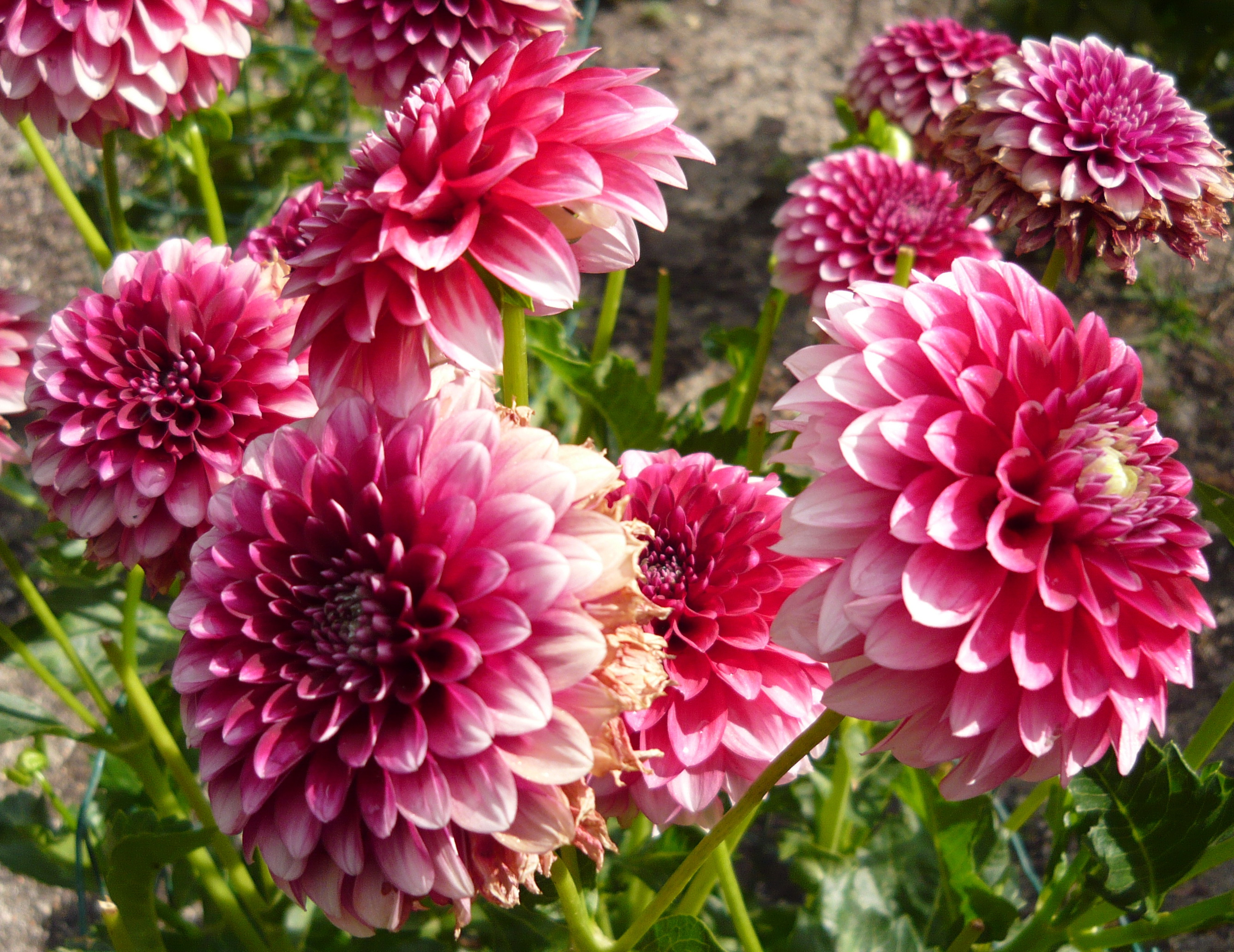
Dália
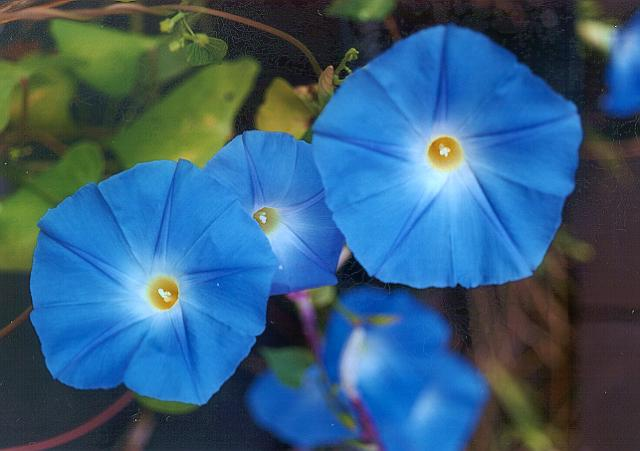
Hajnalka
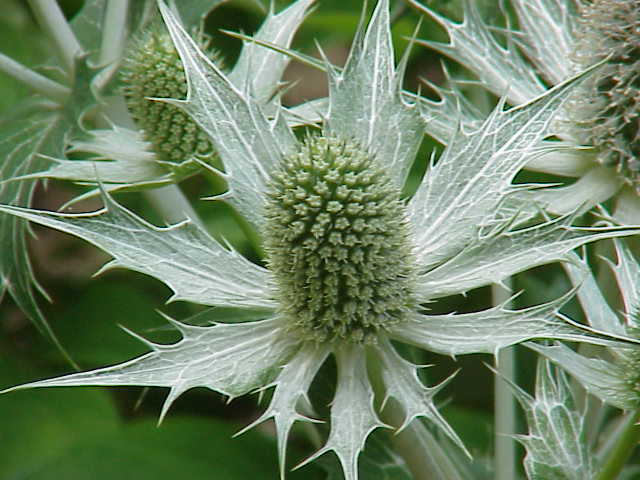
Óriás iringó
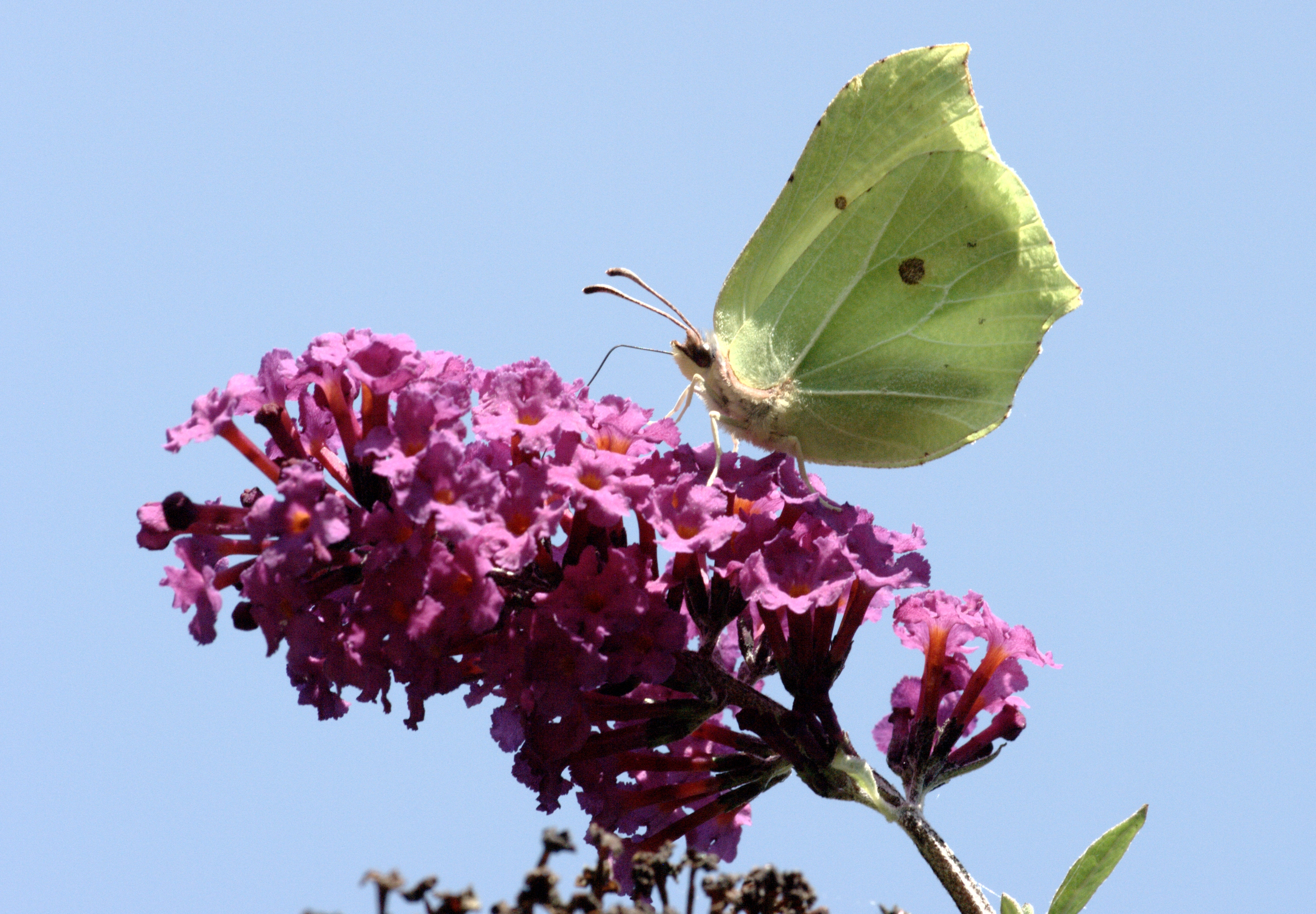
Nyáriorgona
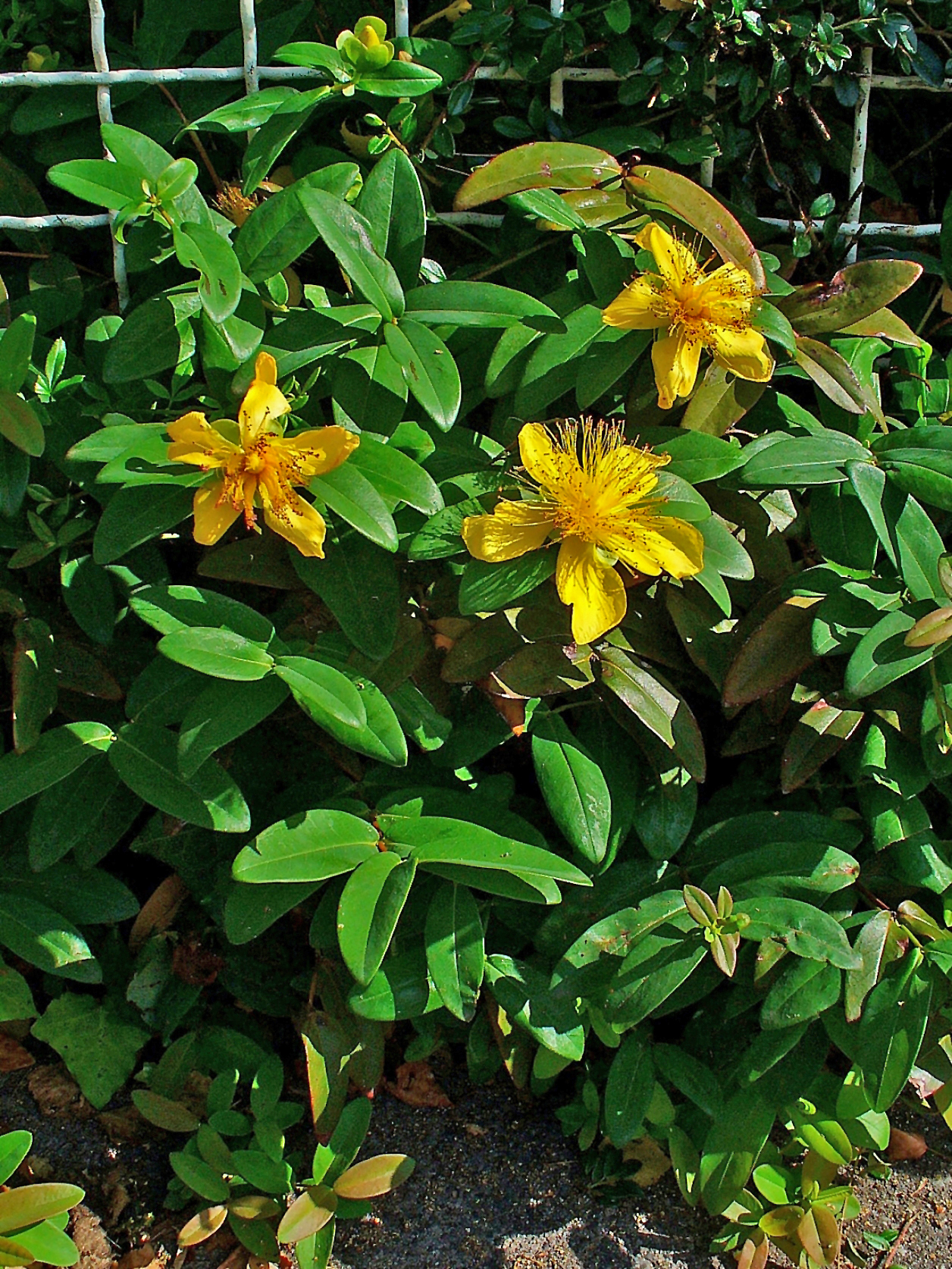
Örökzöld orbáncfű
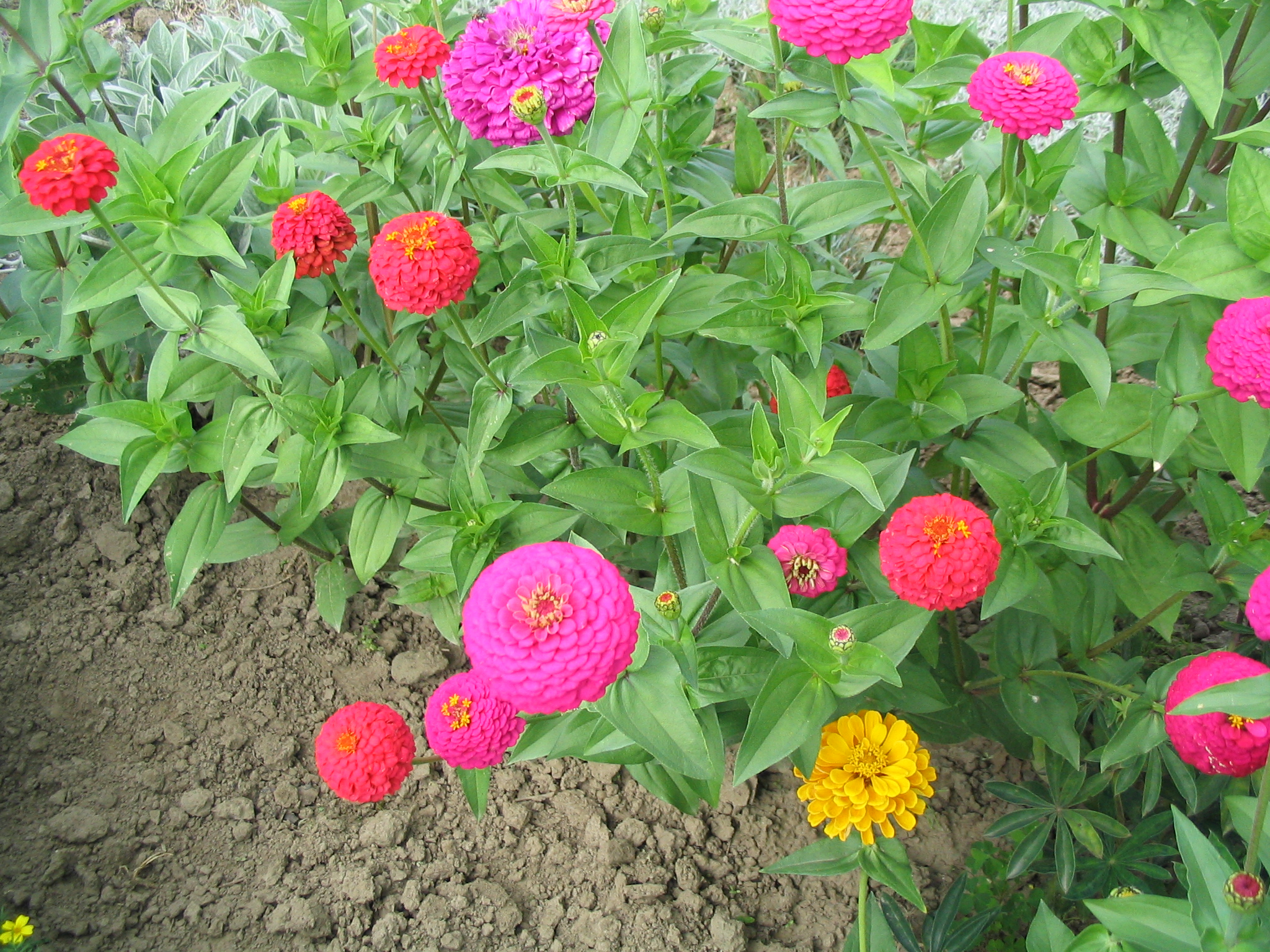
Legényrózsa/Rézvirág (E)
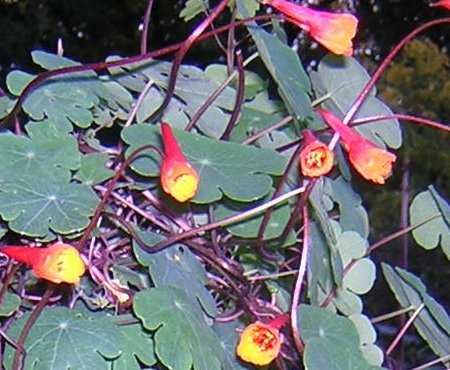
Gumós sarkantyúka (GY)
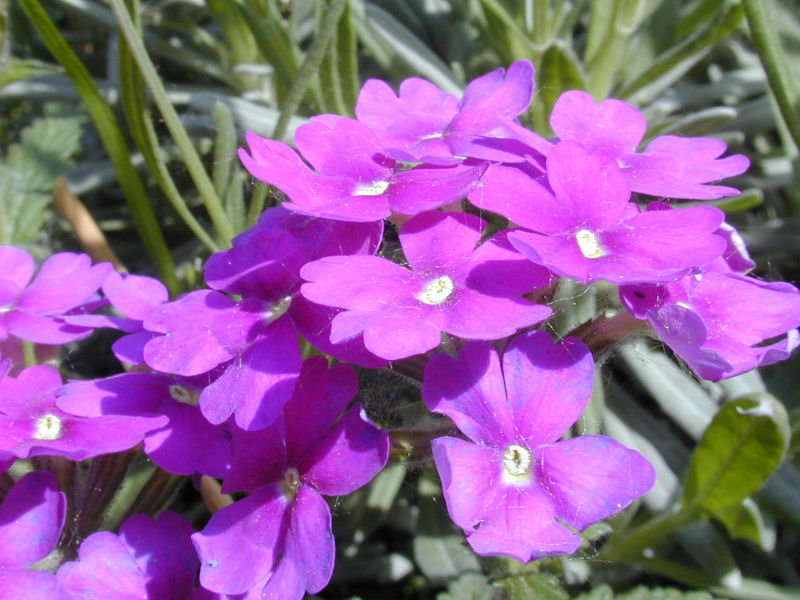
Vasfű/Verbéna

## Őszi virágok

### Augusztus

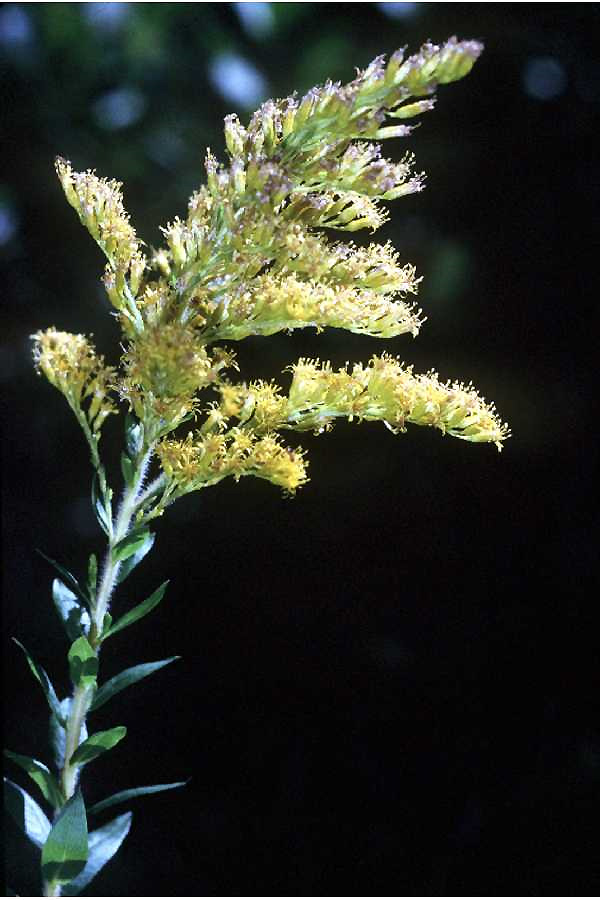
Aranyvessző (É)
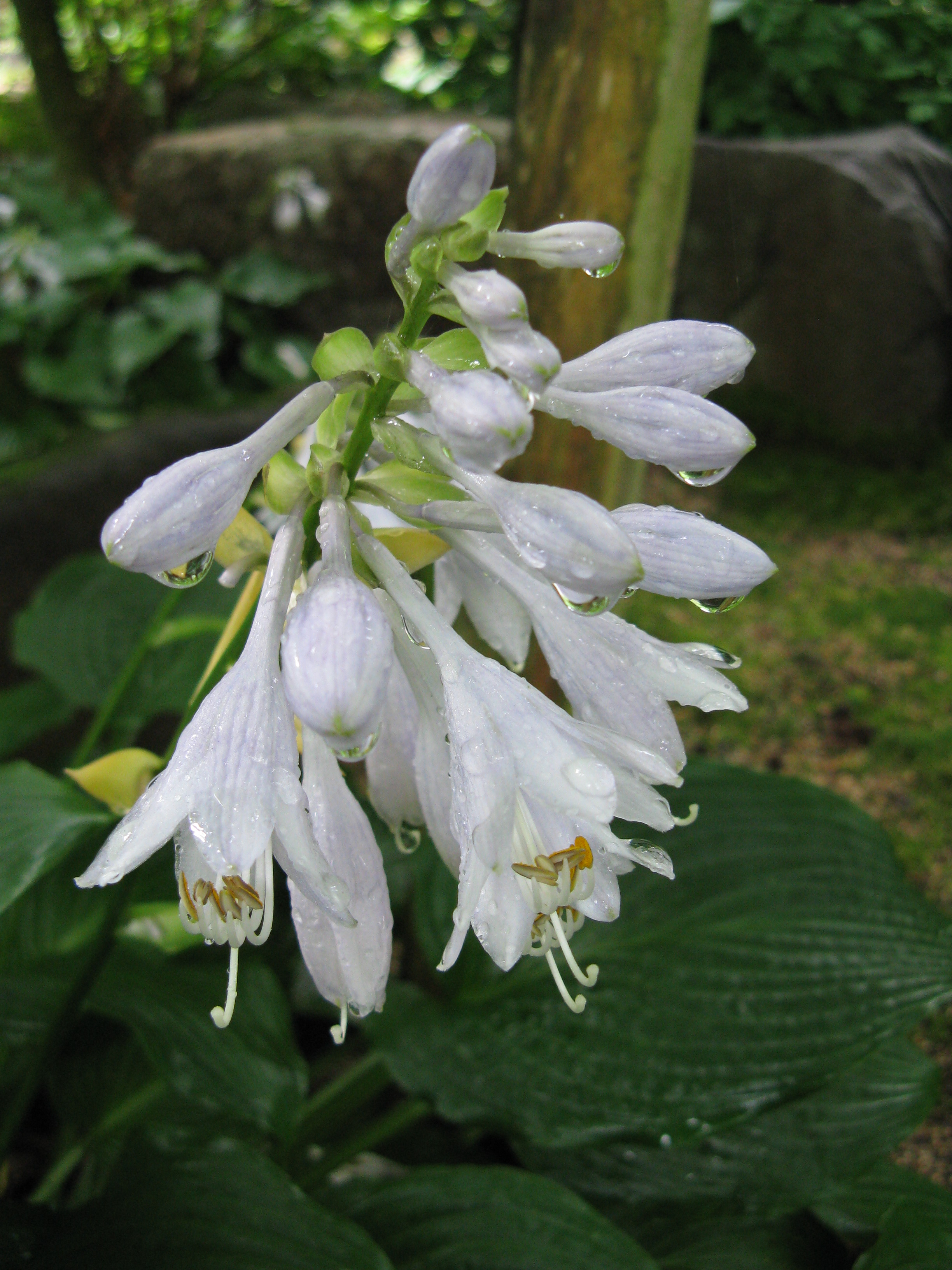
Árnyliliom (É)
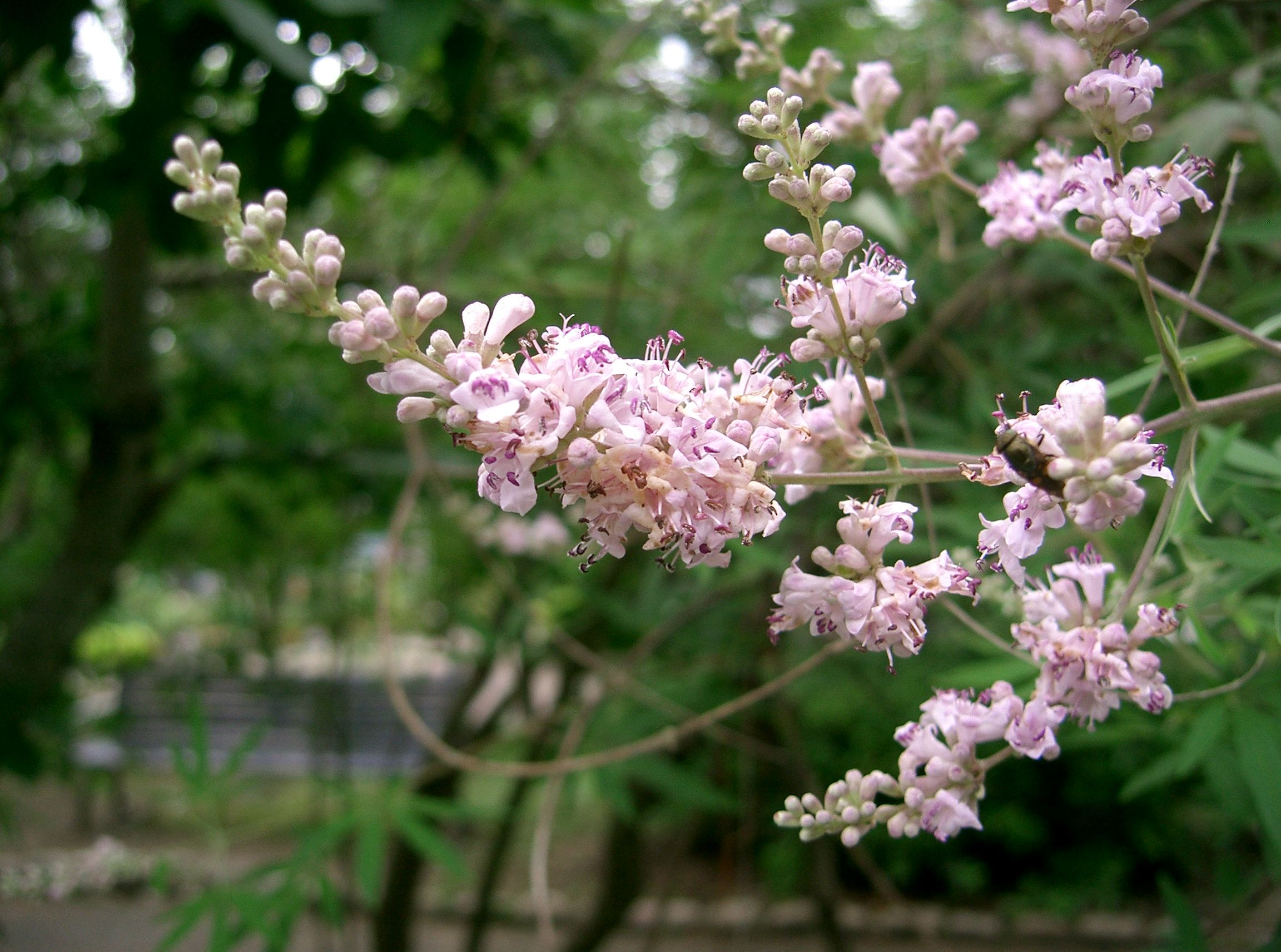
Barátcserje
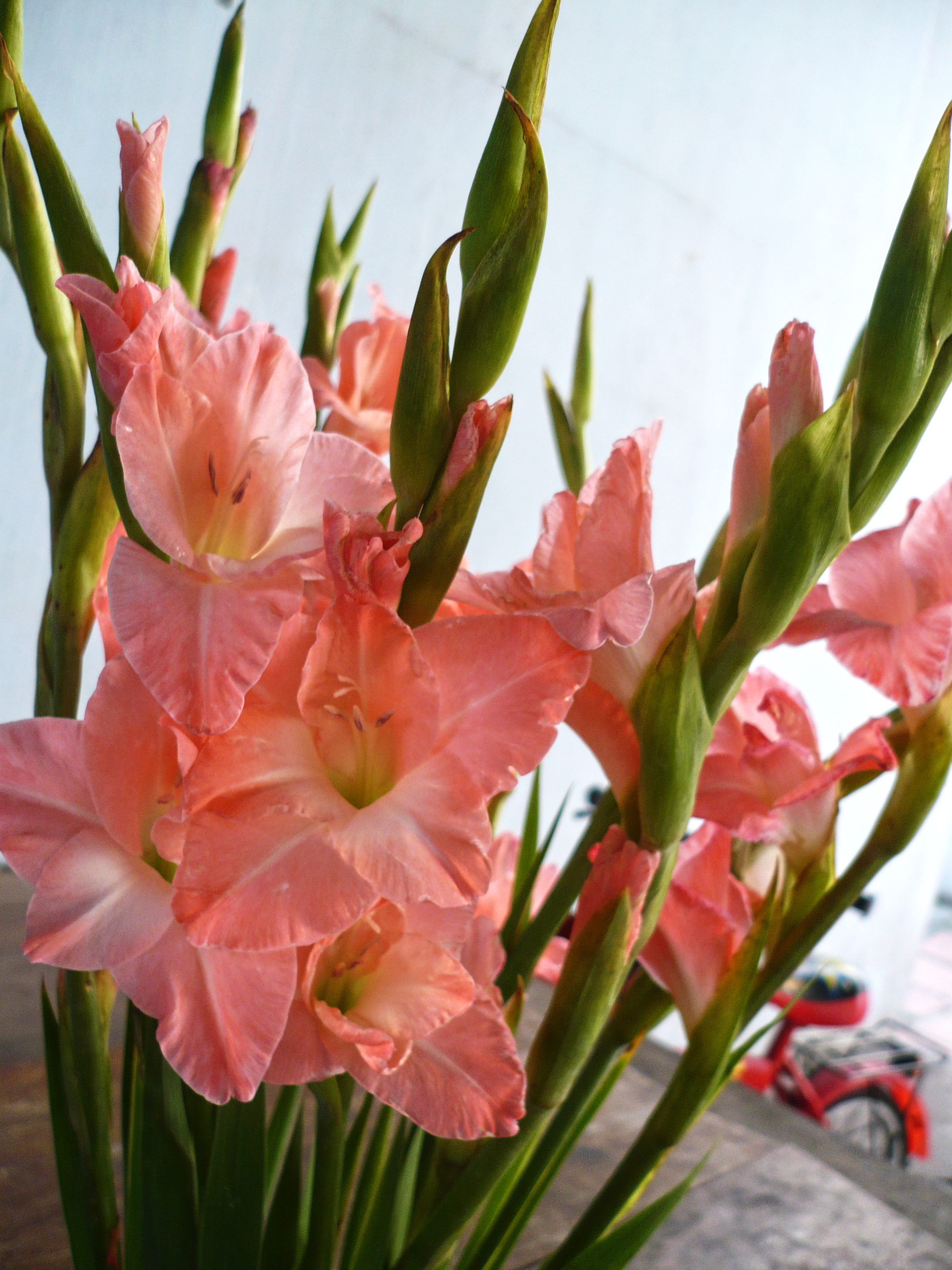
Kardvirág (H)
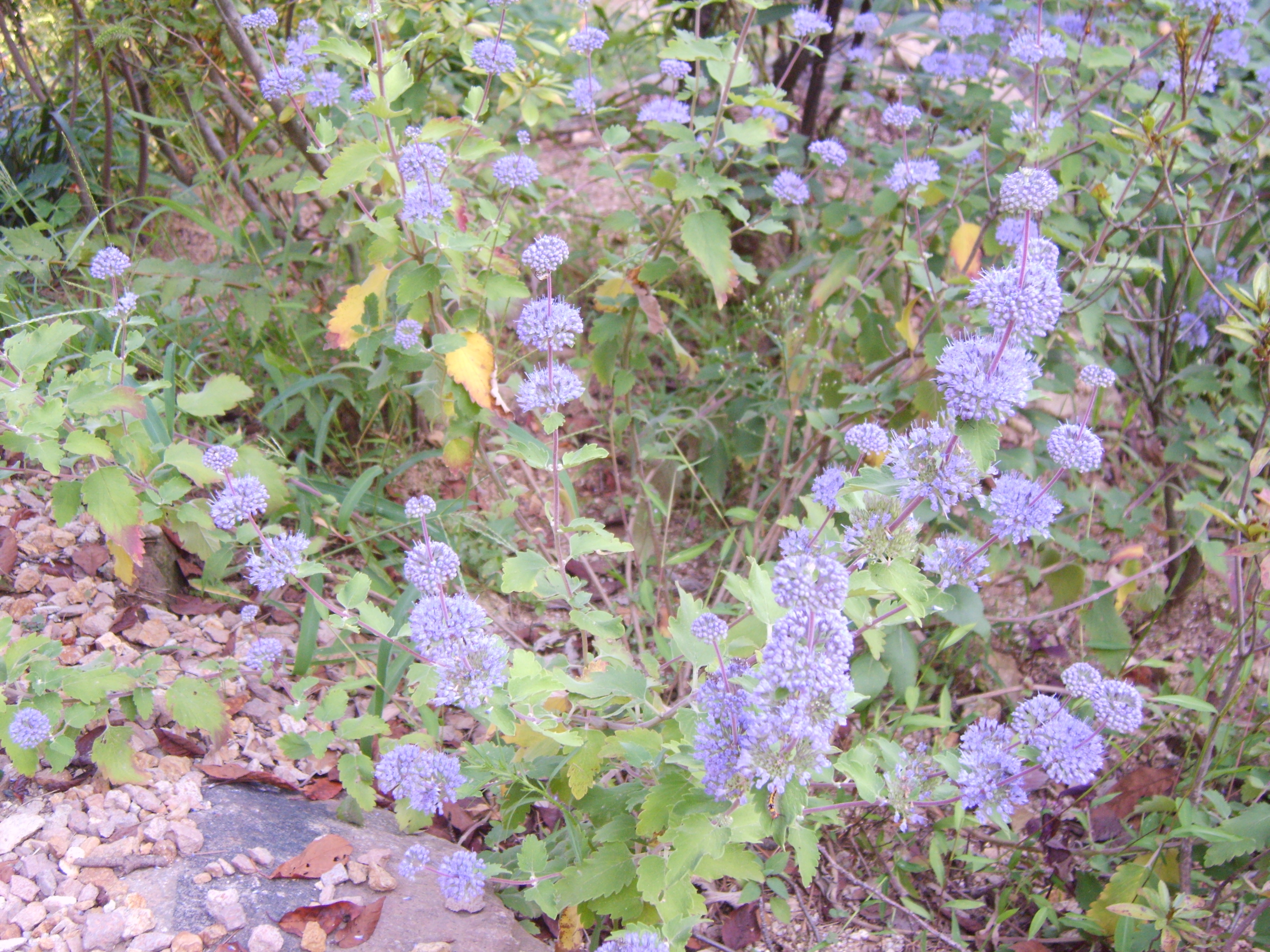
Kékszakáll
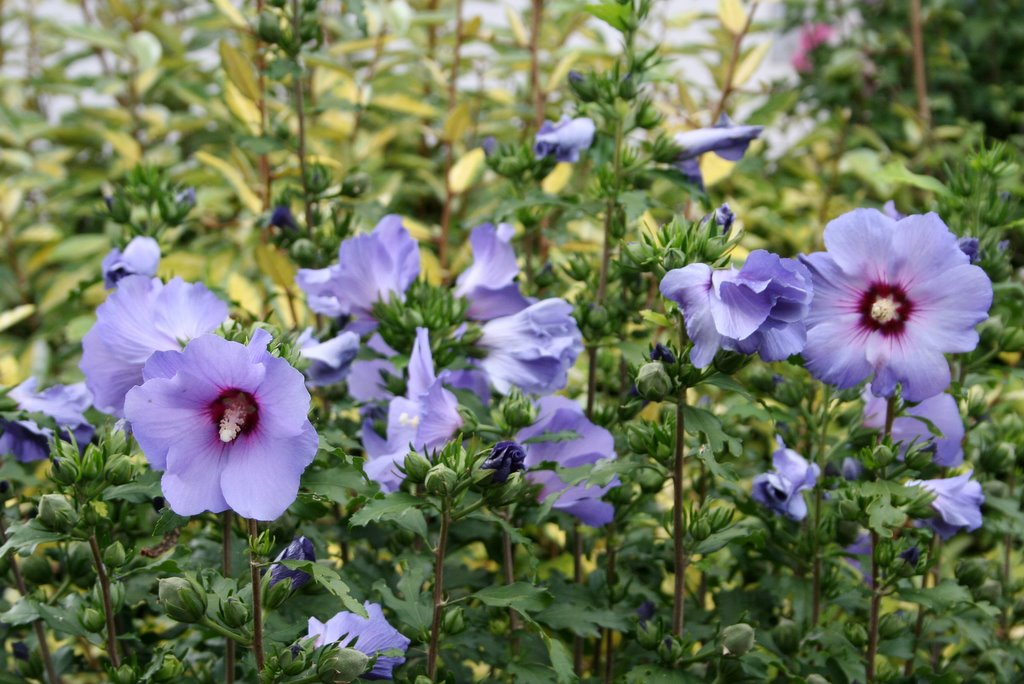
Mályvacserje/Hibiszkusz

### Szeptember

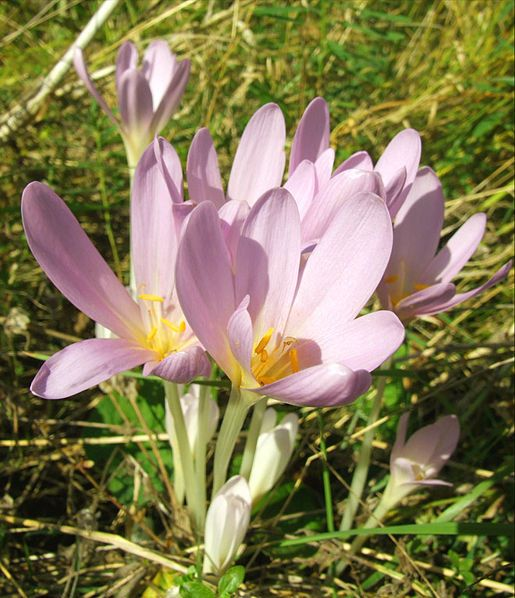
Őszi kikerics
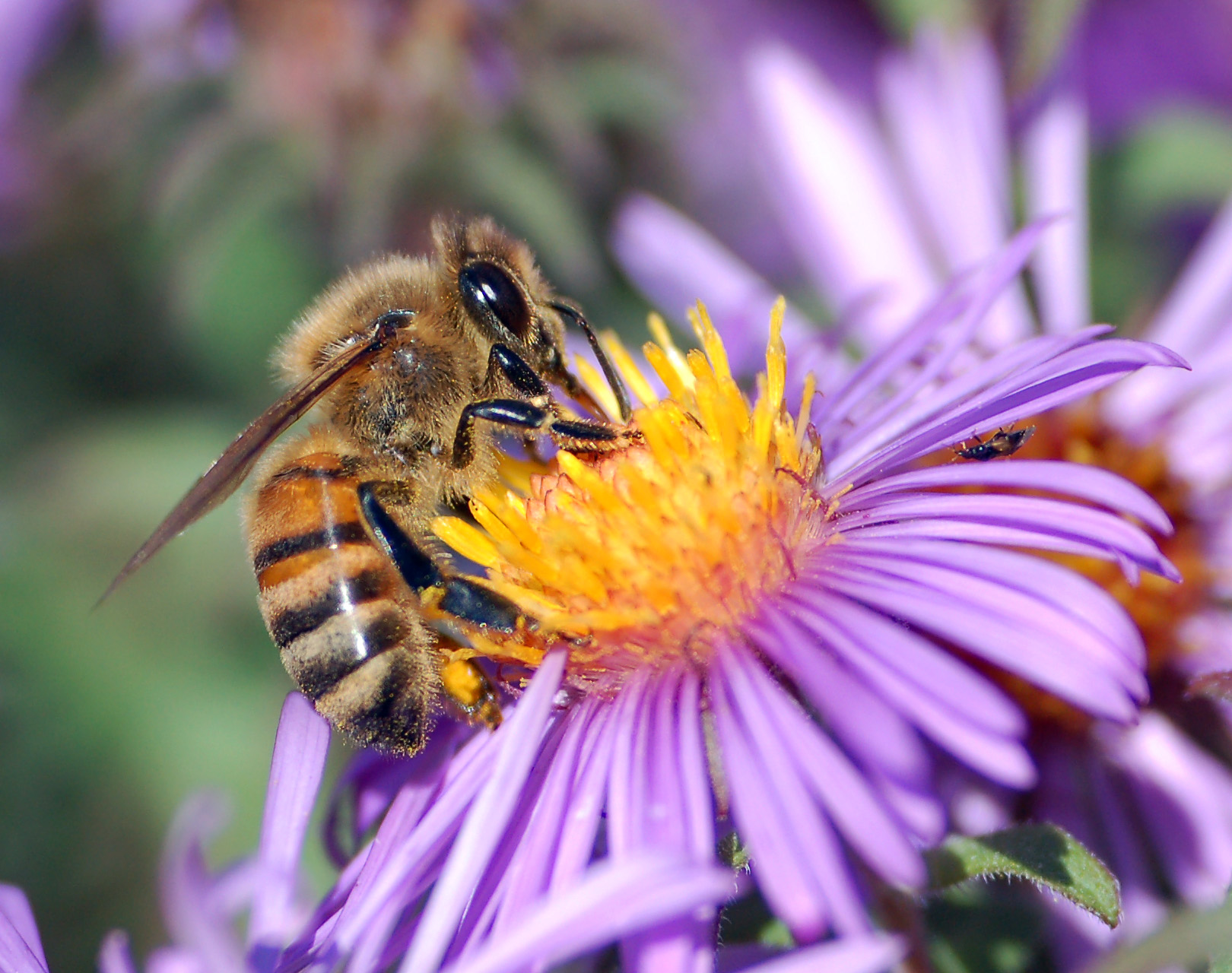
Évelő őszirózsa
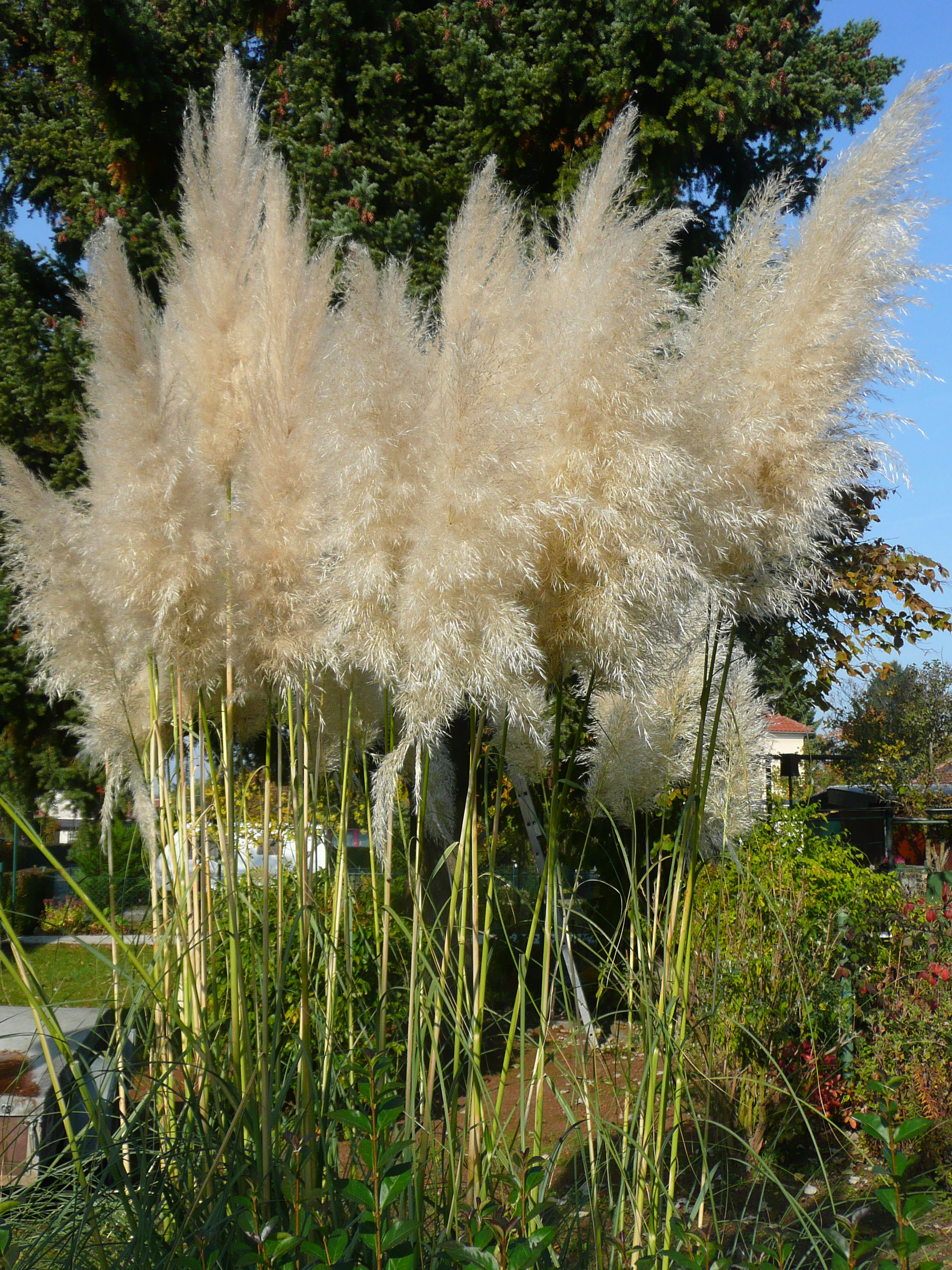
Pampafű

### Október

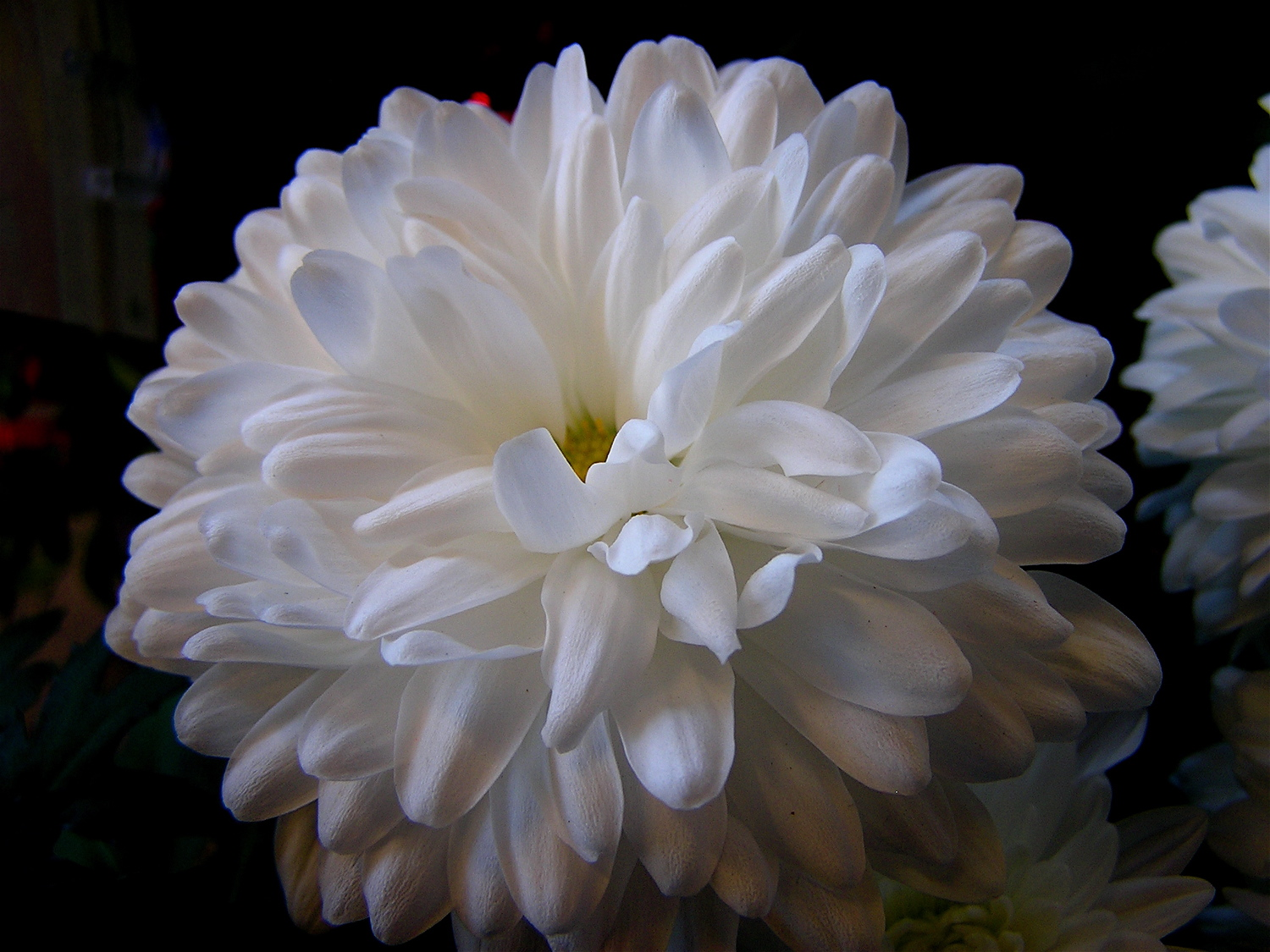
Krizantém
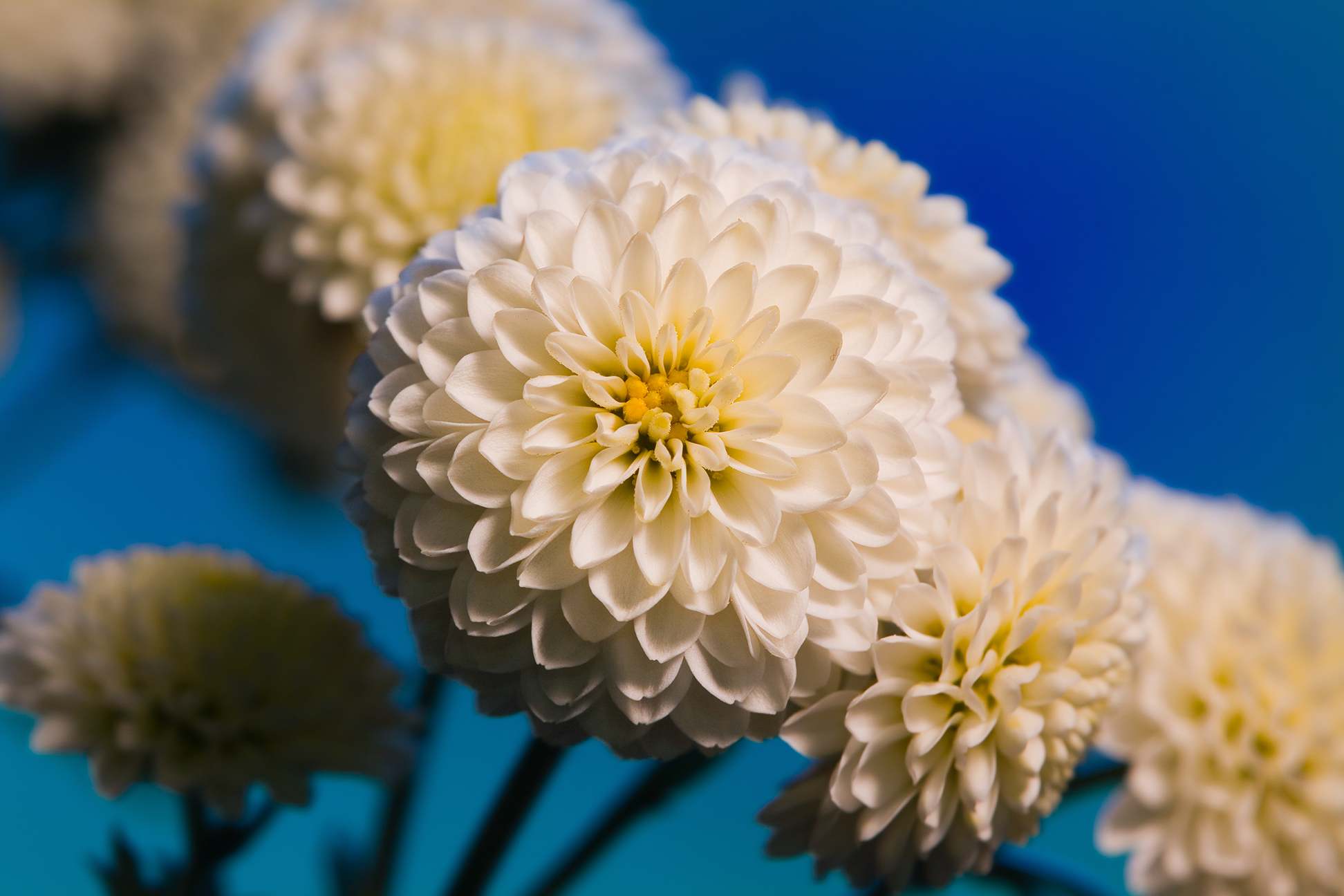
Krizantém
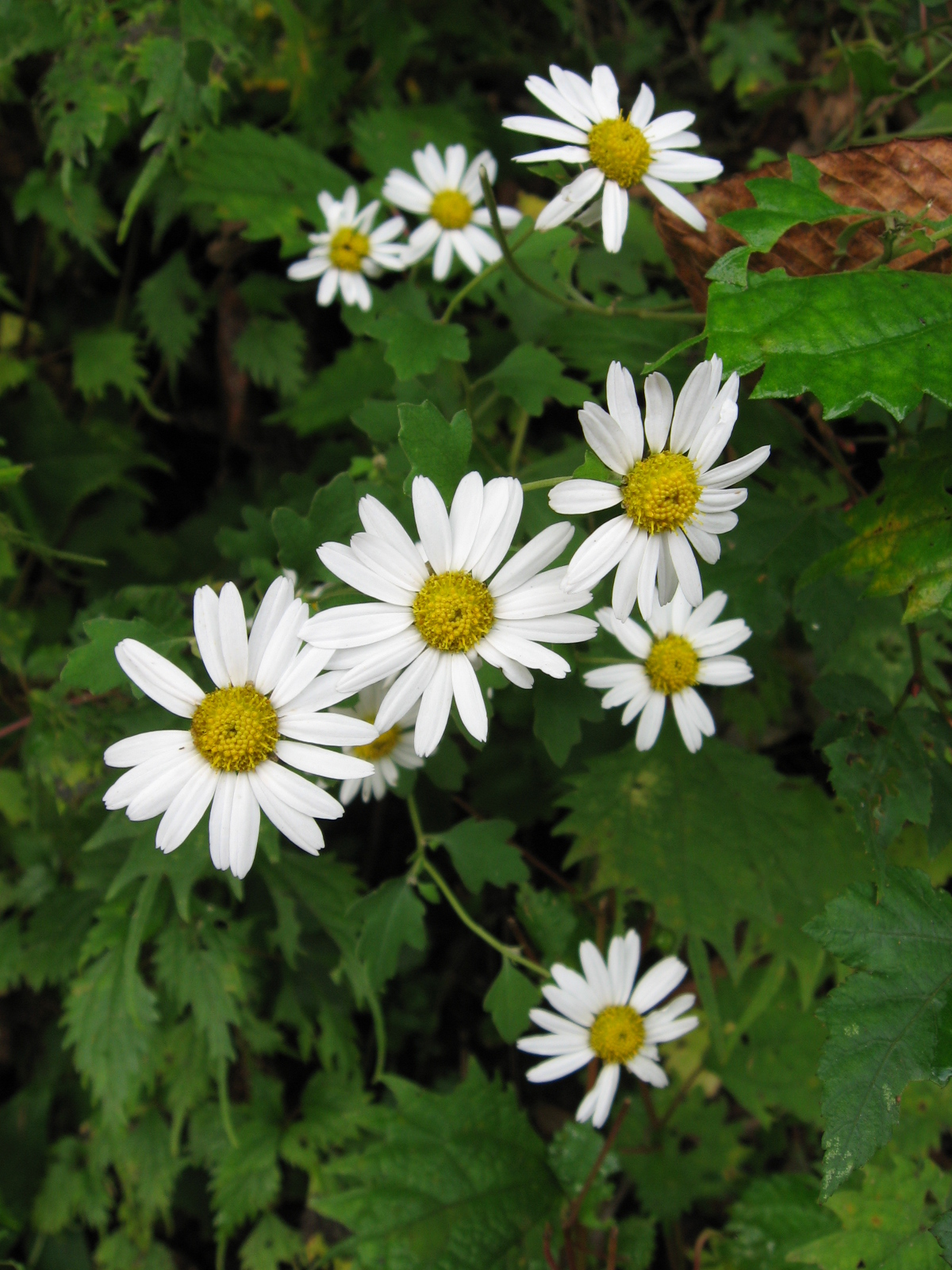
Japán krizantém

## Forrásművek
- Virágoskert, pihenőkert Mezőgazdasági/Budapest 1977
- Szücs Lajos: A növénykedvelő kislexikona Gondolat/Budapest 1977
- Christopher Grey-Wilson, Victoria Goaman: Kerti virágok Gondolat/Budapest 1990
- John Brookes: Kertek könyve Officina/Budapest 1993